# Petó

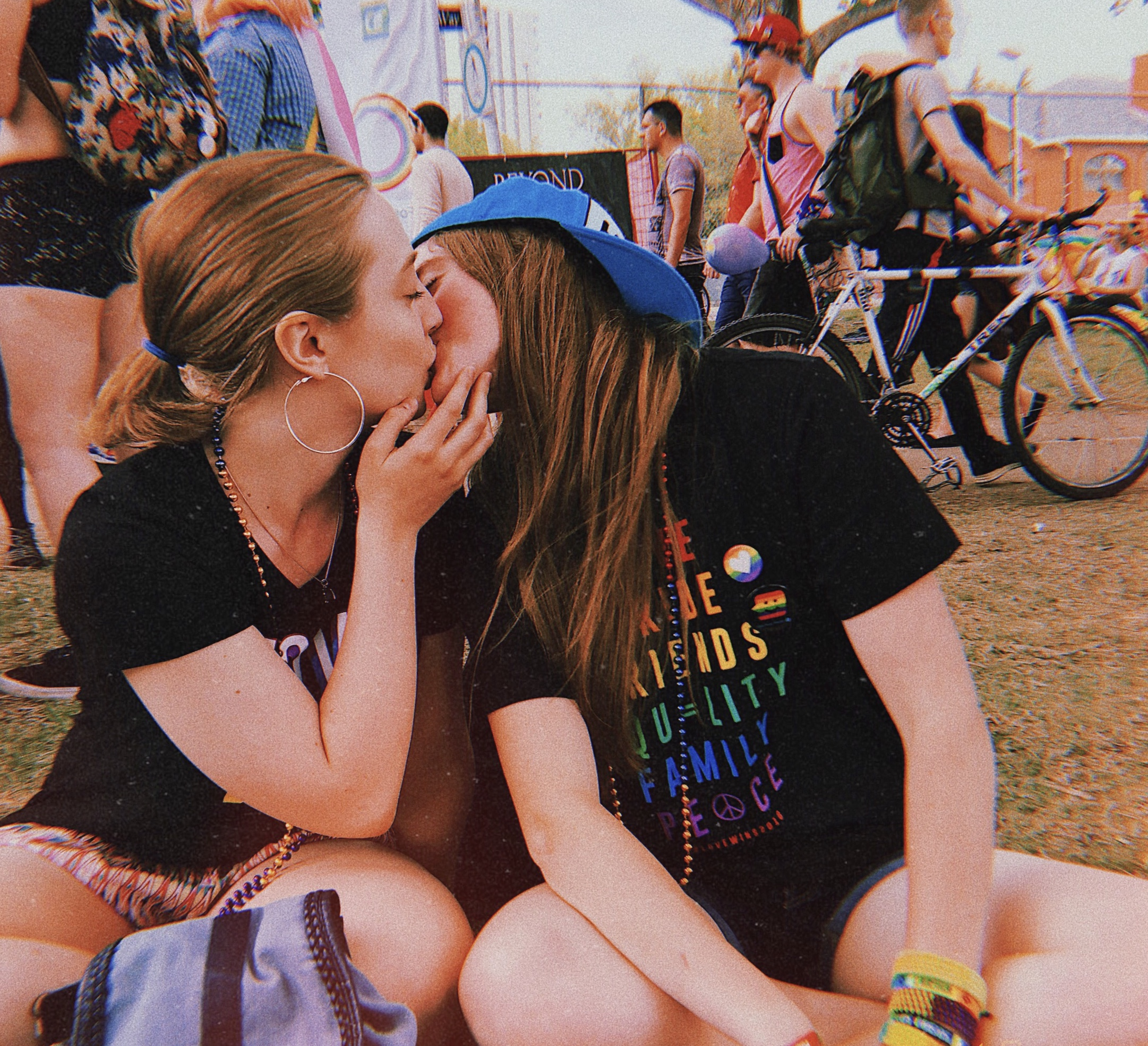
Dues dones besant-se durant el Festival de l'Orgull d'Edmonton.

El petó, bes o besada és l'acte de tocar quelcom amb els llavis, generalment una altra persona, tot i que alguns primats també presenten aquest costum. El petó pot fer-se de moltes formes i en moltes parts del cos, amb diversos significats, en particular si es fa en públic; pot ser un comportament social, afectuós o amorós. La mà, la galta i el front es troben entre els llocs on es col·loquen tradicionalment els llavis a Europa i l'Amèrica del Nord. Tot i així, segons el país i la cultura es farà de diferents maneres; en algunes zones la salutació a persones afins es fa amb dos petons, un a cada galta, mentre que els desconeguts es saluden verbalment.
A la Catalunya del Nord es manté la forma etimològica potó i en català nord-occidental potxó, mentre que en alguns subdialectes del valencià s'empra de forma oral besà. Hom parla de besar, fer un petó o apotxonar i, quan se'n fan diversos, petonejar. Les onomatopeies «muà», «muac», «txuic» i «xuic» imiten en català el so que produeix l'acció de besar.
L'estudi científic del petó s'anomena filematologia (del grec antic φίλημα, phílēma, «petó»), i explora els aspectes tant fisiològics com socials i culturals dels petons. El terme grec φίλημα es deriva del verb phileīn (φιλεῖν, «estimar»); originalment no hi havia una paraula separada per a «petó».
| «                                    | Però, què és un petó? Un jurament fet una mica més a prop, un pacte més precís, una confessió que vols segellar, un apòstrofe rosat col·locat entre les paraules "t'estimo"; un secret que es parla a la boca, un instant d'infinit que té el zumzeig d'una abella entre les plantes, una comunió que té el gust d'una flor, un mitjà per poder respirar una mica el cor i assaborir l'ànima a flor del llavi. | » |
| — Edmond Rostand, Cirano di Bergerac | |   |

## Història

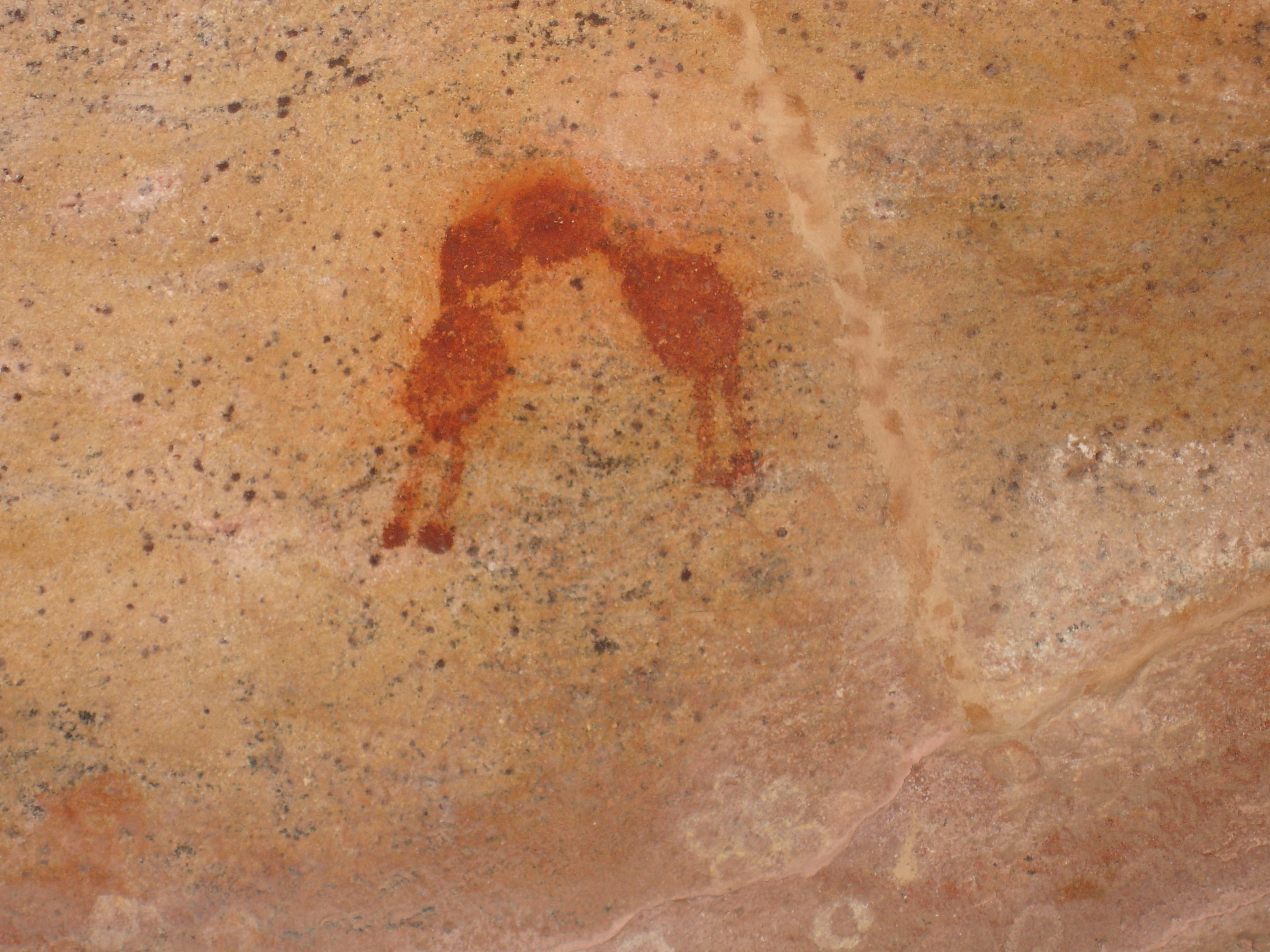
El petó, pintura rupestre de l'escena d'un suposat petó al Parc Nacional de la Serra da Capivara (Brasil) datada entre el 48000 i el 6000 aC.

Segons l'antropòloga Ella Al-Shamahi, el primer petó del qual es té constància data del 9000 aC, una talla anomenada Els amants d'Ain Sakhri trobada en una cova prop de Betlem i que mostra una parella tenint relacions sexuals i amb les boques tocant-se. El primer registre escrit es troba en unes escriptures en sànscrit de l'Índia del 1500 aC, on es descriu persones que es toquen o s'ensumen mútuament amb la boca. Segons Vaughn Bryant, antropòleg de la Universitat de Texas A&M especialitzat en la història dels petons, aquesta primera referència escrita al comportament semblant als petons prové dels Vedes, les escriptures sànscrites que van informar l'hinduisme, el budisme i el jainisme fa uns 3.500 anys.

### Període clàssic
Es diu que a Sumèria, a l'antiga Mesopotàmia, la gent solia enviar petons als déus. Tant els petons amb llengua com als llavis s'esmenten a la poesia sumèria.
El petó es descriu també a la poesia amorosa de l'antic Egipte que sobreviu de l'Imperi Nou, trobada en papirs excavats a Deir al-Madinah.
A l'Antic Testament és possible trobar certs rastres deixats per l'origen animista del petó, en els quals es fa evident el concepte de transmissió de l'ànima i de la vida mitjançant la transmissió de l'alè. En el judaisme el petó té una connotació negativa o almenys prudent. El petó honorífic s'accepta amb dificultat, per la qual cosa hi ha una similitud entre la postura del besador i la postració del culte pagà. Precisament per la por al paganisme, els petons de les dones paganes s'eviten com a precaució davant els contagis demoníacs. Contràriament als d'altres déus estrangers, que són portadors de gràcia, els petons concedits per Déu porten amb ells la mort. És possible veure aquí una reminiscència animista, que creia que era possible recollir a la boca l'ànima d'una persona que expirava el seu darrer alè. Per això Déu fa un petó a Moisès a la muntanya enduent-se la seva ànima.
En la literatura antiga, Homer utilitzava el petó com a senyal de forta excitació en acomiadar-se, saludar i suplicar, però no a la boca. El petó d'amor no es testifica fins més tard, com fa Aristòfanes, i ha sofert molts canvis en la tècnica i el propòsit al llarg de la història. La seva connotació eròtica no apareix fins a una etapa molt tardana de la cultura grega clàssica, i ja com una pràctica amorosa. Després d'aquest període, els petons es dipositen preferentment a la boca.

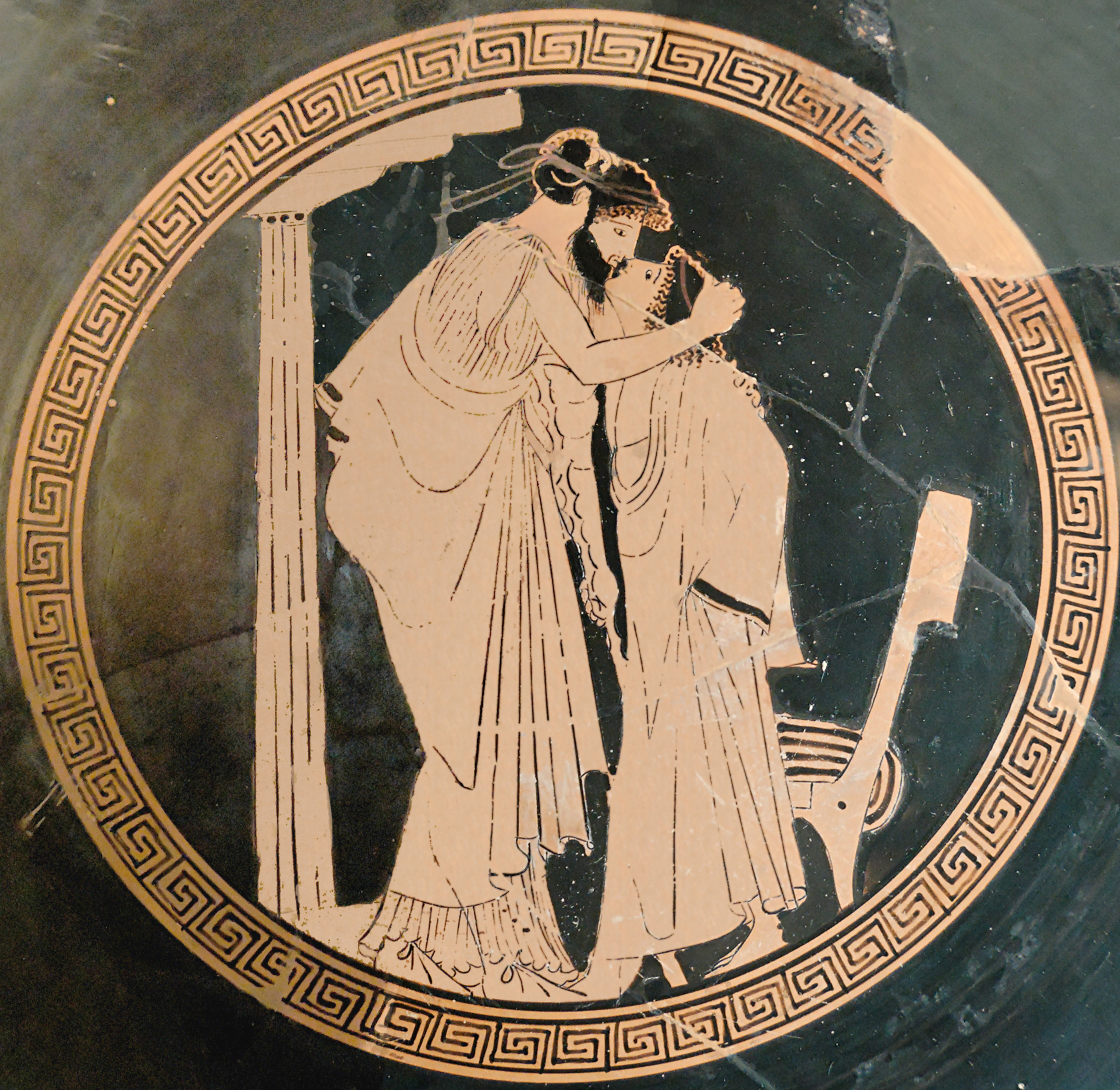
Erastes i eromenos besant-se, copa àtica de figures vermelles.

A Ciropèdia (370 aC), Xenofont va escriure sobre el costum persa de besar-se als llavis quan algú partia mentre narrava la sortida de Cir el Gran (cap al 600 aC) quan era un nen dels seus parents medes. Segons Heròdot (segle V aC), quan dos perses es troben, la fórmula de salutació expressa el seu estatus igual o desigual. «No parlen; més aviat, els iguals es besen a la boca, i en el cas que un sigui una mica inferior a l'altre, el petó es fa a la galta».
Durant el període clàssic posterior, els petons afectuosos boca a boca es van descriure per primera vegada a l'èpica hindú Mahabharata, una epopeia sànscrita completada al voltant del segle IV. En ella hi apareix una línia on, referint-se a una dona, es diu que «em va col·locar la seva boca sobre la meva boca i va fer un soroll que va produir plaer en mi». També en la literatura antiga índia i hindú, en un capítol del Kamasutra s'hi identifiquen diferents mètodes de fer petons i tipus de petons.
L'antropòleg Vaughn Bryant argumenta que els petons es van estendre des de l'Índia a Europa després que Alexandre el Gran conquerís parts del Panjab al nord de l'Índia l'any 326 aC.

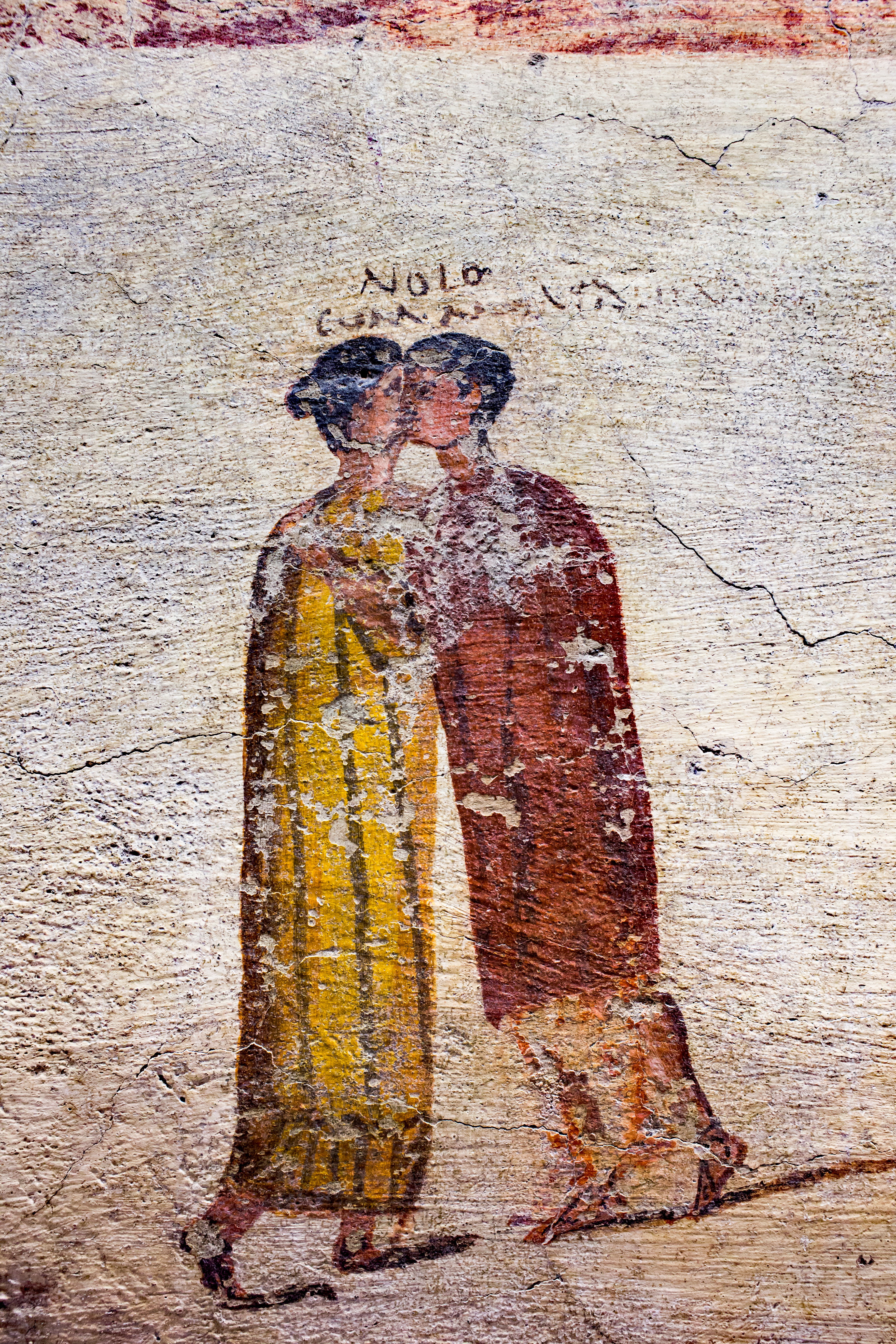
Un fresc de Pompeia que mostra el petó d'una parella romana.

Els petons van començar a generalitzar-se entre els romans cap al 30 aC. Al principi només s'estilaven entre la gent de l'aristocràcia, però aviat es van fer populars. En temps de l'emperador Domicià, cap a finals del segle I, el petó era tan estès que Marcial es queixava dient que "a Roma no hi ha manera d'escapar dels petons de la gent".
Als romans els apassionaven els petons i en distingien tres tipus: oscula, basia i suavia, que es poden traduir com a «amistat», «amor» i «passió», respectivament. Besar la mà o la galta s'anomenava osculum. Els petons als llavis amb la boca tancada s'anomenaven basium, que s'utilitzaven entre familiars. Un petó de passió s'anomenava suavium. El seu sistema legal tipificava el crimen osculationis, petons no desitjats entre persones del mateix rang social.
Algunes tradicions clàssiques incloïen besar-se davant d'un grup de persones per formalitzar una unió matrimonial entre dues persones, comportament que ha estat modificat a través dels segles fins a transformar-se en el petó utilitzat en les unions matrimonials actuals per marcar fidelitat i devoció cap a la parella. És el mateix tipus de petó que Romeu posa als llavis de Julieta per "segellar el contracte immortal". Un altre comportament tradicional del període clàssic és besar un contracte per assenyalar conformitat, acte que va derivar a la tradició de "segellar els contractes amb un petó" que perduraria fins a l'edat mitjana.

### Edat mitjana i edat moderna

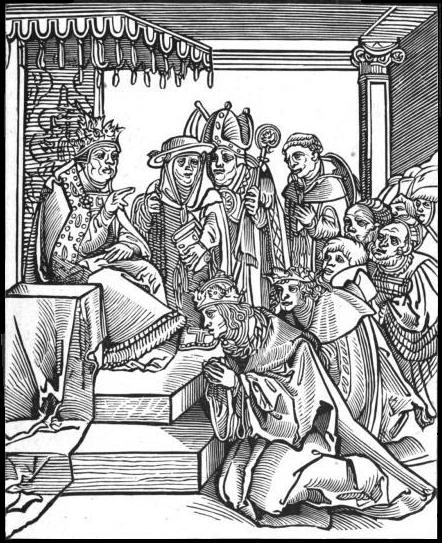
Persones besant els peus del papa, segons un gravat de Lucas Cranach el Vell.

El petó no sempre va ser una indicació d'eros, o d'amor, però també podia mostrar respecte, rang i admiració tal com s'utilitzava a l'Europa medieval. Podia ser una manifestació d'amistat envers altres, sobretot entre cavallers. Els musulmans besaven en una espatlla en senyal de respecte, com fa el moro Abengalbón en trobar-se amb Álvar Fáñez al Cantar de mio Cid.
Sospitós d'alimentar la disbauxa, el petó de pau a la boca es regula durant els oficis religiosos: el Concili de Cartago l'any 397 el prohibeix entre homes i dones. El papa Innocenci III el reserva per a la seva pròpia mula, els anells dels bisbes i les relíquies dels sants. Ho autoritza entre clergues però ho prohibeix entre fidels, fet que acredita que encara es practica el petó de boca (osculum oris) entre laics. Durant l'ofici, el petó dels fidels es trasllada als objectes. Col·loquen els llavis sobre l'altar, els evangelis o el crucifix mentre els pelegrins besen les relíquies. A partir del segle XIII es desenvolupa un altre substitut, l'oscularium, un objecte litúrgic (tauleta o disc metàl·lic o de fusta, sovint marcat amb la Creu de Crist) que els fidels besen d'un en un per torns.
Durant aquesta època, els fidels besaven els peus del papa, l'anell del bisbe o la mà del seu senyor. En algunes regions, la cerimònia d'homenatge incloïa un petó (osculum). La funció de garantia del segell compleix la mateixa funció que l'osculum-confirmació (d'aquí l'expressió "segellar amb un petó") per part d'analfabets que posaven una lletra (sovint creus autògrafes) als contractes i els besaven. Segons Tertul·lià, el costum de besar els peus del papa el dia de la seva elecció es remunta al segle ii, tot i que també es besaven els peus de bisbes i reis, però Gregori VII, al segle XII, reservava aquest honor als pontífexs.
En l'edat mitjana, el petó va tenir una gran importància: segellava la dependència entre el senyor feudal i el subordinat. El petó de compromís també era legalment vinculant en aquest moment.
El petó francès també es coneixia en aquell període, encara que era "només una forma rara de fer l'amor en l'edat mitjana". A més, aquest també tenia "connotacions negatives per a la majoria dels cristians, d'una banda tabú atesa l'actitud de l'església cap al plaer sexual, d'altra banda associat amb el comportament d'adúlteres i prostitutes, i finalment fins i tot titllat d'herètic".
En el context medieval, que enaltia la castedat com a màxima virtut, va sorgir l'amor cortès, un altre model d’amor de gran impacte en l’àmbit de les idees. Els ideals de l’anomenat amor cortès van començar a Occitània a partir del segle XII i van proliferar a l’època medieval i moderna desenvolupant-se en ambients aristocràtics. Els poetes i trobadors no cantaven a les esposes, sinó a les amants, dames casades, distants i inaccessibles a les quals els poetes suplicaven els favors. En els ideals de l’amor dels trobadors hi ha el germen del model d'amor romàntic, de la descoberta de noves maneres d’entendre l’amor. La trobairitz occitana Comtessa de Dia ho expressa de manera explícita: «Voldria tenir el meu cavaller, una nit, despullat, als meus braços, i que ell se sentirà feliç només amb què jo li fes de coixí […] Tant de bo pogués dormir amb vós una nit i fer-vos un bes amorós! Sapigueu que gran desig sentiria de tindre-vos en lloc de marit, amb només que juràreu fer el que jo volgués»:83;87–88
Amb l'afirmació de la monarquia i del poder reial, el petó de respecte decau. Al mateix temps, els poetes del Renaixement van iniciar una globalització del petó renovant l'antiga tradició de celebrar l'amor sensual lloant els petons, com el poeta neolatí Joan Segon, que va publicar el seu Livre des Baisers o Pierre de Ronsard, que els va incloure a les seves Odes.
El petó servia també per segellar l'anomenat baciatico, és a dir, el dret de la promesa a rebre una donació del promès, costum que deriva d'un costum romà semblant, l'osculum interveniens, el petó que intervenia per sancionar el dret de la promesa a rebre en regal la meitat dels béns rebuts, en cas de defunció del promès.
A l'edat moderna, el petó social segueix sent popular, encara que experimenti un declivi a Anglaterra després de la gran plaga de Londres el 1655. La Il·lustració és per a alguns l'època dels petons, ja sigui el besamans, el petó galant, el petó llibertí o el petó romàntic a la natura.

### Segle XVIII

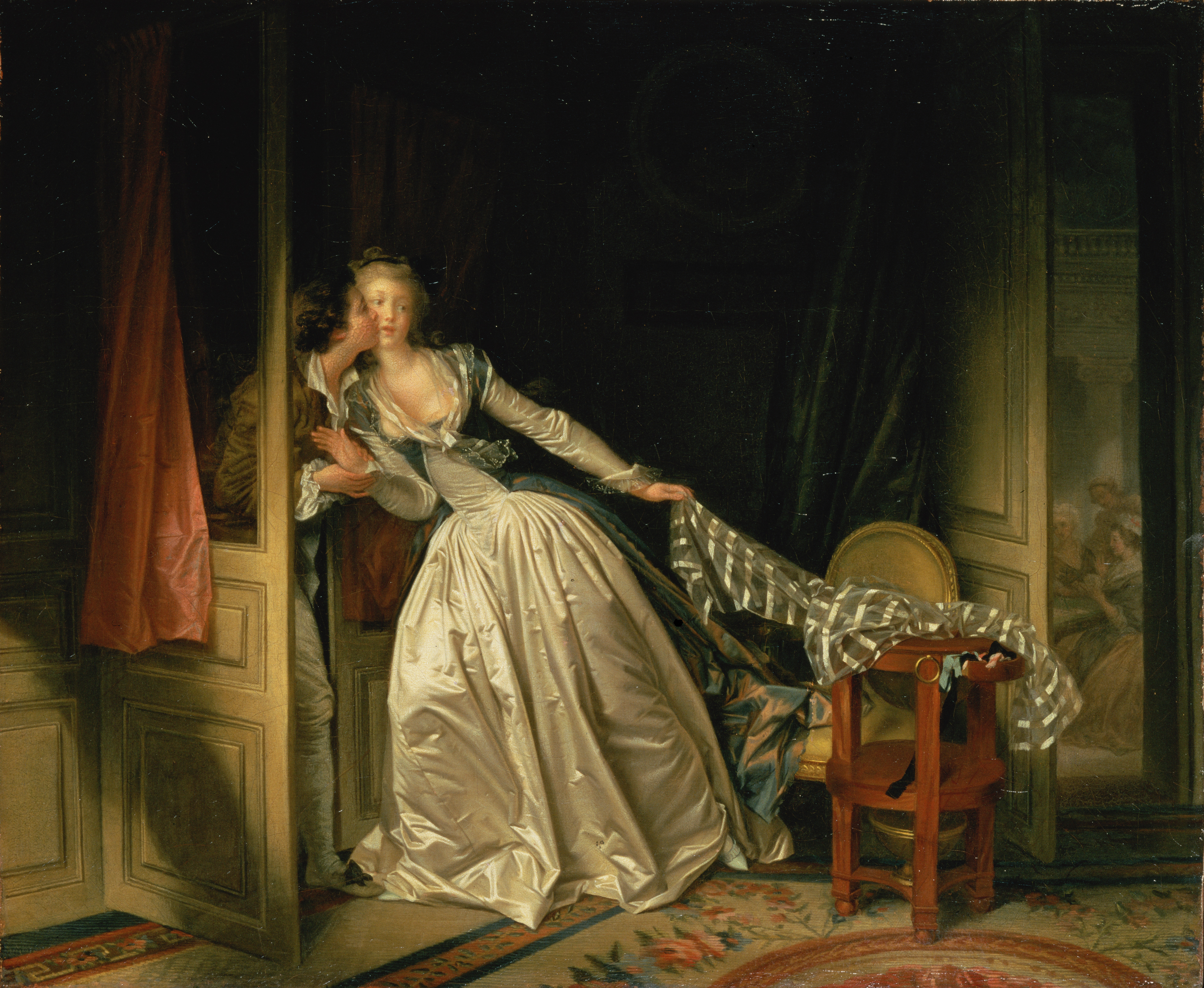
Le Baiser à la dérobée, de Jean-Honoré Fragonard (1787).

Durant la primera meitat del segle xviii, sorgeix el corrent artístic del Rococó com una identitat artística cortesana, moviment que recopilava un sentit estètic refinat que freqüentment involucrava aspectes exòtics, eròtics, sensuals i sexuals. El petó és clarament il·lustrat a la pintura de l'època, la qual solia tenir una temàtica amorosa o sensual relacionada amb l'amor d'una parella o l'amor matern. Un clar exemple són les pintures sensuals de Jean-Honoré Fragonard.
En el període de la Revolució Industrial es globalitza la idea del petó com a símbol de cortesia i és quan reprèn el seu paper com un element en l'estimulació sexual i com a símbol de l'amor entre dues persones. Tot i el seu ressorgiment com a pràctica sexual, el petó només es va renovar com una pràctica pròpia de la intimitat duna parella, que únicament representava una pràctica privada que era ofensiva o escandalosa si era demostrada en públic. La pràctica del petó va ser mesurada per les estipulacions de la societat convencional i el codi social d'etiqueta.

### Segle XIX

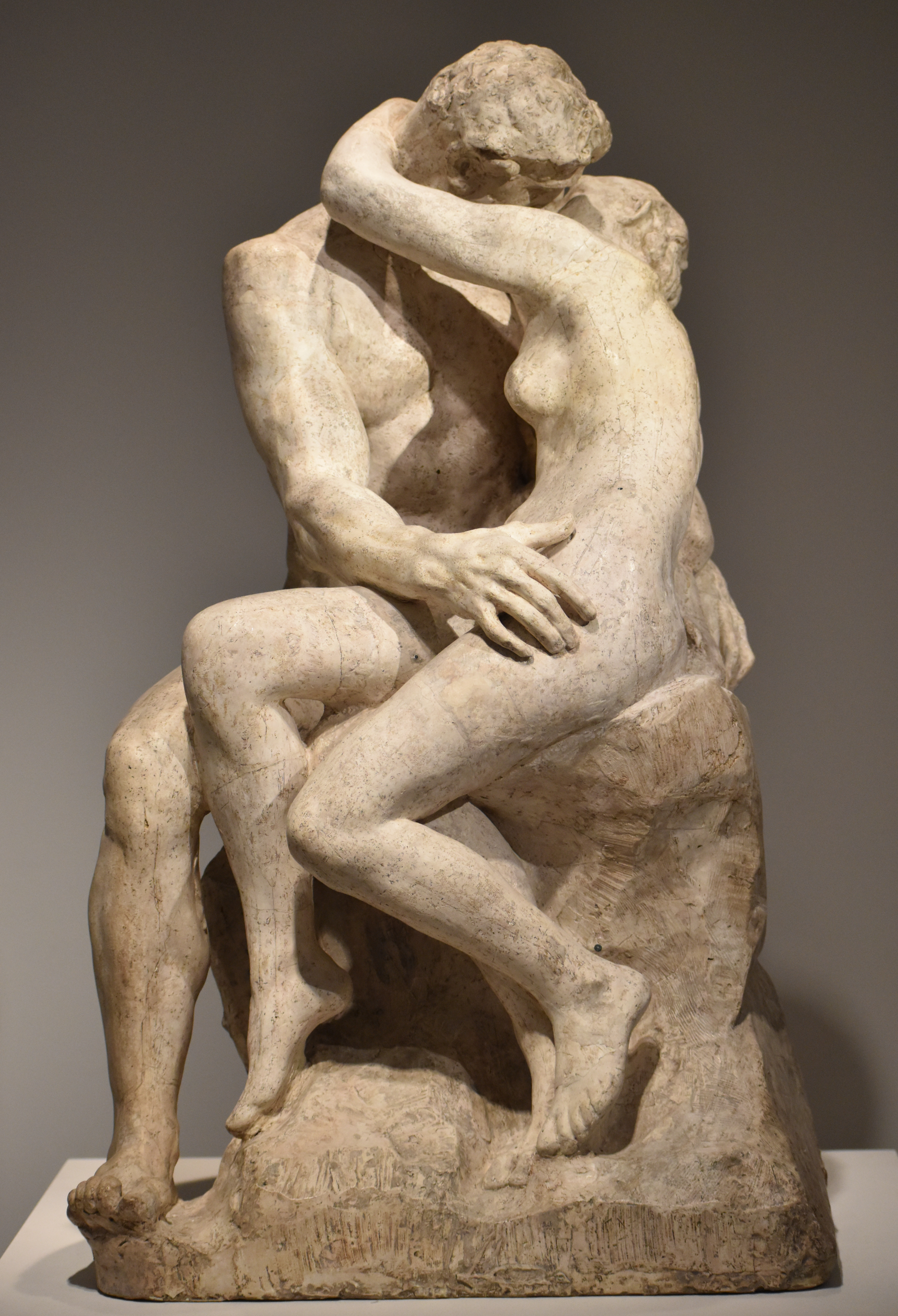
El petó, d'Auguste Rodin (1882).

L'estudi dels petons va començar en algun moment del segle XIX i s'anomena filematologia, que ha estat estudiada per persones com Cesare Lombroso, Ernest Crawley, Charles Darwin, Edward Burnett Tylor i estudiosos moderns com Elaine Hatfield.
En aquest segle, la intimitat matrimonial es limitava al dormitori conjugal, i l'únic gest eròtic públic admès era el petó a la boca, que havia de ser cast. La situació comença a canviar amb el desenvolupament del corrent artístic del Romanticisme, iniciat a finals del segle anterior i caracteritzat per l'expressió dels sentiments de l'autor de l'obra (freqüentment sentiments d'amor). L'explotació del petó en aquest moviment va ser freqüent pel fet que el petó va deixar de representar una «pràctica privada» i va passar a convertir-se en un element estètic. El petó reprèn un caràcter «màgic» originat de la percepció clàssica i la percepció medieval, exemples plasmats en la readaptació dels germans Grimm de diversos contes de fades i la literatura infantil del folklore medieval, en què es refereix al petó com una pràctica màgica. Un clar exemple és La Bella Dorment en què el petó és una fórmula màgica per trencar un encanteri de somni etern.
En altres manifestacions artístiques com la pintura i l'escultura, el petó es plasma com un element clau de la pintura que expressava sentiments d'amor. Les obres més significatives del petó com a element en la pintura romàntica són Romeu i Julieta (1884) de Frank Dicksee i El petó (1870) de Francesco Hayez, on totes dues mostren una figura masculina i una de femenina compartint un petó. A l'escultura s'identifiquen les obres anomenades El petó d'Auguste Rodin.
El petó i la seva naturalitat en l'art romàntic deriva en la percepció artística del petó com una pràctica social gairebé divina, màgica i inigualable que representa allò més pur i perfecte de l'amor en les relacions humanes. Aquest nou pensament social va originar que el petó fos acceptat com una pràctica comuna entre les persones per representar l'amor. Amb la nova acceptació social, el petó comença a ser utilitzat com un element dramàtic de caràcter eròtic, principalment identificat al teatre de varietats de finals de segle. Tot i així, encara va continuar sent socialment inacceptable fins a la primera meitat del segle xx.

### Segle XX

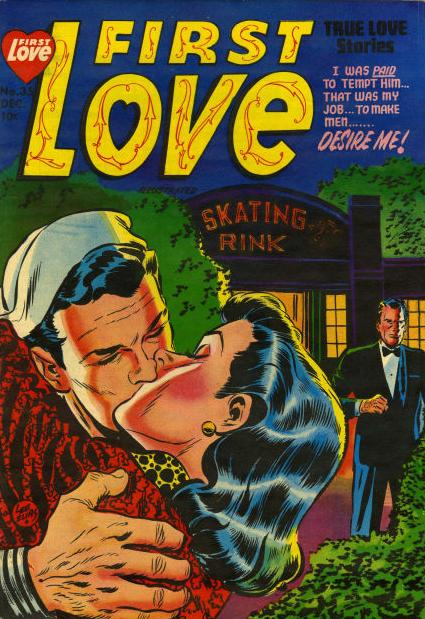
Portada del pulp First Love (1953).

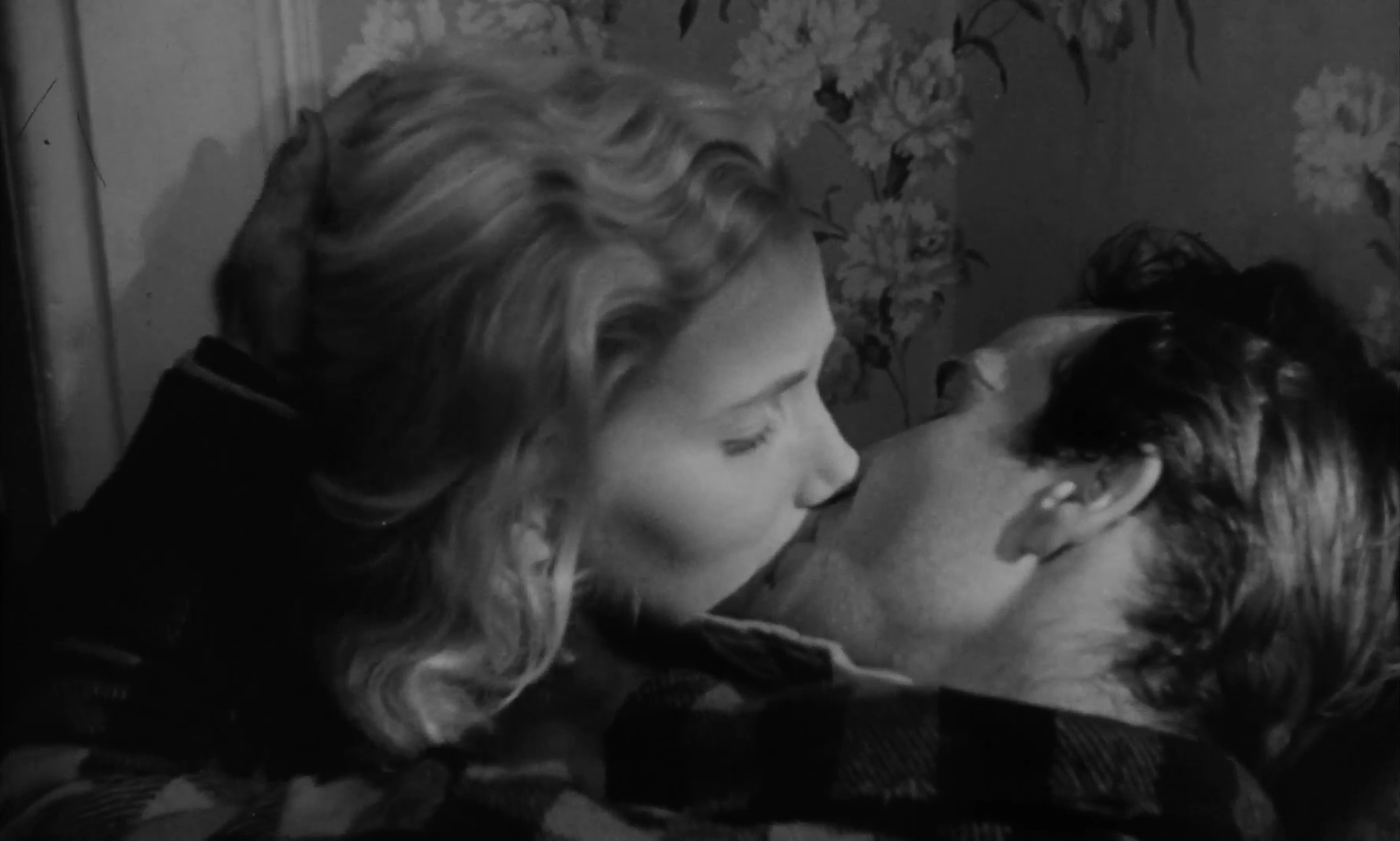
Eva Marie Saint i Marlon Brando a La llei del silenci (1954).

El segle XX va estar marcat per la sexualització dels mitjans durant les primeres dècades del segle. Com a un dels factors determinants en la globalització i publicació del petó, es troba la introducció dels temes lascius als mitjans massius de la cultura popular com la literatura, la pintura, el teatre i el cinema, tots enfocats al consum i gust popular. Aquesta sexualització dels mitjans va derivar en una producció massiva de mitjans enfocats al caràcter eròtic, els quals normalment no eren regits per cap norma de censura i es venien a causa dels seus temes lascius i de ficció d'explotació que formaven part del gust popular. Un clar exemple de la manca de paràmetres de censura als mitjans populars van ser les pel·lícules cautionary del període Pre-code, on era apreciable l'expressió sexual, la temàtica eròtica, el petó com a pràctica eròtica i el seminu.
La naturalitat del petó als mitjans massius va provocar una acceptació social que va trencar amb la pràctica del petó «íntim» o el petó inapropiat de segles anteriors. Aviat, els mitjans van ser inundats de les representacions del petó per simbolitzar l'amor entre dues persones, efecte apreciat principalment al cinema en els darrers anys del segle anterior, com a la pel·lícula The Kiss (1896). Amb l'establiment del cinema, el petó es va estandarditzar per donar a entendre l'espectador l'amor d'una persona en absència de diàlegs. Entre les dècades del 1910 i del 1930, el petó en una parella va simbolitzar un element important en el cinema romàntic, element essencial per donar a entendre el tipus de relació amorosa que existia entre els personatges dins de l'argument de la pel·lícula.
La globalització del petó es completa a la dècada del 1950 amb el desenvolupament de l'època daurada del cinema romàntic de Hollywood, que mitifica el petó com l'acte fundacional de l'amor; thrillers, comèdies i drames romàntics oferien models en què basar idealment les relacions amoroses quotidianes.:154 El cinema de Hollywood va popularitzar i globalitzar el petó amorós, sota el nom de «petó francès», però el puritanisme estatunidenc s'expressava a través del codi Hays, que es va aplicar al cinema estatunidenc entre 1934 i 1966. L'única manifestació d'erotisme que permetia aquest codi eren petons, que havien de ser casts i la durada dels quals era limitada.
Aquest segle va veure la liberalització dels petons profunds en públic mentre que la revolució del maig del 68 el va banalitzar, fent que perdés la seva connotació sexual. A partir de la dècada del 1960, amb les revolucions sexuals, es comença a establir el petó com a natural en el comportament d'una persona i la seva pràctica comença a ser gairebé pública. És a la dècada del 1990 quan el petó deixa de representar ofenses a la moral i es converteix en un acte comú i públicament acceptat. A la dècada del 1970, les zones del món on no es practicaven els petons als llavis havien desaparegut, pràcticament; un estudi va trobar que el 90 % de les cultures del món es besaven boca a boca. Aquesta xifra es considerava més propera al 100 % en plena dècada del 2010, gràcies en part a la contribució dels mitjans de comunicació a l'hora d'homogeneïtzar els petons.

### Segle XXI
Al segle XXI la sexualització dels mitjans ja forma part de la cultura popular, per la qual cosa el petó únicament representa una pràctica sexual de poc significat eròtic, «lleugera» comparada amb un altre tipus de material eròtic contingut en els mitjans de distribució massiva.

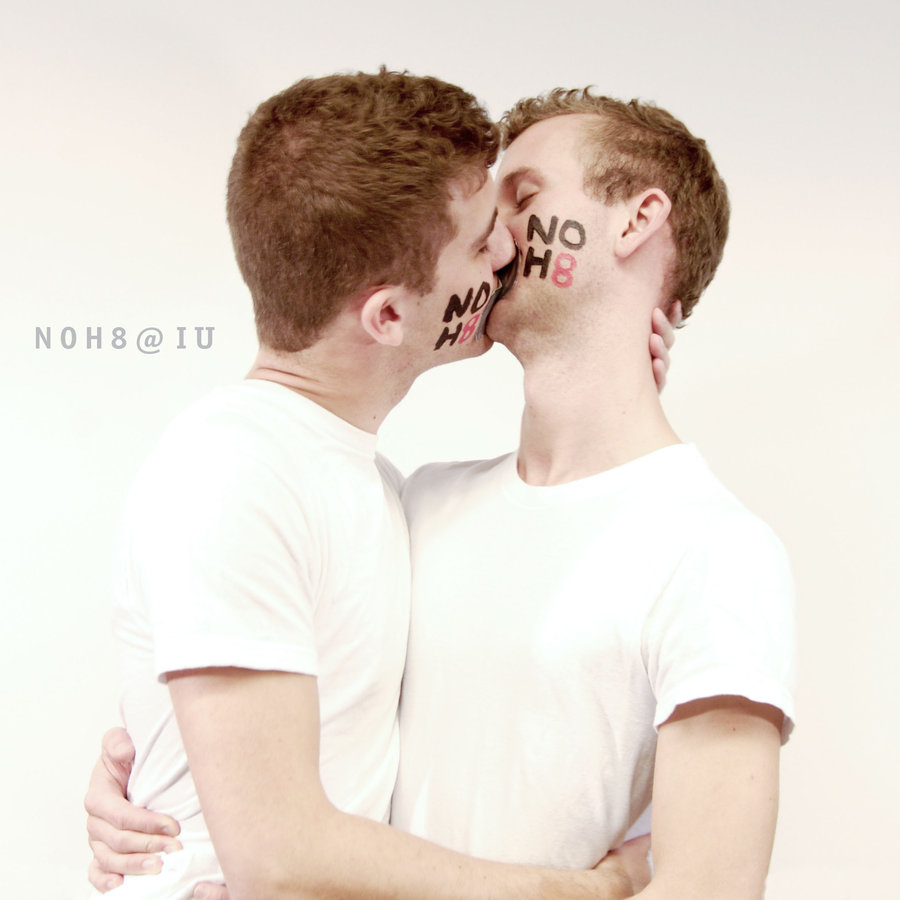
Fotografia protesta de la campanya NOH8, feta per James Cummings (2009).

Des del segle xviii, el petó es converteix en un mètode de protesta o revolució social, però no és fins al segle XXI quan es reafirma com un element en protestes que busquen la llibertat o equitat sexual, com solen ser utilitzats a les protestes sobre la acceptació legal o social del col·lectiu LGBT. S'organitzen besades com a forma de manifestació, en les quals diverses persones, principalment parelles de gais i lesbianes, es besen en un lloc on s'hagi reprimit aquesta manifestació d'afecte, com a protesta i repulsió per aquesta acció i amb l'objectiu de sorprendre a aquells que rebutgen aquestes formes d'orientació sexual.
Un altre significat popular del petó és el simple entreteniment, com ho és en el Dia Internacional del Petó, on es reuneixen persones en diferents localitzacions per recrear un petó massiu simultani. La pràctica, originada al Regne Unit, se celebra el 6 de juliol i es va adoptar a nivell mundial a començaments de la dècada del 2000, malgrat no estar reconegut com a dia internacional per les Nacions Unides. Ha tingut una bona acceptació i popularitat entre la població i les xarxes socials, on s'empren etiquetes com #KissDay o #KissingDay.
També s'estableixen diferents rècords per superar la durada més extensa d'un petó entre dues persones el 1998 entre Mark i Roberta Griswold, amb una durada total de 29 hores. L'any de 2010, la parella estatunidenca formada per Matty Daley i Bobby Canciello van intentar un petó de protesta a favor del col·lectiu LGBT que va durar un total de 33 hores. Un any després, el 2011, van ser vençuts per la parella tailandesa formada per Akekachai i Raksana Tiranarat, amb un petó de 46 hores. El 2012, la parella tailandesa formada per Nontawat Jaroengsornsinpose i Thanakorn Sittiamthong trenca el rècord del 2011 i aconsegueix una durada de 50 hores, convertint-se en el petó més llarg del moment, tot i que l'any següent una altra parella tailandesa, 
Ekkachai i Laksana Tiranarat, va arribar a les 58 hores, 35 minuts i 58 segons.
A principis del 2012, uns inventors de la Universitat de Tòquio van presentar un "dispositiu de transmissió de petons", un prototip de màquina dissenyat per imitar la sensació d'un petó amb llengua.
Si bé hi ha tantes tradicions de petons com costums i regions del món, la filòsofa sèrbia Zorica Tomić es qüestiona sobre el lloc que aquest acte sociocultural ocupa en públic a principis del segle XXI: en una era de desintegració de l'"erosfera", "la cultura contemporània, sotmesa al principi de transparència, ha destrossat la màgia del petó, i l'ha despullat de tot esperit d'aventura reduint-lo als seus components fisiològics, bioquímics, higiènics, mèdics, psicològics, antropològics i culturals".
Una de les estudioses en l'estudi dels efectes del petó més reconegudes en aquest segle és Sheril Kirshenbaum, una científica investigadora de la Universitat de Texas que sovint tracta temes que uneixen la ciència i la societat i que és l'autora de The Science of Kissing.

## Tipus de petons

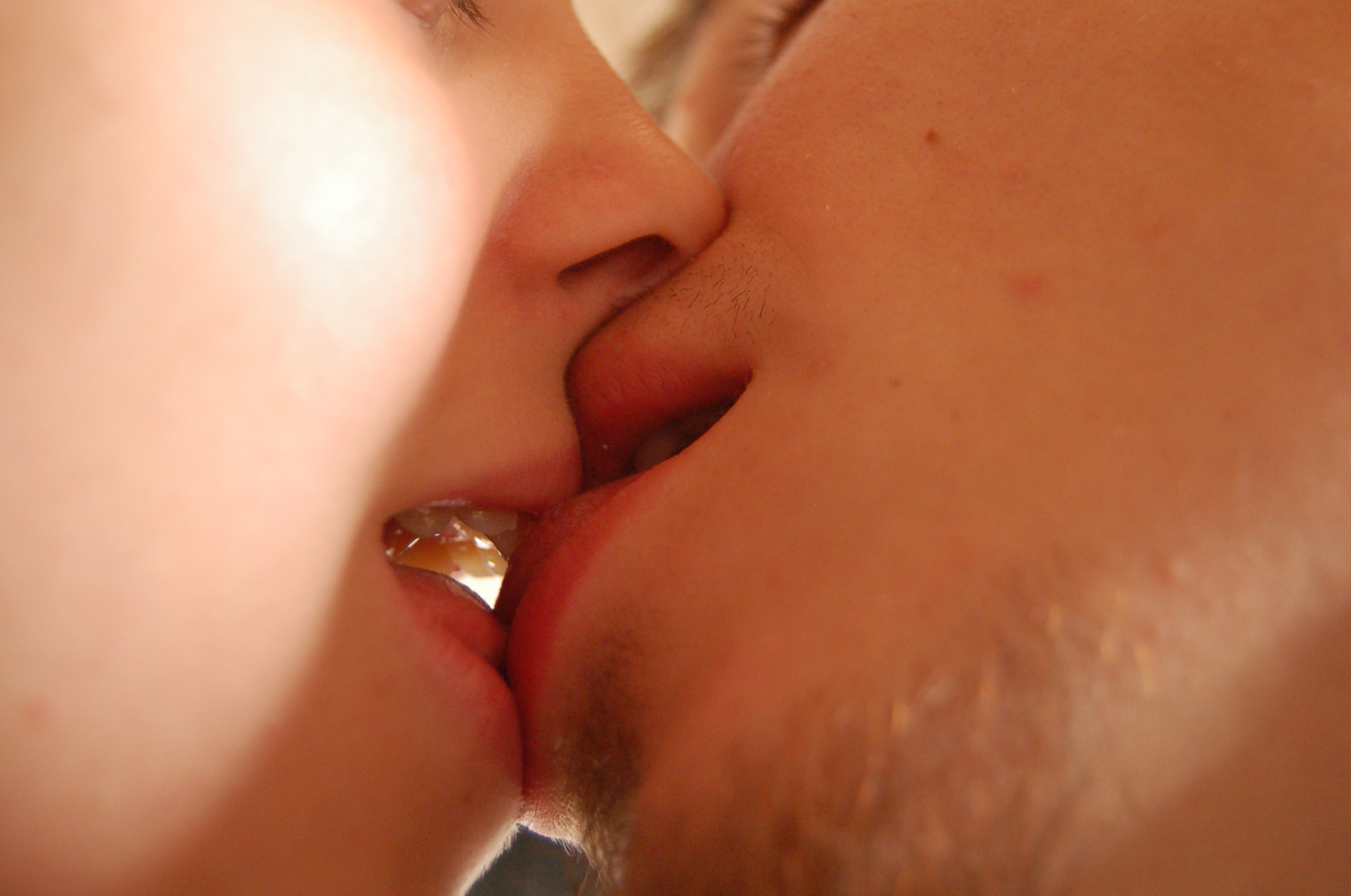
Petó amb llengua, també conegut com a petó francès.

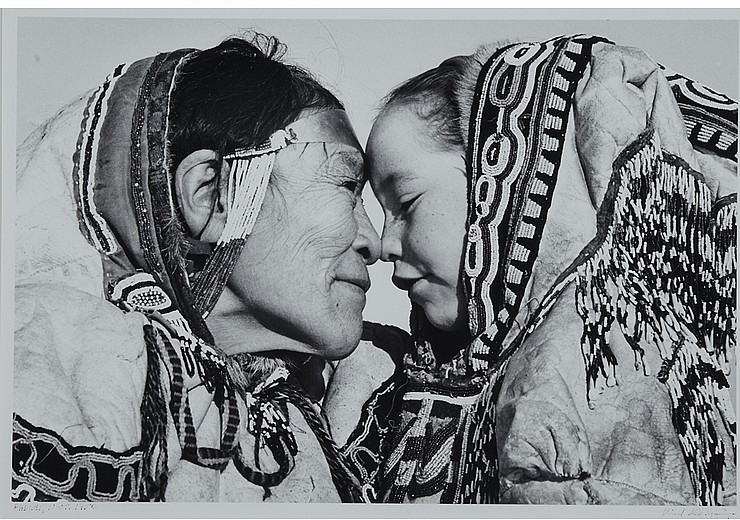
Una mare i el seu infant fregant-se els nassos a Padlei (Territoris del Nord-oest, Canadà), 1950. Fotografia de Richard Harrington.

Kristoffer Nyrop va identificar diversos tipus de petons, inclosos els petons d'amor, afecte, pau, respecte i amistat. Observa, però, que les categories són una mica artificioses i superposades, i algunes cultures tenen altres gestos d'aquest tipus, com la francesa amb vint i les alemanyes amb trenta. Segons Wlodarski, també poden considerar-se petons fregar-se els nassos, mossegar o llepar.
- Petó a la galta: una formalitat tradicional utilitzada com a salutació a diferents països de la cultura occidental on s'acarona amb els llavis la galta de l'altre participant. Pot expressar intencions eròtiques, simple cortesia, admiració,[60] respecte o afecte.[61] És usual com a salutació informal generalment envers dones, tot i que en alguns països és també usual entre homes. En diverses cultures sovint es fan dos o més petons a ambdues galtes.
- Petó a la boca: forma del petó eròtic/romàntic tradicional en què s'uneixen els llavis d'ambdues persones, generalment per reflectir sentiments d'amor, afecte o diferents intencions sexuals.[62]
- Petó francès: variant del petó a la boca on la llengua d'un o ambdós participants toca els llavis o la llengua de l'altre participant. La seva intenció és purament eròtica.[63] A més dels humans, els bonobos i els orangutans són els únics primats en els quals s'ha observat aquesta pràctica.[64]
- Petó al coll: és una forma de l'expressió sexual humana en què es besa el coll d'una persona amb diferents intencions sexuals.[65] Igual que els petons francesos, els petons de coll també es consideren petons íntims, ja que es fan a zones erògenes del coll, que el 90% de les dones i també la majoria dels homes hi tenen.[66][67][68]
- Petó negre: és un petó que es fa a l'anus de l'altra persona, extensible a la pràctica sexual que consisteix en el contacte entre la boca i l'anus, també coneguda com anilingus.[69]
- Petó a la mà: forma del petó en què es pressionen els llavis contra les mans d'una persona, generalment per reflectir cortesia, galanteria,[60] però també com a formalisme per demostrar subordinació o respecte.
- Petó al front: es besa el front amb delicadesa, però només amb persones properes a la persona que besa, és a dir, amb les quals s'hi sent especialment connectat. En general, es veu com un signe d'afecte, respecte i connexió, i sovint és un signe de protecció en general i pot transmetre una sensació de seguretat per a la persona besada,[66][67][68][70] excepte si és un padrí de la màfia qui el fa.
- Petó als peus: forma del petó en què es pressionen els llavis contra els peus d'una persona per expressar extrema lleialtat o subordinació. En una intenció allunyada de la tradicional, se sol utilitzar amb intencions d'estimulació sexual en el cas de podofília. També és comú en algunes cerimònies religioses (catòliques, per exemple).[cal citació]
- Petó de la mort: entre els membres de la cosa nostra, l'associació mafiosa siciliana, era una condemna a ser assassinat, generalment com a resultat d'alguna traïció percebuda.[71]
- Petó de papallona: es tracta d'un petó molt lleu fet amb els llavis[h] o bé del gest consistent en fer aletejar les pestanyes contra les d'una altra persona[72] o contra la seva pell.[73]
- Petó esquimal: entre els inuit, el petó de nas o fregament nasal és l'acte de prémer la punta del nas contra el nas d'un altre per saludar-se o l'acció de fregar el nas contra la galta d'un altre (kunik) per expressar afecte.[74] Aquest tipus de petó es fa sense els llavis.

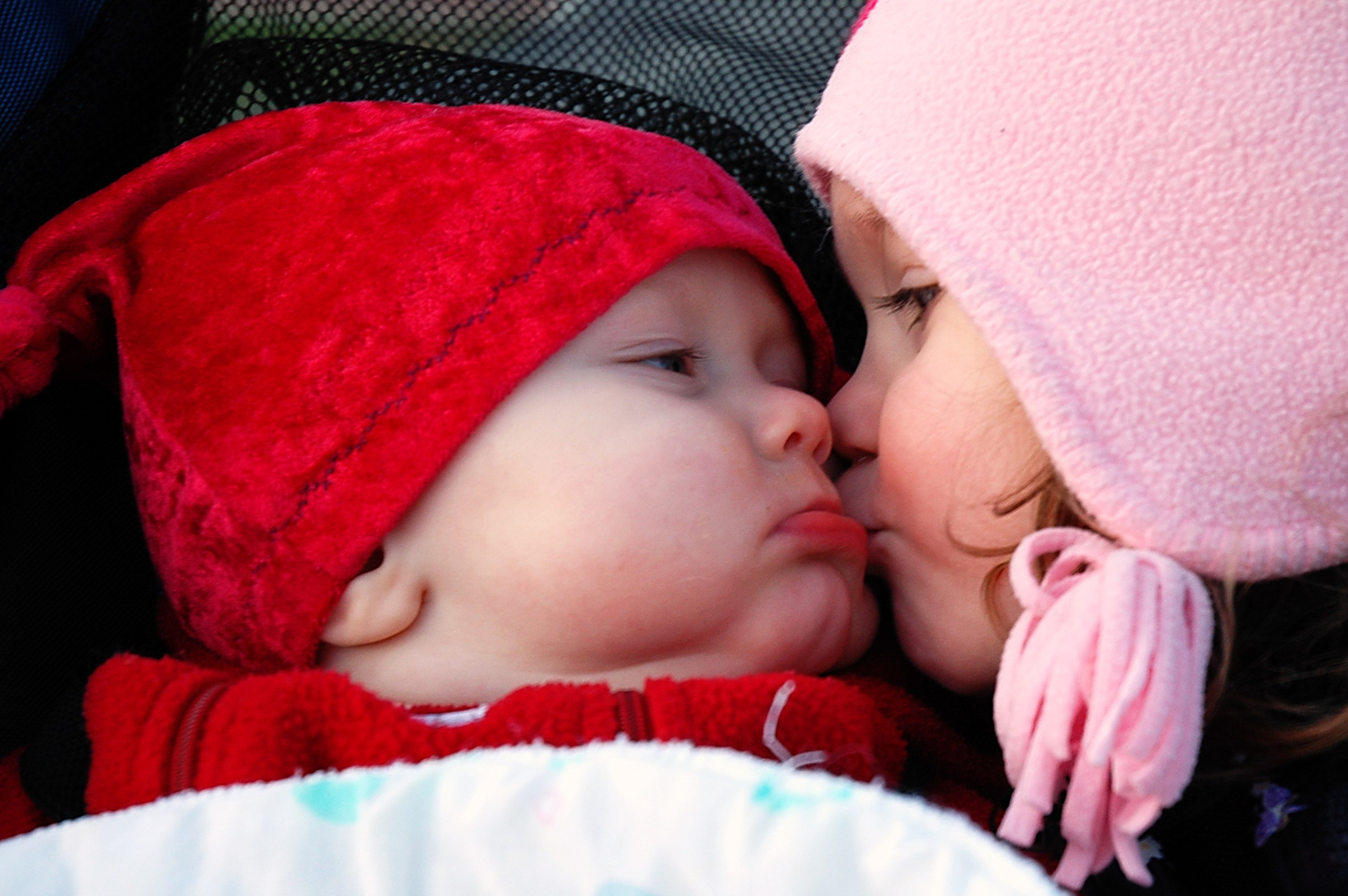
Una nena li fa un petó a un bebè a la galta.
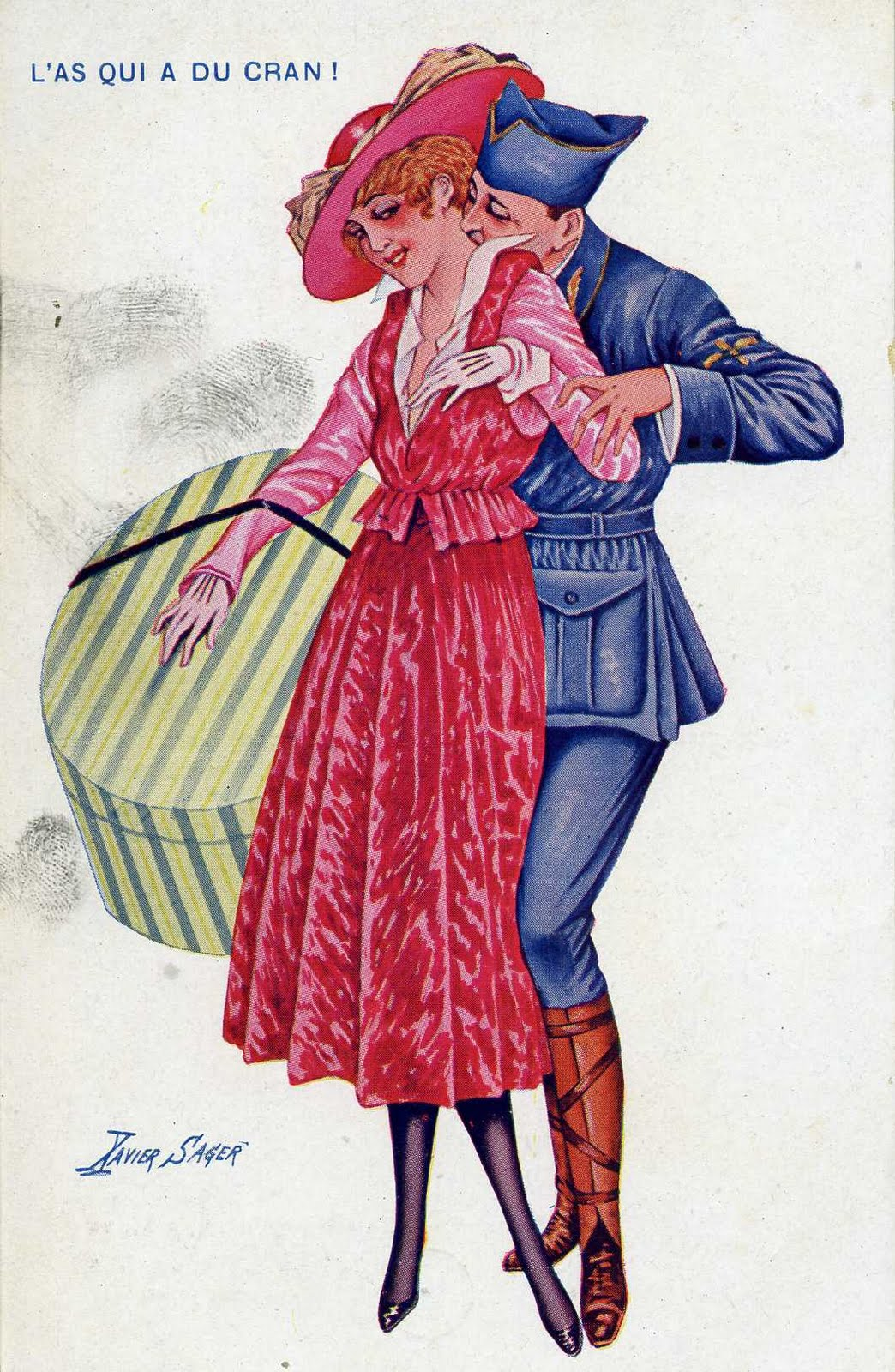
Petó al coll en una postal de Xavier Sager.
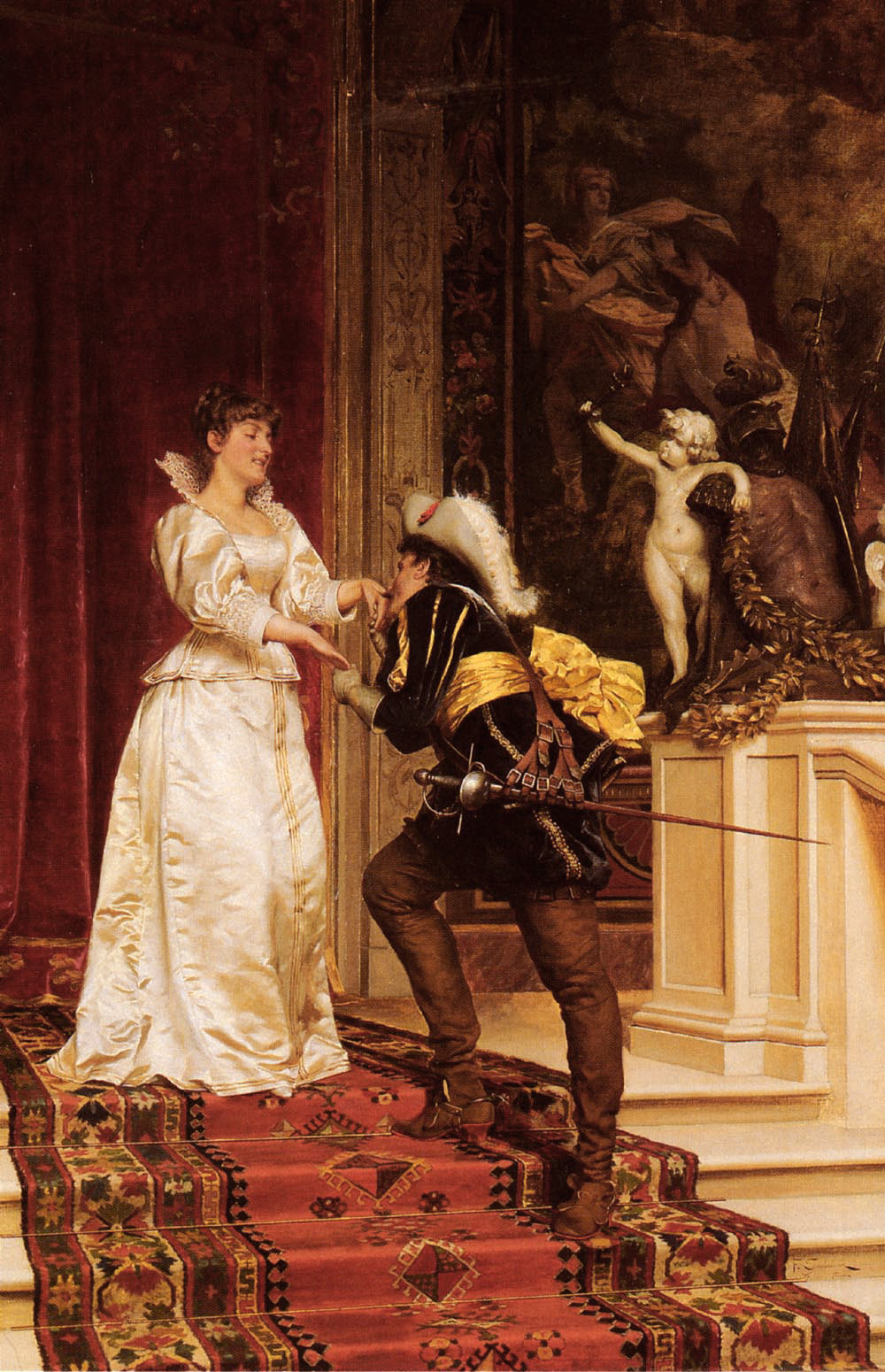
Un cavaller besant la mà a una dona.
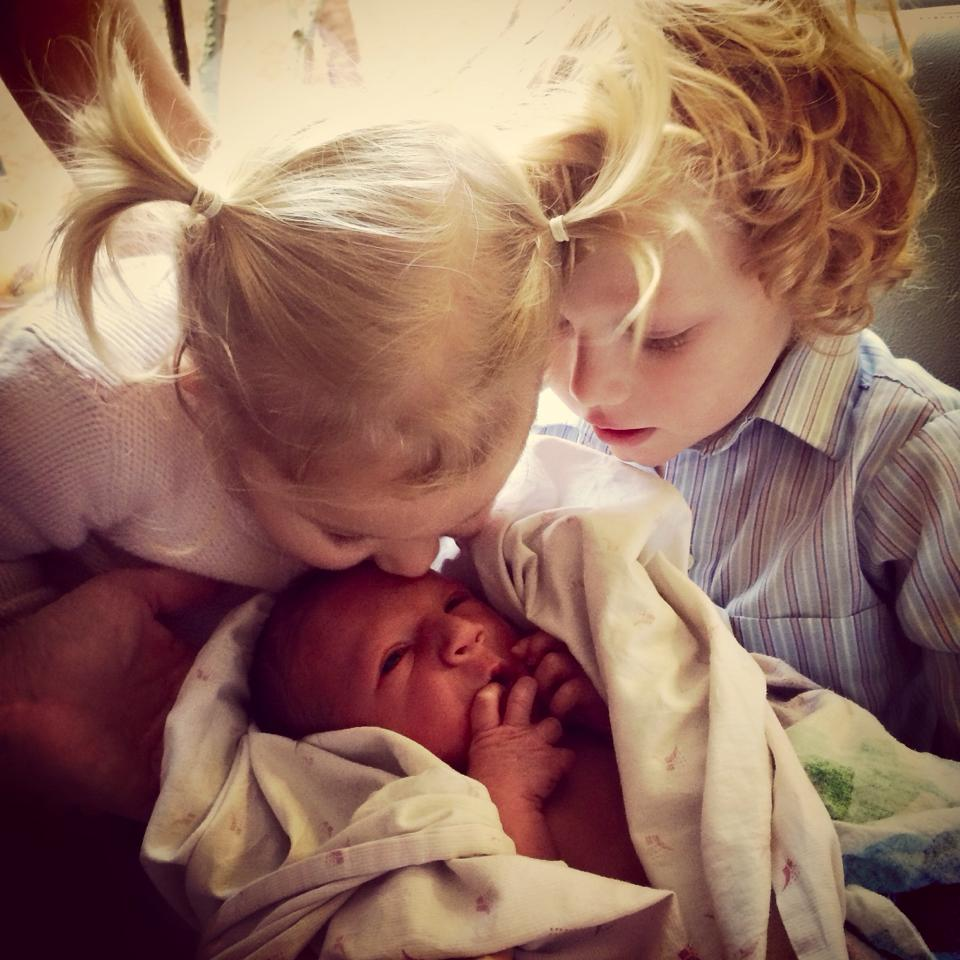
Una nena besa al front a un bebè.
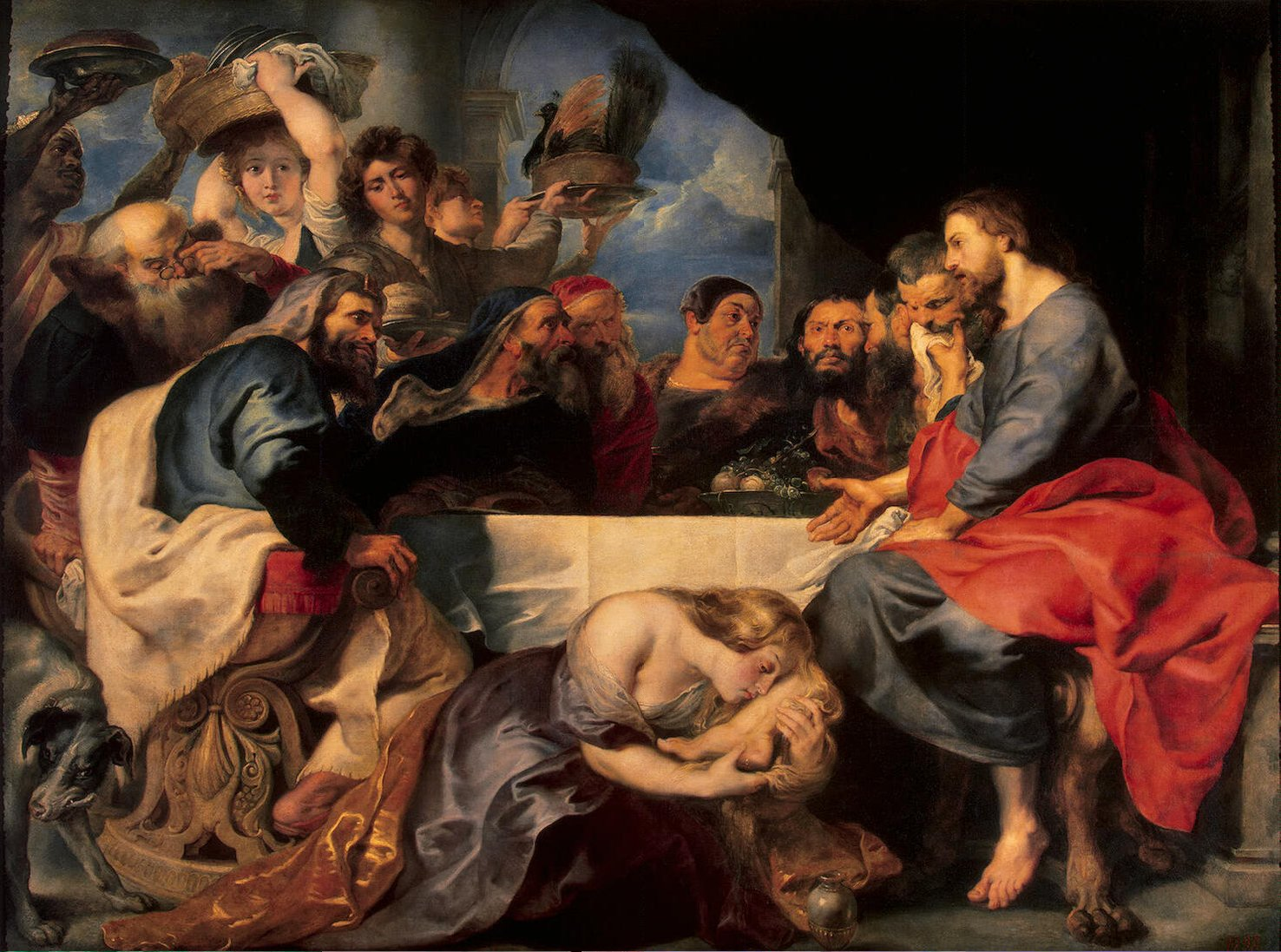
Maria Magdalena rentant i besant els peus de Jesús.

## Significat

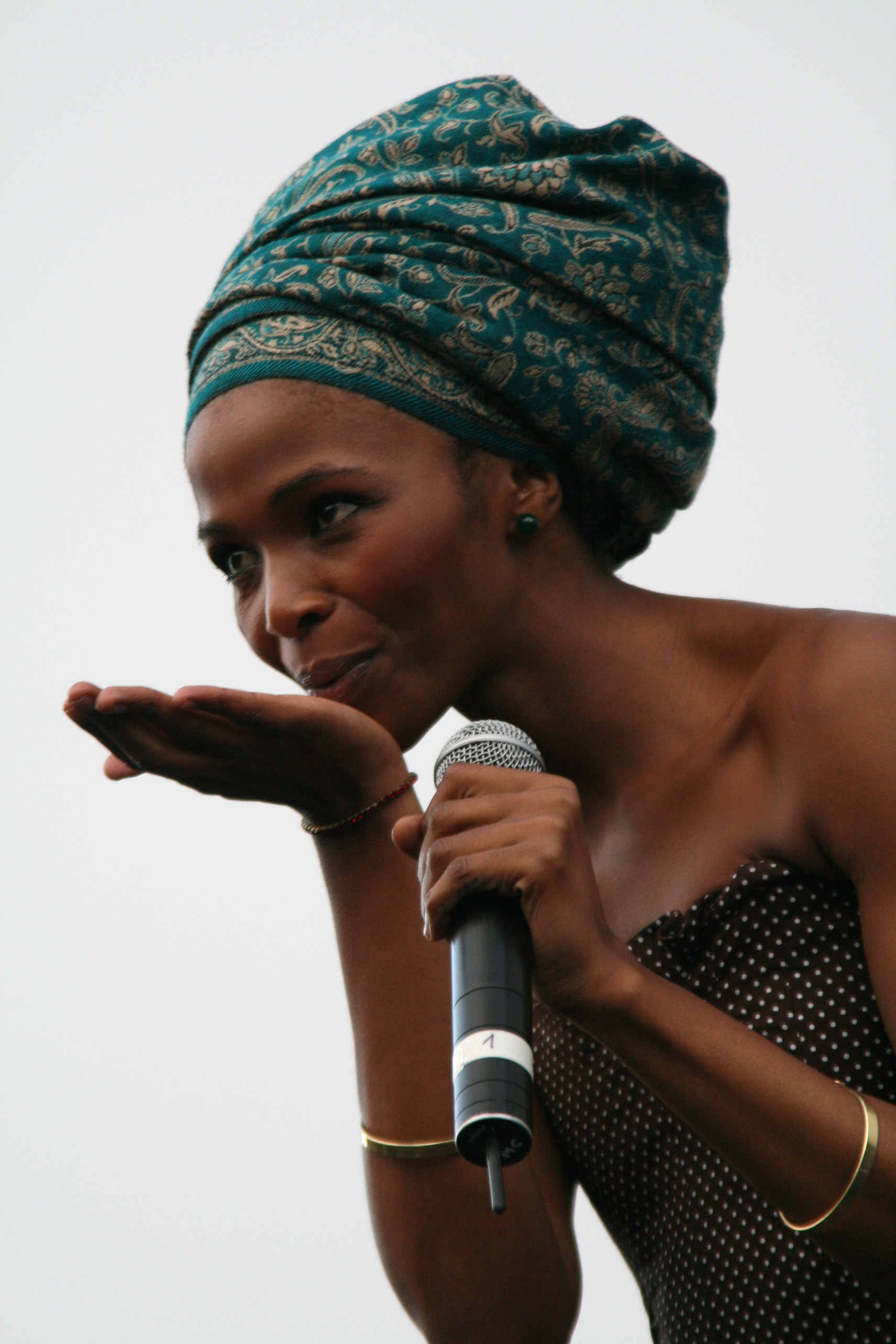
La cantant sud-africana Simphiwe Dana al Jazz Fest Wien de 2007 llançant un petó al públic.

El petó, en el significat cultural general, representa una expressió emocional que reflecteix sentiments d'amor o d'afecte cap a una altra persona. Sol tenir implicacions sexuals, romàntiques, eròtiques o afectives que permeten la connexió entre la persona i l'objecte de plaer. En diferents cultures és un simbolisme social que s'utilitza com una expressió metalingüística dels sentiments d'amor, estima, afecte o respecte. El significat cultural del petó com una expressió d'amor o afecte sorgeix evolutivament a les espècies animals a les que l'aliment premasticat es transfereix a les cries des de la boca de la mare. Aquí sorgeix el significat social del petó matern relacionat amb l'amor i la protecció. El petó amb el seu significat afectiu o amorós és rastrejat als orígens de la cultura a l'Índia, Assíria, Grècia i Roma. L'expressió metalingüística d'amor i afecte ha estat present a totes les cultures amb expressions equivalents al petó que també reflecteixen els sentiments d'amor i afecte.
A la cultura occidental moderna, els petons als llavis són habitualment una expressió d'afecte o una salutació càlida. El petó als llavis es pot realitzar entre dos amics o familiars i pretén expressar afecte envers l'altra persona; a diferència dels petons per amor, un petó amistós no té cap connotació sexual. El petó als llavis és una pràctica que es pot trobar en l'època dels Patriarques bíblics. A l'antiga Grècia, el petó a la boca s'utilitzava per expressar un concepte d'igualtat entre persones del mateix rang. A l'edat mitjana, el petó de pau era recomanat per l'Església catòlica. El petó als llavis també era comú entre els cavallers. El gest ha tornat a ser popular entre els joves, especialment a Anglaterra.
El petó simbòlic és freqüent a les cultures occidentals. Un petó es pot "bufar" a un altre besant les puntes dels dits i després bufant-les, apuntant-les en direcció al destinatari. S'utilitza per transmetre afecte, generalment quan es separen o quan les parelles estan físicament distants però es poden veure. Els petons "bufats" també s'utilitzen quan una persona vol transmetre afecte a una gran multitud o públic. En la correspondència escrita, un petó s'ha representat amb la lletra "X" almenys des de 1763. Als Estats Units, cada cop són més comuns els petons «a l’aire», fets prop de la galta, amb les galtes tocant-se o no.

### Senyal de germanor

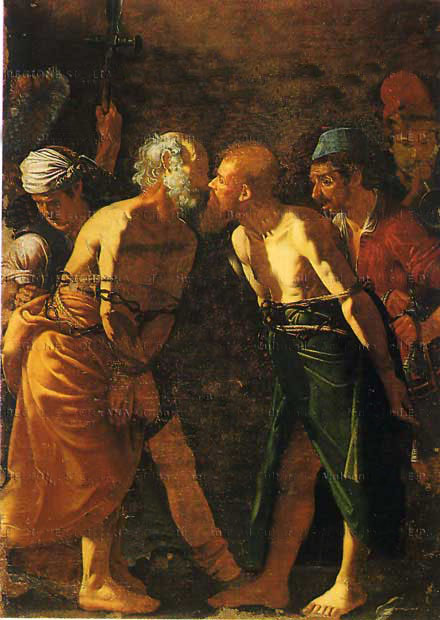
Trobada dels sants Pere i Pau, d'Alonso Rodríguez.

En l'antiguitat, el petó a la boca no tenia una connotació predominantment eròtica com té en la majoria de cultures avui dia, sinó que era essencialment un símbol de comunió fraterna, fins i tot entre persones del mateix sexe. L'exemple més famós de petó de germanor, fins i tot amagant una traïció, és el petó de Judes, descrit als evangelis sinòptics i que documenta la normalitat d'aquesta pràctica. A les cartes de Pau trobem moltes referències al "petó sant" entre les persones que es troben.
Dante Alighieri és besat per Virgili a La Divina Comèdia per tranquil·litzar-lo després d'un episodi difícil. Més o menys en la mateixa època, Dino Compagni va documentar la pau del cardenal Latino a Florència (1304), que va ser segellada amb petons a la boca dels caps de les faccions oposades.

### Expressió d'afecte
Un petó pot ser utilitzat com a simbolisme de sentiments amorosos que no derivin a l'estimulació sexual; és a dir, pot ser utilitzat sense cap intenció sexual. El petó de caràcter afectiu es pot practicar entre qualsevol persona propera, sense importar-ne l'edat ni el sexe. Sol utilitzar-se per reflectir diferents sentiments, com la lleialtat, la gratitud, la compassió o l'empatia i sol involucrar l'empatia davant l'alegria intensa o la tristesa, i es manifesten sentiments de lleialtat i suport cap a l'altra persona.
El nombre, però, difereix segons la cultura: en alguns països se'n fan dos, un a cada galta; en altres com França o Polònia se'n fan tres, i en altres llocs del món només se'n fa un. Tot i que dos petons a la galta són el costum més comú a tota França, a la Provença se'n fan tres i a Nantes se n'intercanvien quatre, mentre que a Normandia és habitual saludar amb quatre petons, dos a cada galta. A Rússia poden arribar a sis. En algunes zones de França i Holanda es fan tres petons, també a les galtes. Al Canadà i alguns països europeus com el Regne Unit i Alemanya, només es fa un petó als familiars: la cultura puritana vol defugir la possibilitat d'un malentès; tot i així, a Alemanya en determinats cercles socials restringits, es fan un o dos petons a amics o persones conegudes. A la Bèlgica francòfona, generalment es practica un sol petó, mentre que a Flandes és menys estès. A la Suïssa francòfona es fan tres petons, generalment començant per la galta dreta de la persona, mentre que a la Suïssa germanòfona aquesta pràctica és poc habitual.
Besar els llavis d'una altra persona s'ha convertit en una expressió comuna d'afecte o salutació càlida en moltes cultures del món. No obstant això, en certes cultures, el petó es va introduir només a través de l'assentament europeu, abans del qual no era un fet habitual. Aquestes cultures inclouen certs pobles indígenes d'Austràlia, els tahitians i moltes tribus de l'Àfrica.
Un petó també es pot utilitzar per expressar sentiments sense un element eròtic, però pot ser, tanmateix, "molt més profund i durador", escriu Nyrop. Afegeix que aquests petons poden expressar l'amor "en el sentit més ampli i complet de la paraula, aportant un missatge d'afecte lleial, gratitud, compassió, simpatia, alegria intensa i tristor profunda".:79
Nyrop escriu que l'exemple més comú és el "sentiment intens que uneix les mares i els pares a la seva descendència", però afegeix que els petons d'afecte no només són habituals entre pares i fills, sinó també entre altres membres de la mateixa família, que poden incloure aquells que són fora del cercle familiar immediat, "a tot arreu on un afecte profund uneix la gent".:82  La Bíblia recull aquesta tradició per escrit; per exemple, Esaú va trobar Jacob després d'una llarga separació, va córrer cap a ell, se li va abraçar al coll i el va besar; Moisès va saludar el seu sogre i el va besar, i Orpà va fer un petó a la seva sogra abans de deixar-la. El petó familiar era tradicional entre els romans, i els primers grecs sovint esmenten els petons d'afecte, com quan Odisseu, en arribar a casa seva, es troba amb els seus fidels pastors.:82–83
L'afecte pot ser causa de petons "en totes les edats en moments greus i solemnes", assenyala Nyrop, "no només entre els que s'estimen, sinó també com a expressió de profund agraïment. Quan Pau de Tars s'acomiada dels ancians de la congregació d'Efes, "tots van plorar molt, i se li van abraçar al coll i el van besar". Els petons també es poden intercanviar entre desconeguts, com quan hi ha una profunda simpatia o l'interès més càlid per una altra persona.:85
La poesia popular ha estat la font de petons afectuosos que de vegades jugaven un paper important, com quan tenien el poder de desfer encanteris o trencar llaços de bruixeria, sovint restaurant la persona a la seva forma original. Nyrop assenyala que les històries poètiques del "poder redemptor del petó es troben en la literatura de molts països, especialment, per exemple, en els romanços artúrics en francès antic (Lancelot, Gliglois, Tirant lo Blanc) en què la princesa és transformada, a través d'arts malignes, en un drac terrible, i només pot reprendre la seva forma humana en el cas que un cavaller sigui prou valent per besar-la". En la situació inversa, al conte de La bella i la bèstia, un príncep transformat li va dir a la noia que havia estat embruixat per una fada malvada i que no podia ser tornar a la seva aparença anterior tret que una donzella s'enamorés d'ell i el besés, malgrat la seva lletjor.:95–96
Un petó d'afecte també pot tenir lloc després de la mort. A la Bíblia es descriu com, quan Jacob va morir, "Josep va abraçar a la cara del seu pare, va plorar sobre ell i el va besar". I s'explica d'Abu-Bakr as-Siddiq, primer deixeble, sogre i successor de Mahoma, que, quan el profeta va morir, va entrar a la tenda d'aquest, va descobrir-li la cara i el va besar. Nyrop escriu que "el petó és l'última prova tendra d'amor atorgat a algú que hem estimat, i es creia, en temps antics, que seguia la humanitat fins al món inferior".:97
El petó als llavis pot ser una expressió física d'afecte, amor o desig sexual entre dues persones en la qual estan implicades les sensacions del tacte, el gust i l'olfacte. Segons el psicòleg Menachem Brayer, encara que molts "mamífers, ocells i insectes intercanvien carícies" que semblen ser petons d'afecte, no són petons en el sentit humà.

### Sexual o romàntic

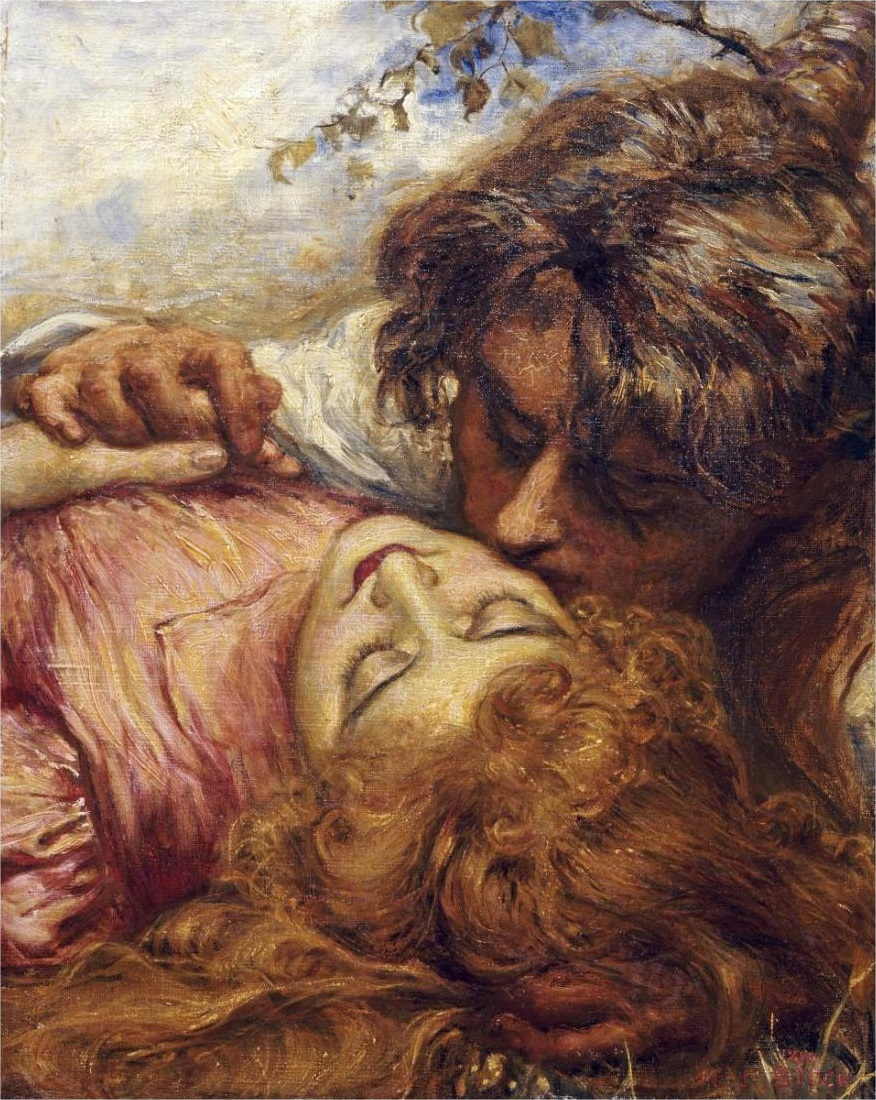
Pintura de Henry John Stock, El petó.

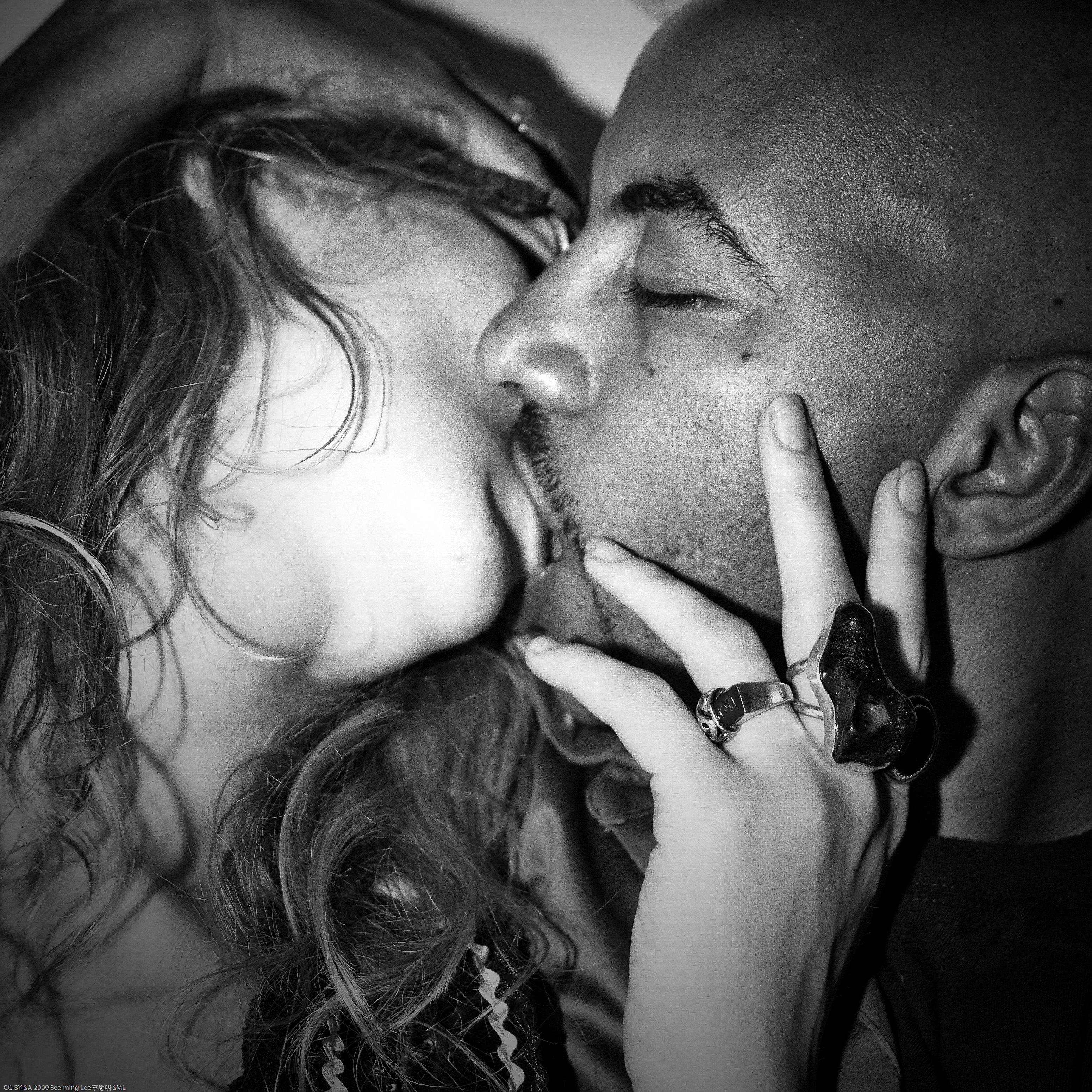
Una parella es besa amb les boques obertes, com a part d'un projecte fotogràfic de petons.

Els petons intercanviats a les galtes sovint no tenen càrrega eròtica: tanmateix, a la cultura occidental moderna, els petons als llavis prolongats, normalment acompanyats d'una abraçada, són una expressió de desig romàntic i sexual. En el petó francès s’hi impliquen emocions d'una manera molt intensa, i pot ser considerat com una aproximació a l'acte sexual. Un altre tipus de petó sexual és el petó al coll, que sol provocar una intensa excitació si és mossegat o xuclat fent ventosa amb els llavis («petons» que són anomenats xuclets) i que, en aquest cas, pot arribar a causar un hematoma.
El psicòleg William Cane assenyala que, a la societat occidental, besar es veu sovint com un acte romàntic.:9
Els petons romàntics a les cultures occidentals són un desenvolupament força recent i poques vegades s'esmenta, fins i tot en la literatura grega antiga. A l'edat mitjana es va convertir en un gest social i es considerava un signe de refinament de les classes altes. Altres cultures tenen diferents definicions i usos del petó, assenyala Brayer. A la Xina, per exemple, una expressió semblant d'afecte consisteix a fregar el nas amb la galta d'una altra persona. En altres cultures orientals els petons no són habituals. Als països del sud-est asiàtic com Tailàndia, el "petó-ensumada", fet apropant el nas a la galta, coll o cabells, és la forma més comuna d'afecte i els petons boca a boca occidentals solen reservar-se per als jocs preliminars sexuals. En algunes cultures tribals, «l'equivalent a "besa'm" és "olora'm"».
El petó pot ser una expressió important d'amor i emocions eròtiques. En el seu llibre The Kiss and its History, Kristoffer Nyrop descriu el petó d'amor com un «missatge exultant de l'enyorança de l'amor, l'amor eternament jove, la pregària ardent del desig calent, que neix als llavis dels amants i "s'eleva", com ha dit Charles Fuster, "fins al cel blau des de les planes verdes", com una ofrena d'agraïment tendra i tremolant». Nyrop afegeix que el petó d'amor, «ric en promeses, atorga un sentiment embriagador de felicitat infinita, coratge i joventut i, per tant, supera totes les altres alegries terrenals en sublimitat».:30 També ho compara amb els èxits de la vida: «Així, fins i tot l'obra d'art més alta, però, la més alta reputació, no és res en comparació amb el petó apassionat d'una dona que s'estima».:31
El poder d'un petó no es redueix al mínim quan escriu que "tots anhelem petons i tots els busquem; és en va lluitar contra aquesta passió. Ningú pot eludir l'omnipotència del petó". Besar, implica Nyrop, pot portar una persona a la maduresa: "És a través dels petons que primer ens arriba el coneixement de la vida i la felicitat. Runeberg diu que els àngels s'alegren pel primer petó intercanviat pels amants", i pot mantenir una persona sentint-se jove: "Porta vida amb ell; fins i tot atorga el do de la joventut eterna". La importància del petó de l'amant també pot ser significativa, assenyala: "En el cas dels amants, un petó ho és tot; aquesta és la raó per la qual un home aposta tot per un petó", i "l'home ho desitja com la seva recompensa més noble".:37
Com a resultat, el petó com a expressió d'amor està contingut en bona part de la literatura, antiga i nova. Nyrop dona un exemple viu a la clàssica història d'amor de Dafnis i Cloe. Com a recompensa "Cloe li ha fet un petó a Dafnis, un petó d'una donzella innocent, però té sobre ell l'efecte d'una descàrrega elèctrica".:47
Els petons romàntics "requereixen més que una simple proximitat", assenyala Cane. També necessita "un cert grau d'intimitat o privadesa, (...) és per això que veuràs amants fer-se a un costat en un carrer o una vorera concorreguts". El psicòleg Wilhelm Reich "va atacar la societat" per no donar als amants joves prou privadesa i dificultant que estiguin sols. No obstant això, Cane descriu quants amants aconsegueixen assolir la privadesa romàntica tot i estar en un entorn públic, ja que "tanquen les seves ments" i, per tant, creen una sensació invisible de "privadesa psicològica". Afegeix: "D'aquesta manera poden besar-se en públic fins i tot en una plaça plena de gent i mantenir-ho romàntic".:10  No obstant això, quan Cane va demanar a la gent que descrigués els llocs més romàntics en els quals s'havien besat, "les seves respostes gairebé sempre es referien a aquest aïllament dels confins de la terra, (...) van esmentar un hort de pomes, una platja, en un camp mirant les estrelles, o un estany en una zona aïllada.":10
El petó amb significat sexual o romàntic sol donar-se entre persones que han desenvolupat intensos llaços emocionals, i sol involucrar el contacte dels llavis d'ambdues persones amb una intenció eròtgena. En aquest àmbit, el petó amb l'expressió d'amor o afecte produeix en el receptor sentiments d'acceptació i pertinença social, i deriva en la manifestació de sentiments positius, com els sentiments de felicitat. El petó és un component eròtic de la intimitat que estimula la resposta sexual de l'organisme i genera una sèrie d'estímuls elèctrics a les terminacions nervioses dels llavis i diferents respostes sexuals físiques que propiciarien l'activitat sexual. A causa del seu significat social i dels seus efectes físics, sol associar-se com a element en l'activitat prèvia al coit.
Les enquestes indiquen que els petons són la segona forma més comuna d'intimitat física entre els adolescents dels Estats Units (després de agafar-se de la mà), i que al voltant del 85% dels adolescents de 15 a 16 anys als Estats Units ho han experimentat.

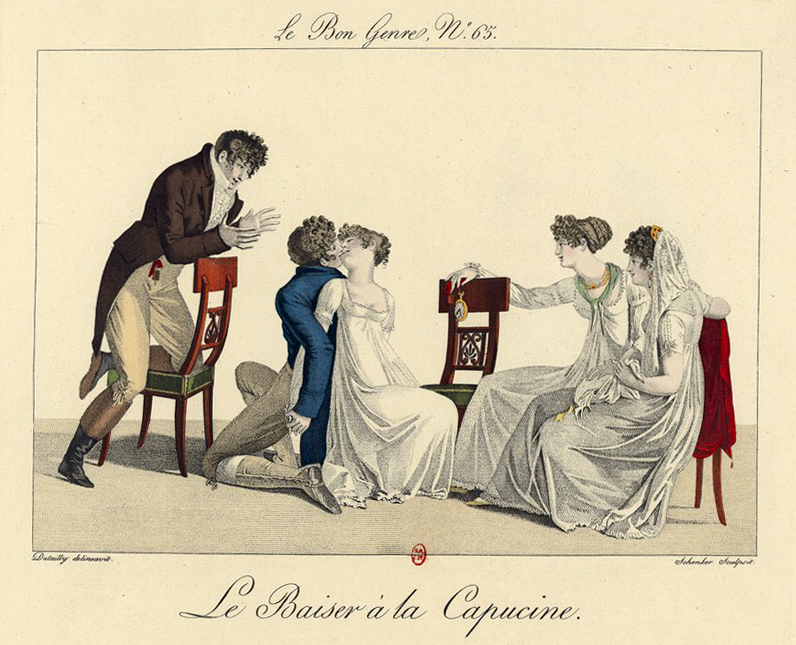
Le besier à la capucine, joc de petons francès.

En moltes cultures, es considera un costum inofensiu que els adolescents es besin en una cita o participen en jocs de petons amb els amics. Aquests jocs serveixen per trencar el gel a les festes i poden ser la primera exposició d'alguns participants a la sexualitat. Hi ha molts jocs d'aquest tipus, com veritat o repte?, set minuts al paradís (o la variació "a l'armari"), el joc de l'ampolla o el joc del gel.

### El petó com a ritual

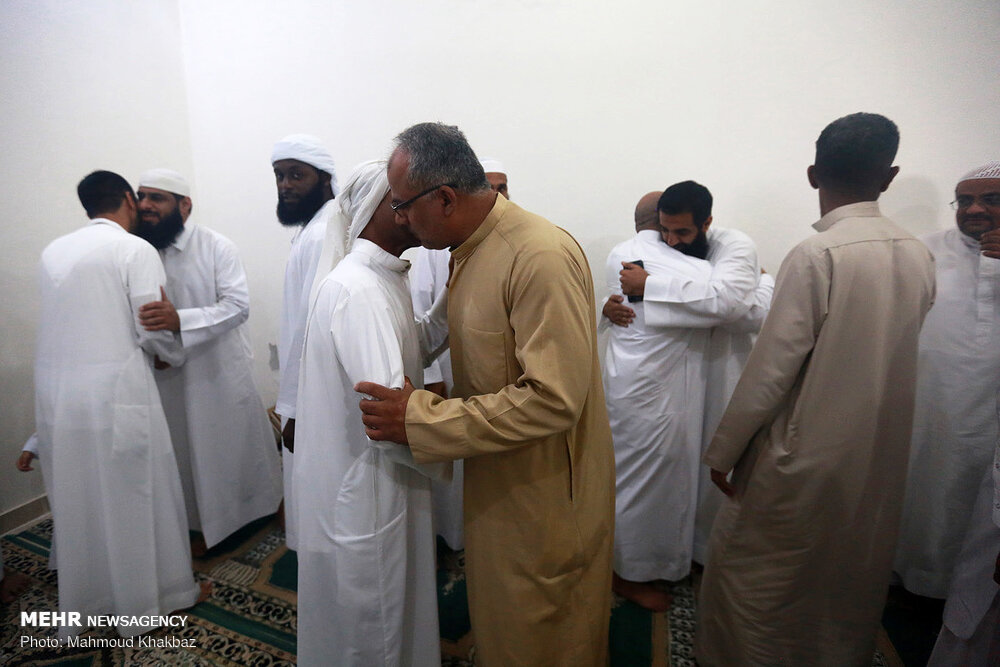
Àrabs sunnites se saluden després de les oracions de l'Eid al-Adha.

Al llarg de la història, un petó ha estat un gest ritual, formal, simbòlic o social que indica devoció, respecte o salutació. Apareix com un ritual o símbol de devoció religiosa. Per exemple, en el cas de besar el terra d'un temple, un llibre o una icona religiosa. A més de la devoció, un petó també ha indicat subordinació o, avui dia, respecte. En els temps moderns la pràctica continua, com en el cas dels nuvis que es besen al final d'una cerimònia de noces o dels líders nacionals que es besen per saludar-se.

#### Salutació
El petó té la funció d'expressar respecte, admiració o simple cortesia dins dels codis del comportament social convencional; d'aquesta manera, en algunes cultures és comú besar la persona a qui se li té profunda admiració o respecte. En la seva forma més comuna hi ha el besamans, un petó a la mà dirigit a una persona a qui se li té profunda admiració, amb la intenció de la galanteria o el coqueteig, com una resposta a la cortesia tradicional o perquè està dirigit a persones de classe alta, persones del sexe femení o mandataris.
El petó també és utilitzat com una salutació informal a persones emocionalment properes o identitats familiars, que compleix amb la cortesia i expressa sentiments de lleialtat, afecte, amor o respecte. En aquest cas, el petó com una salutació pot involucrar diverses intencions que van més enllà d'una simple pràctica de la cortesia tradicional.
Les amigues i les conegudes properes solen oferir petons recíprocs a la galta com a salutació o comiat.

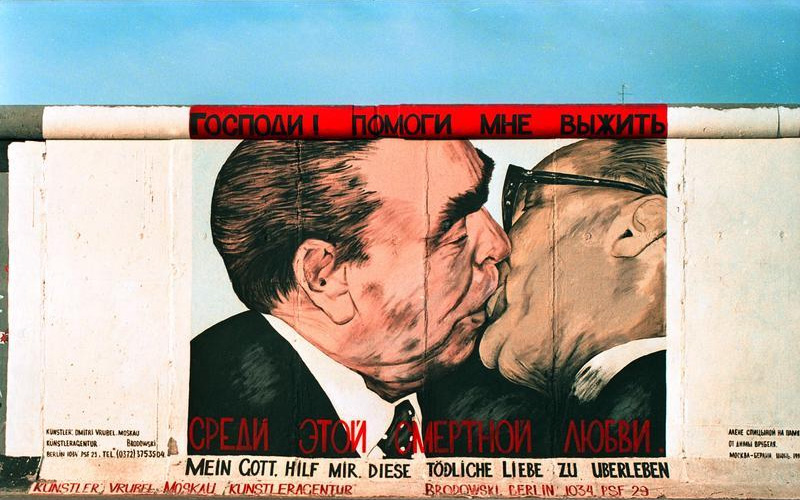
Mein Gott hilf mir, diese tödliche Liebe zu überleben, graffiti en el Mur de Berlín que representa el líder soviètic Leonid Bréjnev fent un petó al líder de l'Alemanya de l'Est Erich Honecker.

El petó fraternal socialista era una forma especial de salutació entre els líders socialistes. L'acte demostrava l'especial connexió que hi havia entre els països socialistes, consistent en una abraçada, seguida d'una sèrie de tres petons en galtes alternes. En casos poc freqüents, quan els dos líders es consideraven excepcionalment propers, els petons es feien a la boca en lloc de a les galtes.
Entre els inuit, el costum és saludar-se amb un petó de nas tocant-se les puntes i d'expressar afecte amb el kunik, el petó esquimal en què es frega el nas contra la galta d'una altra persona. Aquesta última versió també es troba en altres cultures, però. Altres pobles utilitzen pràctiques de salutació similars, en particular els maoris de Nova Zelanda i els hawaians, que practiquen les salutacions hongi i honi, respectivament.

#### Respecte

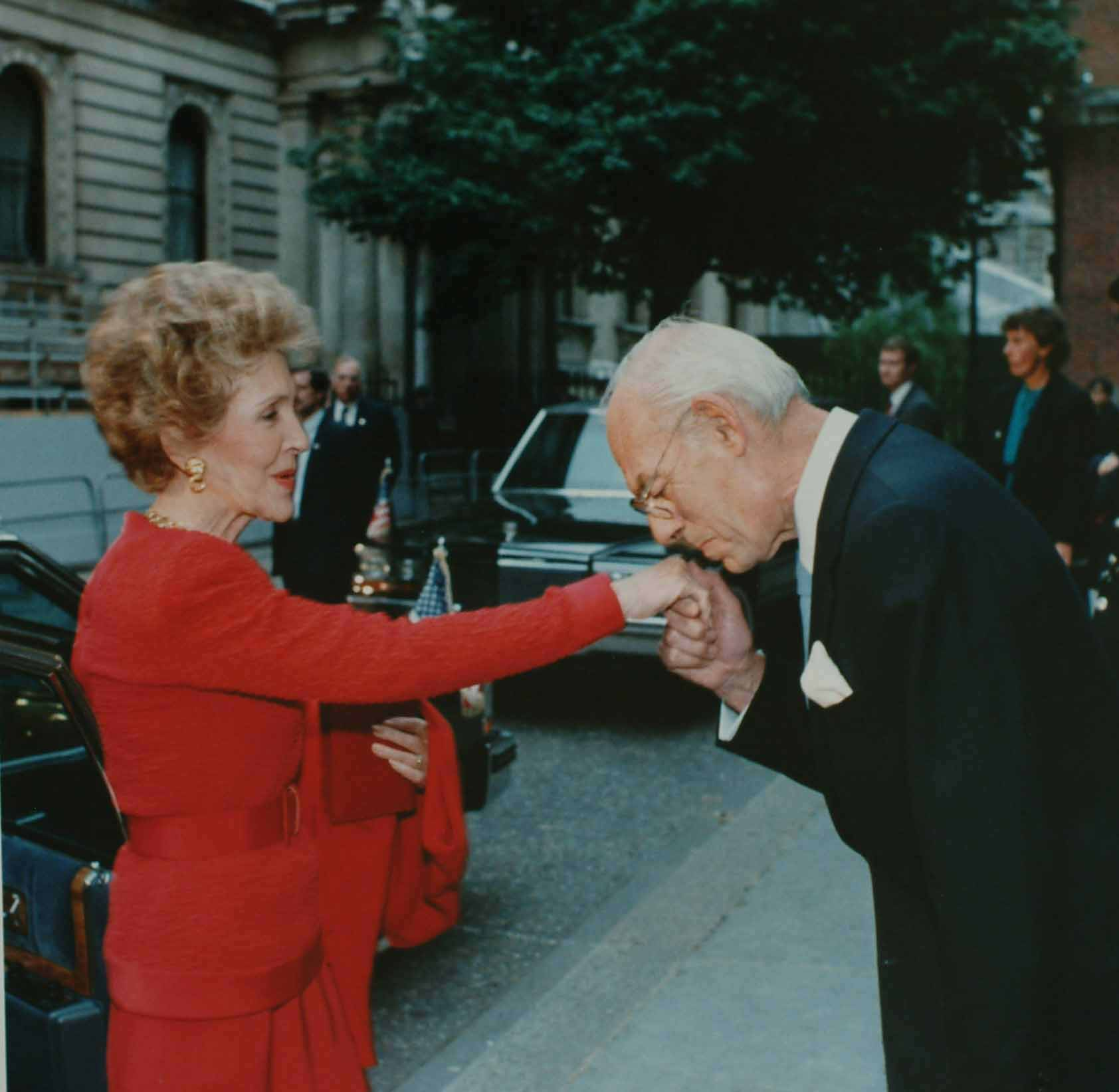
Denis Thatcher, marit de Margaret Thatcher, fent un besamans a Nancy Reagan, esposa de l'expresident dels EUA Ronald Reagan (1988).

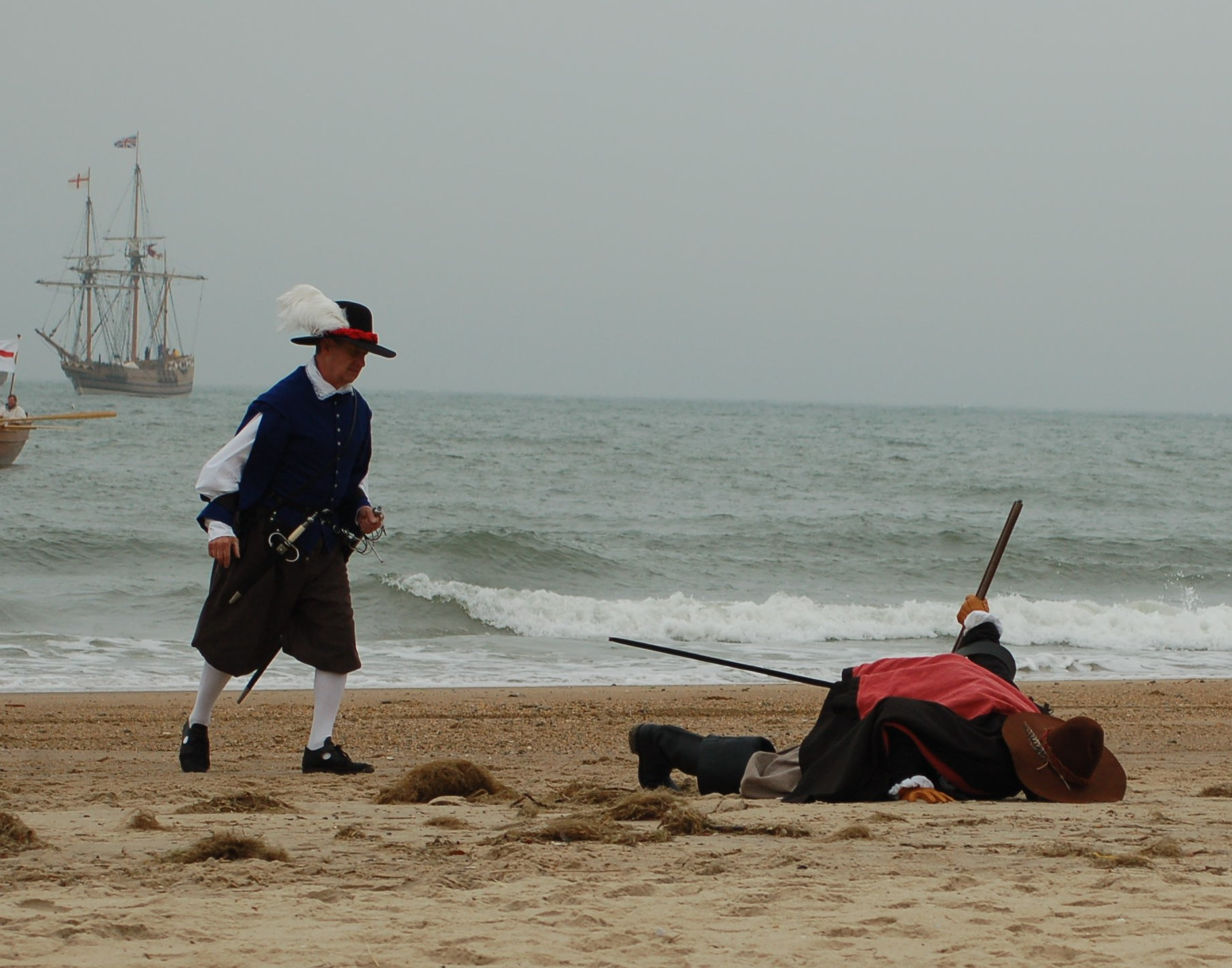
Home besant la sorra de la platja després d'un llarg viatge per mar, com a part d'una recreació del primer desembarcament de colons anglesos a Virgínia el 1607.

El petó de respecte té un origen antic, assenyala Nyrop. Escriu que «des dels temps més remots el trobem aplicat a tot allò que és sagrat, noble i venerat: als déus, les seves estàtues, temples i altars, així com als reis i emperadors; per reverència, la gent fins i tot besava el terra, i tant el sol com la lluna van ser rebuts amb petons».:114
Observa alguns exemples, «com quan el profeta Osees es lamenta per la idolatria dels fills d'Israel, diu que fan imatges de vedells de fosa i els besen» (Osees 13:2). En l'època clàssica, sovint es feia un homenatge similar als déus, i se sabia que la gent besava les mans, els genolls, els peus i la boca dels seus ídols. Ciceró escriu que els llavis i la barba de la famosa estàtua d'Hèrcules a Agrigent es van desgastar pels petons dels devots.:115
La gent besava el crucifix, i aquest petó a la creu sempre es considera un acte sagrat. En molts països cal, en prestar jurament, com a màxima afirmació que el testimoni dirà la veritat. Nyrop assenyala que «com a darrer acte de caritat, la imatge del Redemptor es lliura als moribunds o condemnats a mort a ser besats». Besar la creu porta benedicció i felicitat; la gent besa la imatge de Maria i les imatges i estàtues dels sants, no només els seus quadres, «sinó que fins i tot es besen les seves relíquies», assenyala Nyrop. «Fan sencers tant l'ànima com el cos. Hi ha innombrables llegendes de persones malaltes que recuperen la salut besant relíquies», assenyala.:121
El petó de respecte també ha representat una marca de lleialtat, humilitat i reverència. El seu ús a l'antiguitat era molt estès, i Nyrop posa exemples: «la gent es tirava a terra davant els seus governants, besaven les seves petjades, literalment "llepaven la pols", com es diu».:124 «A gairebé tot arreu, allà on un inferior es troba amb un superior, observem el petó del respecte. Els esclaus romans besaven les mans dels seus amos; deixebles i soldats les dels seus mestres i capitans respectivament».:124 La gent també besava la terra d'alegria en tornar a la seva terra natal després d'una llarga absència, com quan Agamèmnon va tornar de la guerra de Troia.
Nyrop apunta, però, que en els temps moderns el petó cerimoniós de respecte "ha passat de moda als països més civilitzats" i només es manté a l'Església i que, en molts casos, "la pràctica seria ofensiva o ridícula".:130

#### Amistat

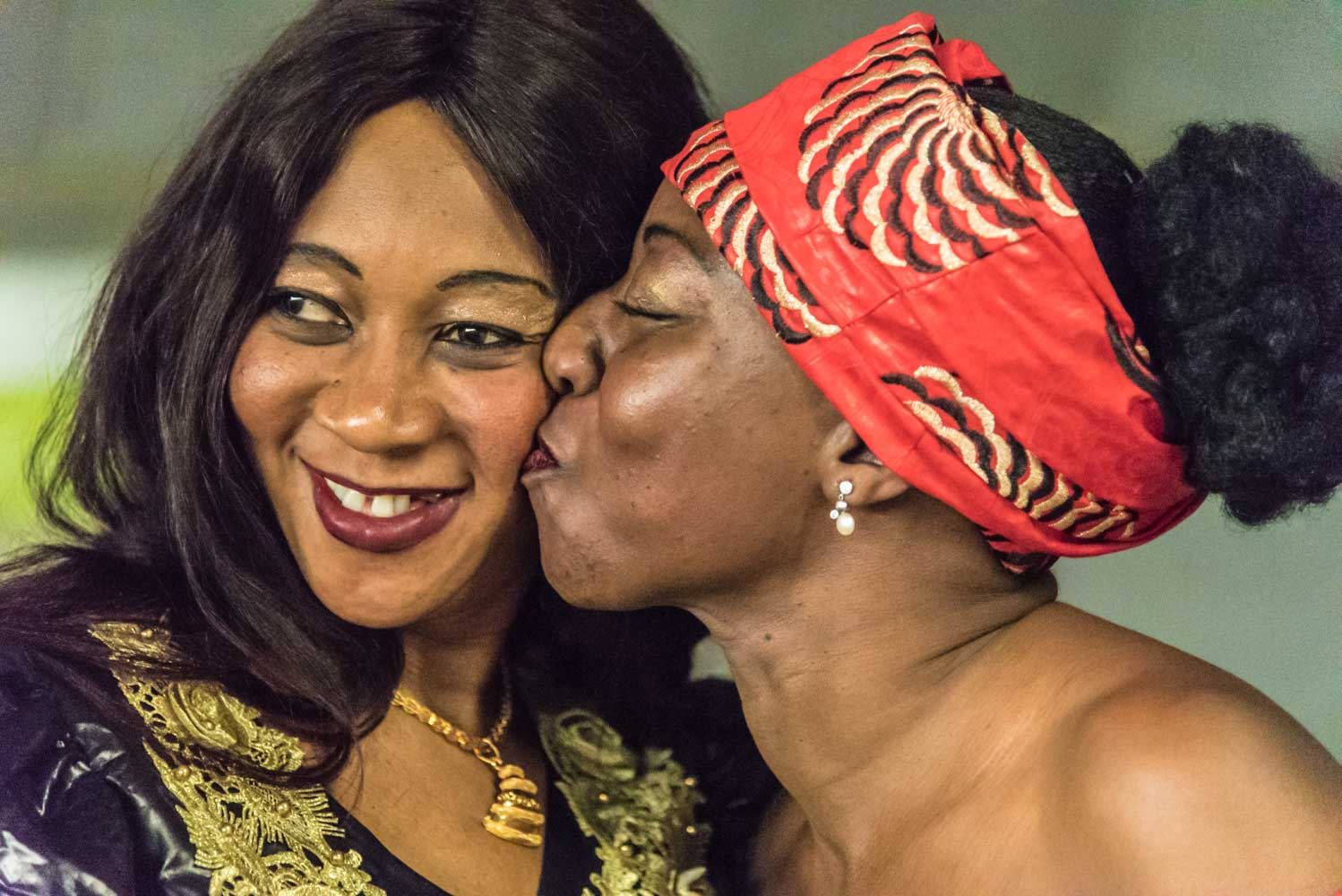
Petó a la galta entre dues amigues.

El petó també s'utilitza habitualment a les cultures europea i americana com a salutació entre amics o coneguts. El petó amistós fins fa poc solia fer-se només entre dones, però avui dia també és comú entre homes i dones, sobretot si hi ha una gran diferència d'edat. Segons Nyrop, fins al segle xx, "poques vegades o mai es fa entre homes, amb l'excepció, però, dels personatges reials", tot i que assenyala que antigament el "petó amistós era molt comú en nosaltres entre home i home així com entre persones de sexe oposat". Als gremis, per exemple, era costum que els membres es saludessin «amb encaixades entusiastes i petons», i, en acabar un àpat, la gent agraïa i besava els seus amfitrions.:142

### El petó a la religó

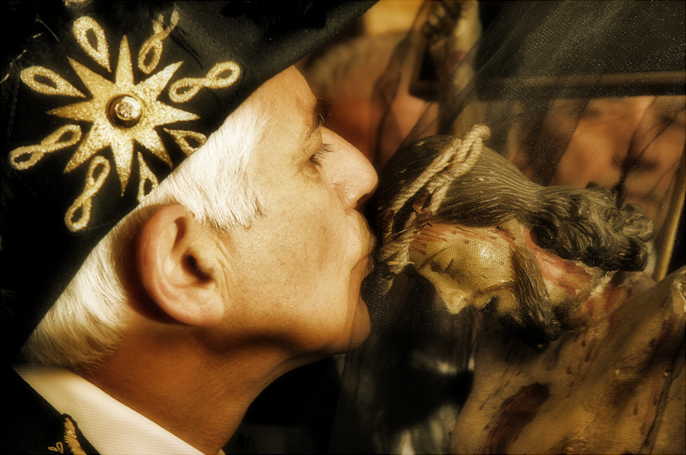
Petó a un crucifix en el catolicisme, durant la processó de la Real Maestranza a Caltanissetta.

En un context religiós, els petons són habituals. En períodes anteriors del cristianisme o l'islam, el petó es va convertir en un gest ritual, i encara es tracta com a tal en certs costums, com quan es besen relíquies o l'anell d'un bisbe.
En els cultes antics, especialment els d'origen oriental, l'altar i la imatge de la divinitat es besaven en entrar al temple. Si aquella deïtat s'identificava amb la persona del sobirà, llavors se li besaven els peus. Aquest ús té el seu origen en les religions de tipus animista. El petó podria ser el vehicle de transmissió de l'alè vital, de l'ànima. Després de finalitzat el període de la Grècia clàssica els petons com a mostra de respecte es dipositen preferentment en els peus, les mans, el pit i els genolls. També es feia un petó als objectes que tenien relació amb les persones que es volien honrar, és a dir, objectes substitutius. A més, quan la diferència de rang social entre les dues persones era massa gran, el de rang inferior besava el terra que trepitjava el de rang superior o, simplement, li enviava un petó.
Entre les cultures antigues era habitual besar el sol i la lluna, així com les imatges dels déus. Se sent parlar de besar la mà per primera vegada entre els perses. Segons el reverend Tabor, el petó d'homenatge —el caràcter del qual no s'indica a la Bíblia— es feia probablement al front i expressava un gran respecte.
En el judaisme, besar el rotlle de la Torà, un llibre d'oracions i un xal de pregària també són habituals, Els jueus també besen el mur occidental del temple de Jerusalem. La llei jueva prohibeix besar a membres del sexe oposat, excepte als cònjuges i certs parents propers (negiah).

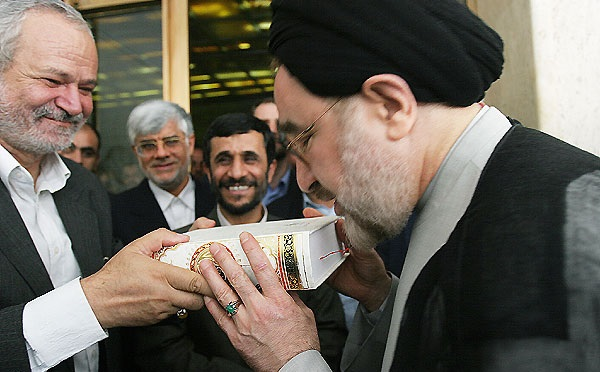
El líder iranià Muhammad Khatami besant un Alcorà en la seva cerimònia de comiat.

Durant el hajj (el pelegrinatge a la Meca), els musulmans poden besar la Pedra Negra, una roca situada a l'angle sud-est de la Kaba («casa de Déu»). És considerada una relíquia molt important dins del món musulmà i és reverenciada com a tal en el tawaf, el ritual sagrat associat que realitzen tres vegades durant el hajj al voltant de la Kaba; cada vegada que els pelegrins passen per davant de la Pedra Negra reciten una pregària de l'Alcorà i, si poden, s'hi apropen i hi fan un petó o bé el gest de besar-la si no ho aconsegueixen, emulant el petó que la tradició islàmica registra que va rebre de Mahoma.
Molts musulmans també besen els santuaris d'Ahl al-Bayt i del sufisme, i la xaria permet també de besar les tombes dels éssers estimats com a senyal de respecte i admiració. En una narració s'afirma que quan Bilal, el primer muetzí escollit per Mahoma, va tornar a Medina va anar immediatament a la tomba del Profeta, va col·locar-hi el cap i, mentre hi feia un petó, va cridar: "Oh, el meu estimat Profeta".
En el budisme tibetà, l'atribut de la unió de la compassió (karuna) i la saviesa (prajna) es pot anomenar kha sabyor, literalment "petó": "Posseeix la unió (o el petó; tibetà: kha sbyor) de la saviesa i la compassió". Tsongkhapa afirma que kha-sbyor ("unió en petons" o "unió de boques") es refereix al significat real del ritual d'"ofrena de foc", segons Lvavapa, que simbolitza la unió dels principis del mètode (o compassió) i saviesa en antropologia tàntrica.
El petó era un costum durant el període bíblic esmentat a Gènesi, 27:26, quan Isaac va besar el seu fill Jacob.:585 El petó s'utilitza en diversos altres contextos a la Bíblia: el petó d'homenatge, a Ester, 5:2; de subjecció, a 1 Samuel, 10:1; de reconciliació, a 2 Samuel, 14:33; separació, a Rut, 1:14; d'aprovació, a Salms, 2:12; d'humil gratitud, a Lluc, 7:38; de benvinguda, a Èxode, 18:7; d'amor i alegria, a Gènesi, 20:11. També hi ha petons espirituals, com a Càntic dels Càntics, 1:2; petons sensuals, com a Proverbis, 7:13; i petons hipòcrites, com a 2 Samuel, 15:5 o el petó de Judes. En temps bíblics era costum besar-se a la boca, i també a la barba, que encara es practica a la cultura àrab. Besar la mà no és bíblic, segons Tabor. Una de les referències bíbliques al petó romàntic es troba al familiar segon vers del llibre de l'Antic Testament, Càntic dels Càntics, un antic poema d'amor hebreu:
| «                             | Besa'm amb els petons de la teva boca: Perquè el teu amor és millor que el vi | » |
| — Càntic dels Càntics, 1:2:41 |                                                                               |   |

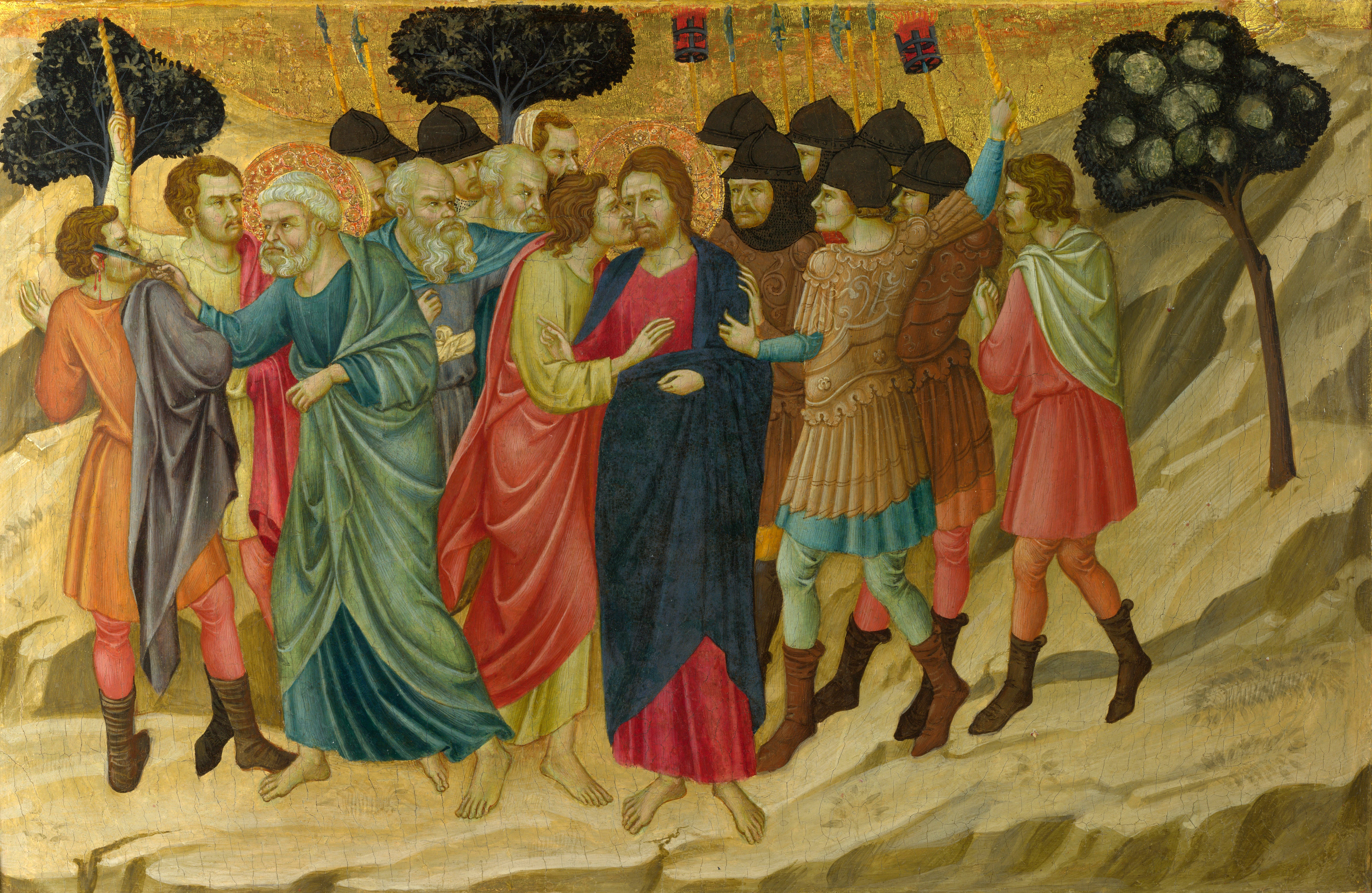
La traïció de Crist, pintura d'Ugolino di Nerio.

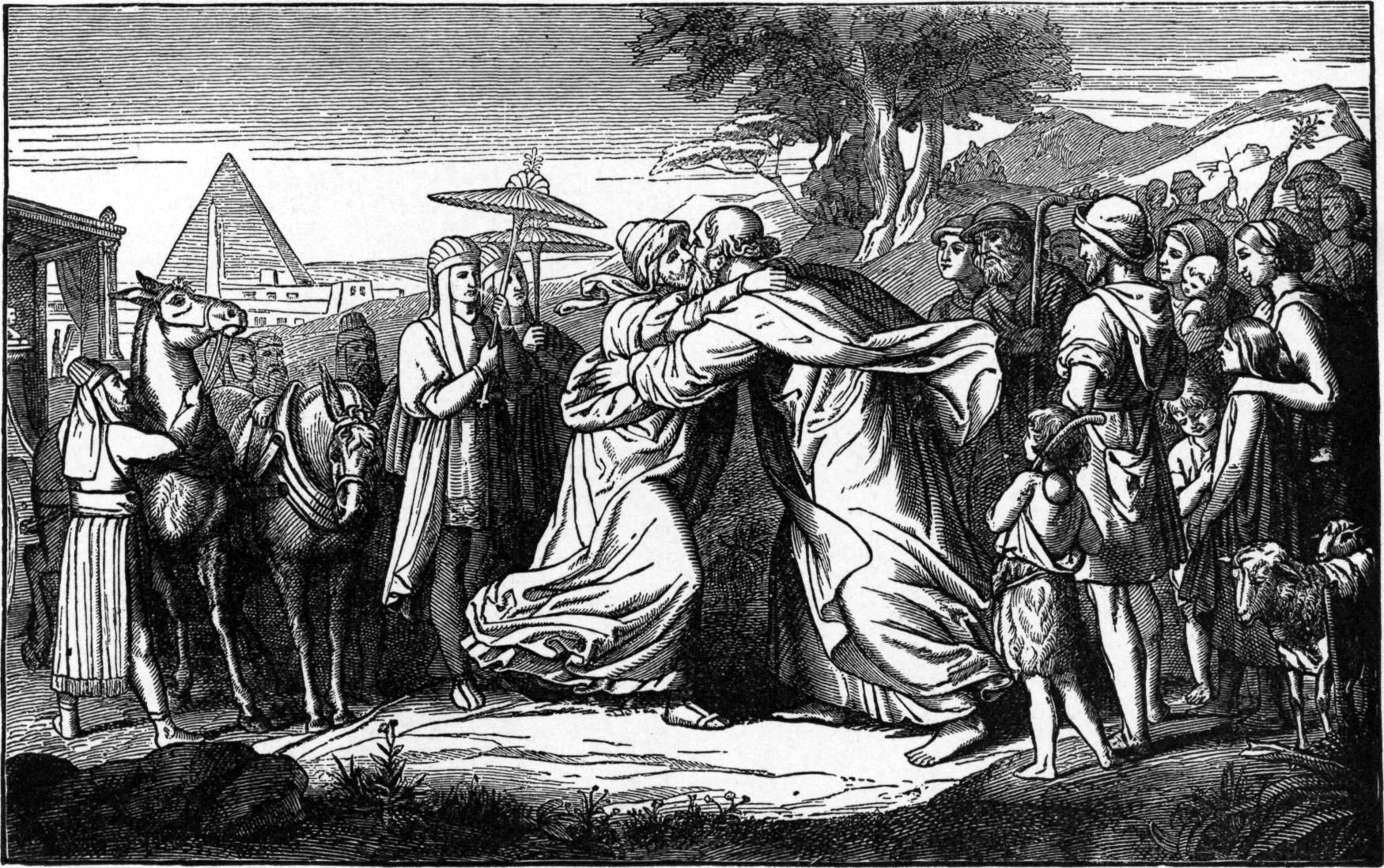
Josep besa el seu pare Jacob en arribar aquest d'Egipte.

L'historiador Yannick Carré descriu els tres elements que formen els petons salvífics, i que corresponen als tres estats de la matèria: el sòlid per contacte amb la pell, el líquid per l'acció de la saliva i el gasós per la transmissió de l'alè. Al Nou Testament el petó és reconegut com un acte de purificació, com es pot veure en l'episodi de la curació del cec de Betsaida per un petó de Jesús. La traïció de Judes al seu mestre també es consuma amb un petó aplicat a la seva galta, com a gest de demanar perdó: "I el que el va lliurar els va fer un senyal que deia: el que beso, aquest és; captureu-lo. I de seguida es va acostar a Jesús i li va dir: Salve, Mestre! I el va besar".
Ernest Crawley, sexòleg i antropòleg, assenyala que va ser "molt significatiu de l'element afectuós de la religió" donar una part tan important al petó com a part del seu ritual. A l'Església primitiva els batejats eren besats pel celebrant després de la cerimònia, i el seu ús fins i tot es va estendre com a salutació als sants i herois religiosos. Crawley afegeix: "Així Josep va besar Jacob, i els seus deixebles van besar Pau. Josep va besar el seu pare mort, i el costum es va mantenir a la nostra civilització», com el petó de comiat dels familiars morts, encara que algunes sectes ho prohibeixen avui.
Al voltant de la mort hi ha ocasions en què el petó proporciona al moribund contacte amb la divinitat. Besar la creu abans de morir equival a unir-se a Crist i deixar-se penetrar per ell, de la mateixa manera que besar el pa que es menja és una expressió de veneració a Crist. Els familiars i amics del difunt se n'acomiaden fent-li un petó, en un gest que significa l'adéu i el perdó.

#### Petó de pau

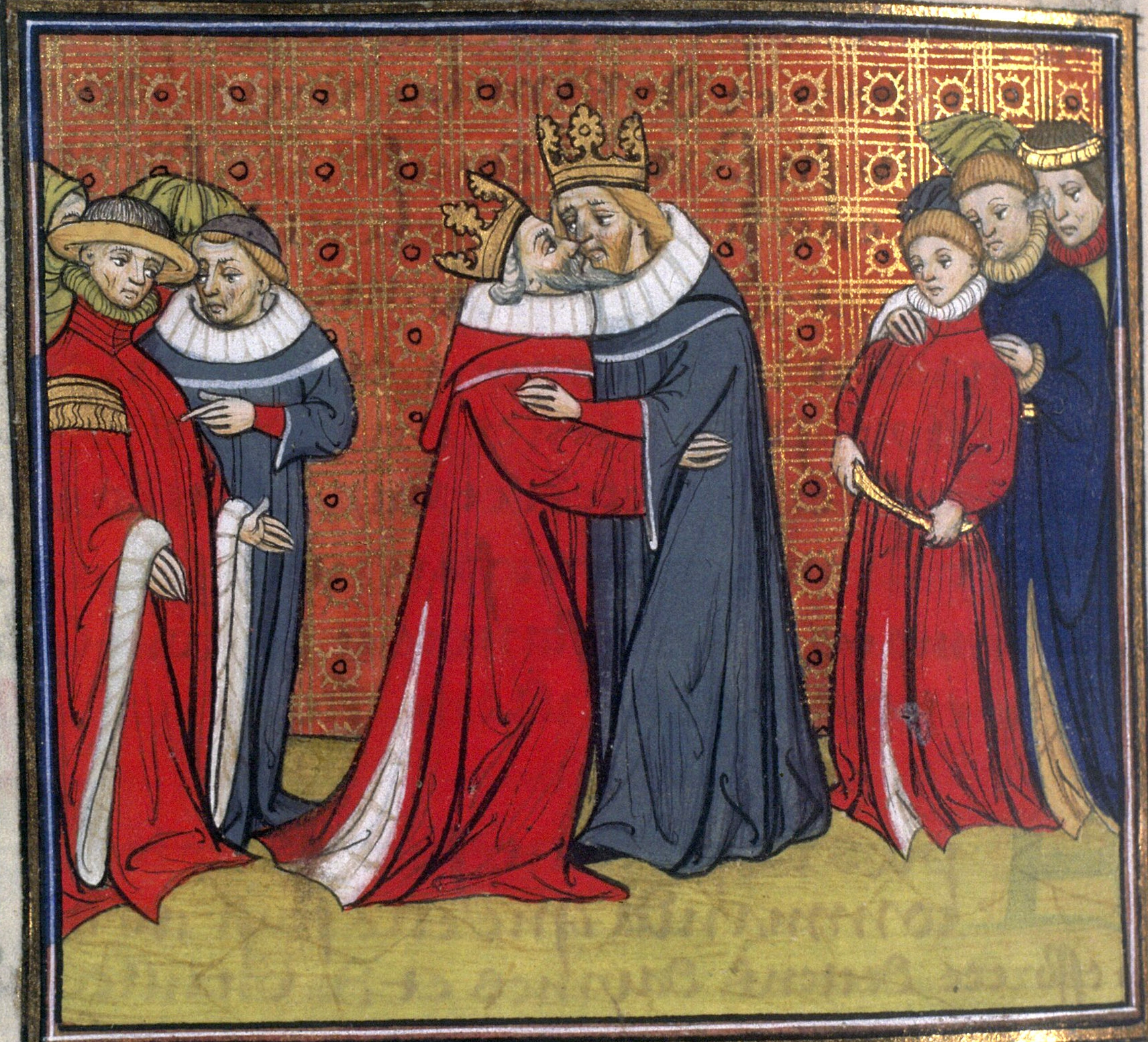
Petó de la cerimònia d'homenatge al rei Eduard I d'Anglaterra entre aquest i Felip IV de França.

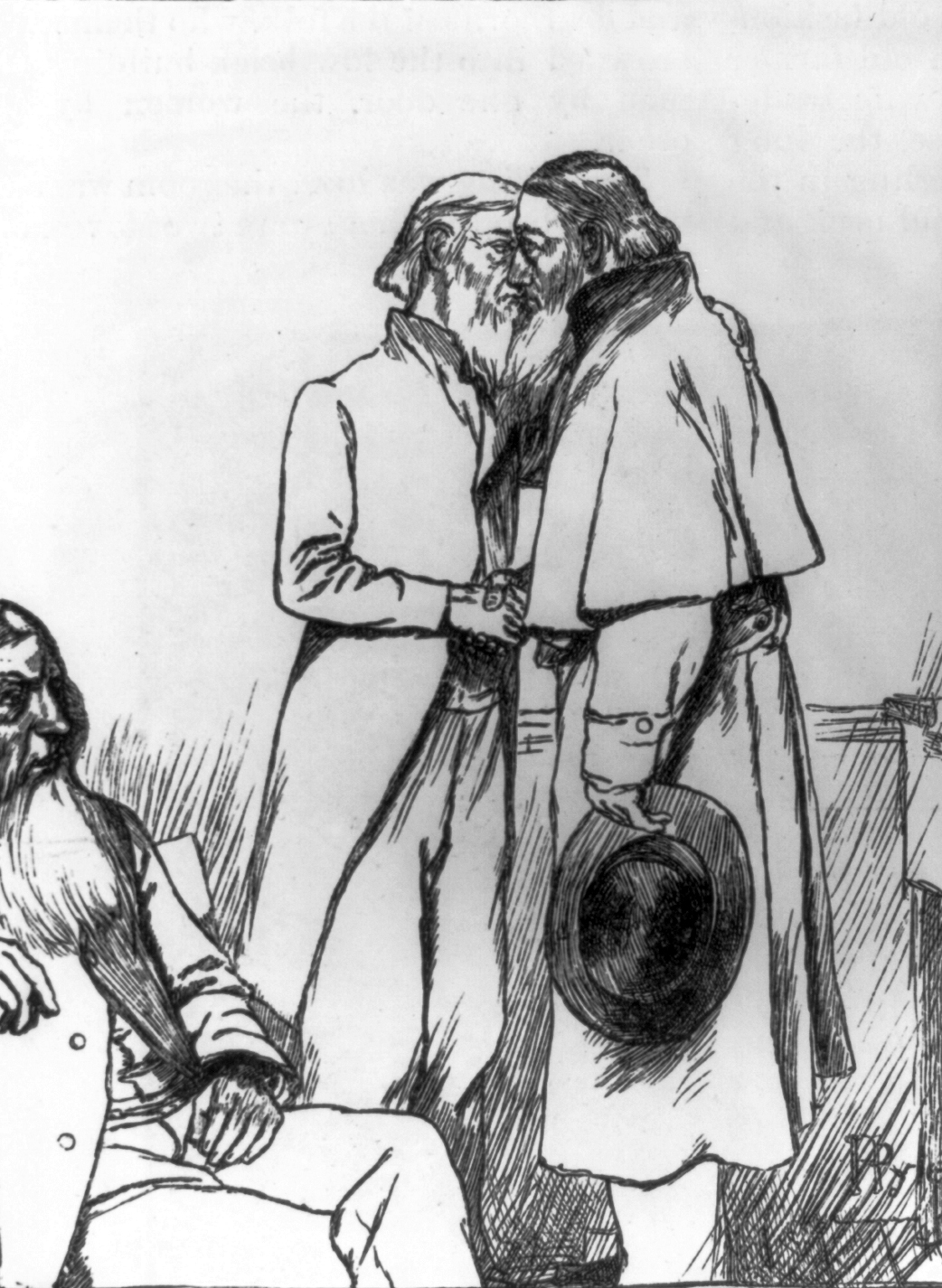
Gravat en fusta del dibuix de Howard Pyle que il·lustra el seu article "A Peculiar People", a Harper's New Monthly (1889). La religió Dunker a Pennsilvània: el petó de la pau.

Aquest petó a la boca, l'osculum pacis, ara conegut com el "petó de pau", va ser un element distintiu de la litúrgia cristiana; va ser assenyalat per Justí al segle ii formava part del ritu a la missa primitiva. Conybeare ha afirmat que aquest acte es va originar dins de l'antiga sinagoga hebrea, i Filó d'Alexandria, l'antic filòsof jueu, el va anomenar un "petó d'harmonia", on, com explica Crawley, "la Paraula de Déu uneix coses hostils en concòrdia i el petó de l'amor". Ciril de Jerusalem també escriu: "aquest petó és el senyal que les nostres ànimes estan unides, i que desterrem tot record de la ferida".
L'església cristiana antiga coneixia el petó de la pau com un signe de reconciliació completa. Ivan Illich descriu la pràctica cristiana primitiva, i afegeix: "Cap al segle IV (...) ja se sospitava d'un toc físic d'aquest estrany gènere, i es va canviar el seu nom a osculum pacis, i finalment a pax sol."
Nyrop assenyala que el petó de pau es va utilitzar com a expressió de profunda devoció espiritual a l'Església cristiana primitiva. Crist va dir, per exemple, "La pau sigui amb vosaltres, la meva pau us dono", i els membres de l'Església de Crist es van donar la pau simbòlicament a través d'un petó. Pau de Tars parla repetidament del "petó sant" i, en la seva Carta als romans, escriu: "Saludeu-vos els uns als altres amb un petó sant"; en altres epístoles també recomana: "Saludeu tots els germans amb un petó sant",:101 i "Saludeu-vos amb un petó sant". Per Agustí d'Hipona, "igual que els petons s'acosten als llavis del teu germà, així el teu cor no s'ha d'allunyar del seu cor".
Aquest petó de pau no només es feia durant el bateig, la confessió, l'ordenació o el funeral, sinó també durant les cerimònies de noces, quan el sacerdot besava la dona acabada de casar.
El petó de pau també es feia servir a les festes laiques. Durant l'edat mitjana, per exemple, Nyrop assenyala que era costum "segellar la reconciliació i la pacificació dels enemics amb un petó". Fins i tot els cavallers es feien el petó de la pau abans de procedir al combat, i es perdonaven mútuament tots els errors reals o imaginaris. El petó sant també es trobava en el ritual de l'Església en ocasions solemnes, com el baptisme, el matrimoni, la confessió, l'ordenació o les obsèquies. Tanmateix, cap al final de l'edat mitjana, el petó de la pau desapareix com a mostra oficial de reconciliació.:109
El petó de Pasqua continua sent comú avui dia a les Esglésies ortodoxes orientals, la qual cosa també va donar origen al petó fraternal socialista en el bloc de l'Est.

## Cultura

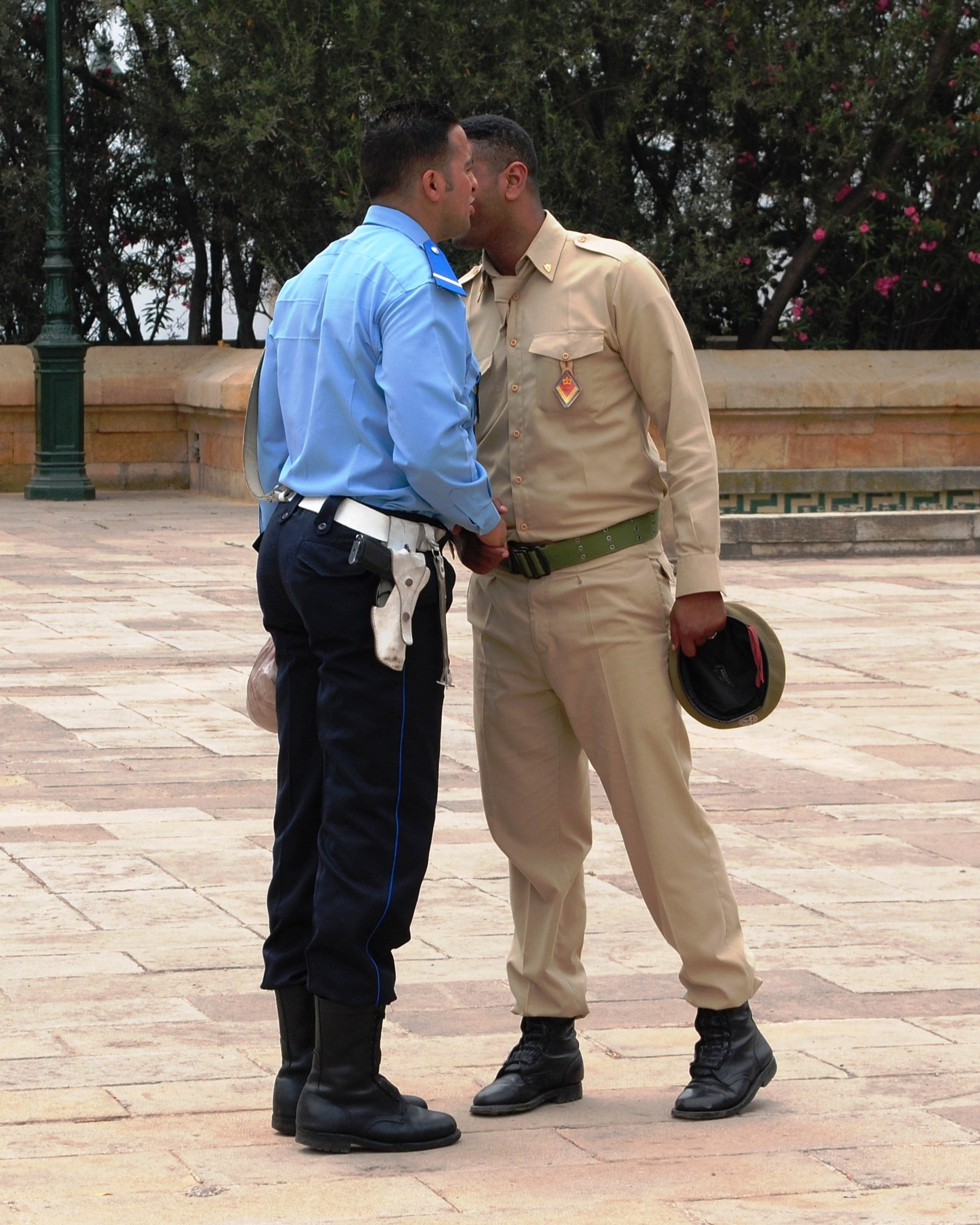
Un petó entre dos amics al Marroc.

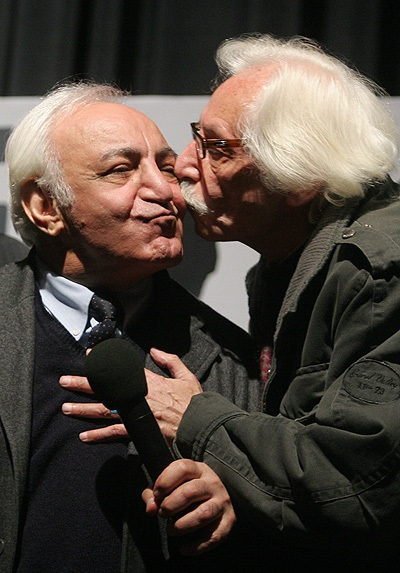
Els actors de cinema iranians Jamshid Layegh (esquerra) i Jamshid Mashayekhi (dreta) en un intercanvi de petons: el primer el fa a l'aire i el segon a la galta.

L'any 2015, un grup d'antropòlegs estatunidencs va elaborar una enquesta que abarcava 168 cultures diferents d'arreu del món, que va demostrar que el petó no és un fenomen global que expressi desig o amor i que els petons romàntics als llavis només tenien lloc en el 46% d'aquestes cultures. Per una altra banda, un equip d'investigadors de la Universitat d'Oxford va emprar 15 mètodes diferents per esbrinar els motius pels quals la gent es fa un petó, i va arribar a la conclusió que fer-se'n amb freqüència és un signe d'una bona relació de parella i que no estava directament relacionat amb fer més sexe.
Hi ha textos que suggereixen que un percentatge important de la humanitat no es besa. S'ha afirmat que en algunes cultures de l'Àfrica subsahariana, l'Àsia, la Polinèsia i possiblement en algunes natives americanes, els petons van ser relativament poc importants fins a la colonització europea. Històricament, però, es creu que la cultura dels petons va començar i es va estendre des del món oriental, concretament de l'Índia. Entre els andamanesos, els petons només s'utilitzaven com a senyal d'afecte cap als nens i no tenien matisos sexuals.
En les cultures islàmiques tradicionals, els petons no estan permesos entre un home i una dona que no estiguin casats o estretament relacionats per sang o matrimoni, però un petó a la galta és una forma de salutació molt comuna entre els membres del mateix sexe a la majoria dels països islàmics, com a l'Europa del Sud.
En aproximadament el 10% de la població mundial, els petons no tenen lloc, per diferents motius, fins i tot el fet que els trobin bruts o per motius supersticiosos. Per exemple, en algunes parts del Sudan es creu que la boca és el portal de l'ànima, de manera que no volen convidar a la mort ni que els prenguin l'esperit. La professora de psicologia Elaine Hatfield va assenyalar que "els petons estaven lluny de ser universals i fins i tot es consideraven inadequats per moltes societats". Tot i que els petons estan generalitzats, en algunes parts del món encara és tabú besar públicament i sovint està prohibit a les pel·lícules o en altres mitjans.
Els petons als llavis a la pantalla no van ser habituals a Bollywood fins a la dècada del 1990, encara que han estat presents des del moment de la creació de Bollywood. Això pot semblar contradictori, ja que es creu que la cultura del petó es va originar i es va estendre a l'Índia.
Donald Richie comenta que al Japó, com a la Xina, tot i que els petons tenien lloc en situacions eròtiques, en públic "el petó era invisible", i que "els llavis es toquessin mai es va convertir en l'acció codificada culturalment que ha estat durant tant de temps a Europa i Amèrica". La primera pel·lícula d'Edison, The Widow Jones – the May Irwin-John Rice Kiss (1896), va causar sensació quan es va projectar a Tòquio, i la gent es va amuntegar per veure la magnitud. De la mateixa manera, l'escultura de Rodin El petó no es va exhibir al Japó fins després de la Guerra del Pacífic. A més, a la dècada del 1900, les tribus manxús al llarg del riu Amur consideraven amb repulsió els petons públics entre adults. En una situació similar a la tradició xinesa, quan els homes xinesos veien dones occidentals besant homes en públic, pensaven que les dones eren prostitutes.
Seguint la tradició afganesa, besar el penis d'un fill és comú a l'Afganistan, costum que es fa per a mostrar amor al nen i és un acte d'homenatge que honra la superioritat del fill sobre la filla, ja que el fill està destinat a garantir el benestar espiritual del seu pare després de la mort d'aquest. No hi ha sentiments sexuals implicats. Aquest petó el poden dur a terme tant el pare del nen com els familiars masculins de la criatura. Si es tracta d'un familiar que ve de visita, aquest petó serveix com a acte de salutació.
En algunes societats, és costum que els homes se saludin amb un petó a la boca. Al segle XXI, el petó a la boca era un signe popular d'amistat amb homes joves, especialment a Anglaterra, que el veien com una forma legítima de mostrar afecte. A Rússia, el petó a la boca entre amics és una tradició.
En algunes cultures, els usos socials del petó evolucionen. Segons la psicoanalista Esther López, «ja no és tan estrany que els homes amb una amistat arrelada se saludin amb un petó o dos a la galta». En determinades parts del món, com Rússia, l'Orient Mitjà, Xile, l'Uruguai i algunes províncies de l'Argentina, el petó entre homes és socialment acceptat, mentre que en altres països pot associar-se amb l'homosexualitat. Tot i així, en cercles artístics, on generalment es tendeix a trencar el que està establert, és habitual el petó entre persones del mateix sexe sense connotacions homosexuals.

### Tradicions i supersticions

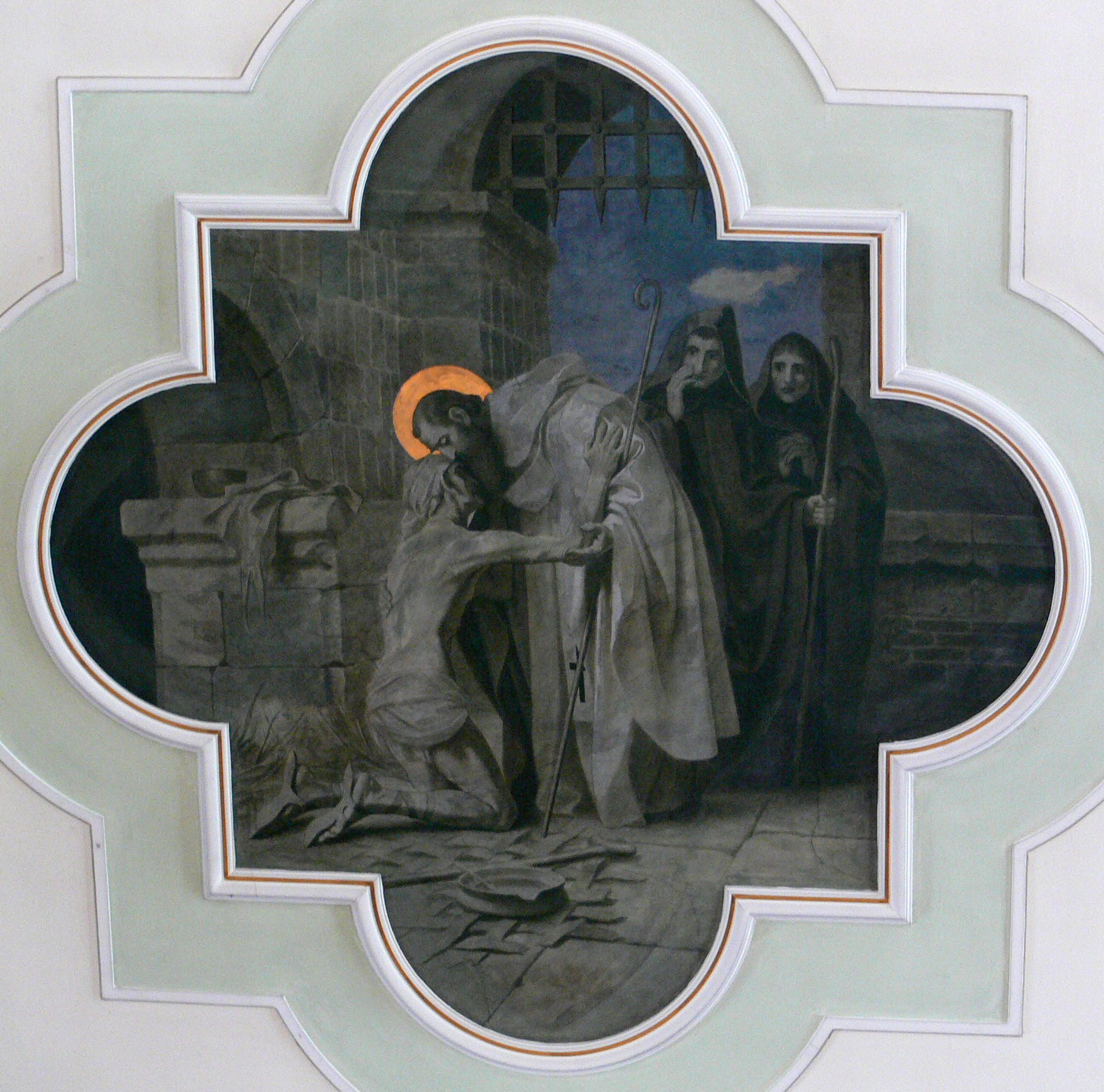
Sant Martí curant un leprós, pintura de Gebhard Fugel (1900).

Durant l'edat mitjana era corrent la pràctica de dipositar els petons a les pústules dels leprosos, com va testimoniar més tard Gustave Flaubert en un relat conegut, ja que es concebia el petó com a acte purificador, com testimonia el relat de la curació d'un leprós per part de Sant Martí besant-lo a la boca. En aquest procediment la saliva es considerava una "unció perfumada". Besar els leprosos es va posar de moda ostentosament entre els ascetes medievals i la noblesa religiosa. Els cavallers croats besaven amb enveja les ferides dels leprosos de Terra Santa, perquè estaven més a prop de Crist.
També en l'edat mitjana hi havia la creença que les bruixes s'iniciaven en el seu ministeri a través dels petons. Segons el papa Gregori IX, primer havien de succionar la boca, la llengua i el cul d'un gripau, i després la cara d'un ésser misteriós més mort que viu. Aleshores es feia una festa durant la qual les iniciades havien de fer un petó al cul d'un gat que caminés amb la cua enlairada, i després apagaven els llums i es lliuraven "a la sexualitat més horrible, independentment del gènere". El Malleus maleficarum, o "Martell de bruixes", del 1486, que esdevingué el manual dels inquisidors, aclareix que "tota la bruixeria prové de la luxúria carnal, que en les dones és insaciable", però també que el coit amb el Diable era dolorós, donada la mida extraordinària del seu penis, de manera que l'únic plaer de la bruixeria era el petó.
Avui dia, moltes societats tenen tradicions que impliquen petons. En algunes cultures occidentals es considera que fer un petó a algú el nadal o la nit de cap d'any, especialment sota una branca de vesc, dona bona sort. Al final d'una cerimònia de casament, les persones casades solen fer-se un petó.
A Catalunya, la diada de Sant Jordi és el dia dels enamorats: «Per Sant Jordi és tradició un llibre, una rosa i un petó», costum que té els seus orígens en el segle XV i que es va popularitzar sobretot a partir del 1914 per l'impuls de la Mancomunitat, tot i que l'associació amb la festa del llibre es vainiciar vers la dècada del 1920 i es va generalitzar el 1929 en plena Exposició Internacional de Barcelona.:149

#### Besar el Cul de la Lleona de Girona

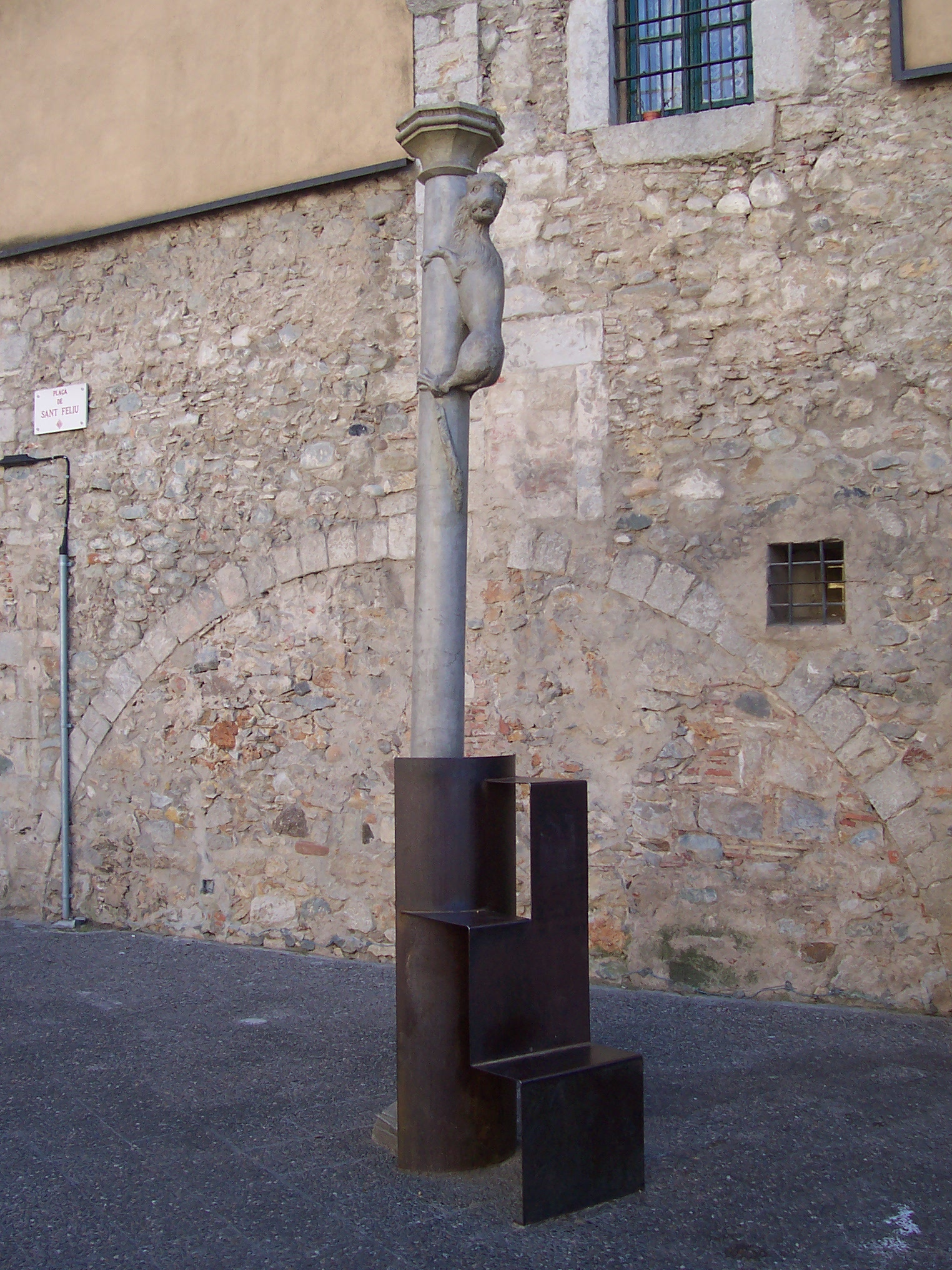
La Lleona de Girona amb la columna i l'escala.

L'anomenada «Cul de la Lleona» o «Lleona de Girona» és una peça escultòrica de pedra que representa un animal enfilant-se a una columna. L'obra (a la qual anteirorment els gironins en deien la mona), datada del segle xii, es troba al carrer de Calderers del Barri Vell de Girona, als peus de l'escala de l'església de Sant Feliu i és un punt d'interès habitual a la ciutat i un dels primers rituals de molts turistes tot just arribar-hi.
Segons la dita, "no pot ser veí de Girona qui no faci un petó al cul de la lleona", o bé: "només podràs tornar a Girona si has fet un petó al cul de la lleona". Antigament, els visitants havien de pujar fins a la figura de la lleona amb la força dels seus braços, fins que arran de l'allau de turistes s'hi va instal·lar una escala per facilitar-hi l'accés.
Carles Vivó explica a Llegendes i misteris de Girona que antigament ja hi havia instal·lada al mateix carrer una alta columna de pedra en la qual s'enfilava un lleó, pressuposadament un reclam de l'Hostal de la Lleona, que estava situat allà mateix en temps passats. Segons la llegenda, tothom que hi passava podia tocar-li el cul, i recomanar també als forasters que ho fessin per poder quedar-se a la ciutat es va convertir en una cosa habitual, de manera que si deixaven Girona poguessin tornar-hi algun dia. Amb el pas del temps, el costum de tocar-li el cul va passar a ser fer-li un petó.
La seva fama i valor popular han anat en augment sobretot des del 1986, any en què es va fer una còpia per tal d'impedir-ne el desgast amb els petons; l'original es va traslladar al Museu d'Art de Girona, on s'hi conserva, i se'n va col·locar la còpia a la ubicació actual.

#### Besar la Pedra de Blarney

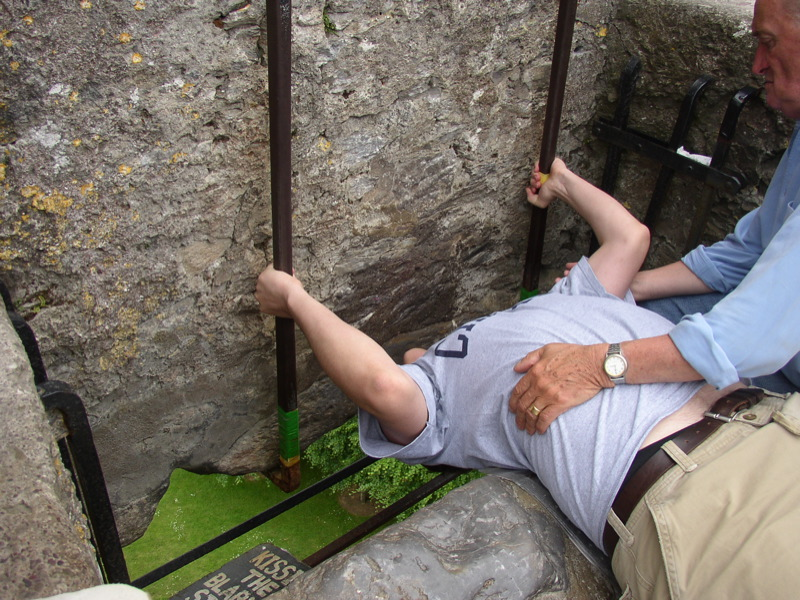
Home besant la Blarney Stone.

Besar la Pedra de Blarney (també anomenada Pedra de l'Eloqüència) és un costum popular al castell de Blarney (Irlanda) des de fa segles. La situació de la pedra, que es troba sota els merlets del parapet, hi dificulta el petó que s'hi fa. Originàriament, la gent era penjada pels peus per sobre el parapet i baixada per arribar a la pedra. Tanmateix, després d'un desafortunat accident es va desenvolupar un nou sistema, i avui dia s'ha de fer inclinant-se cap enrere i aferrant-se a dues baranes de ferro mentre algú els assegura els peus. Tot i que es desconeix l'origen de la pedra i com va començar aquesta tradició, es diu que les persones que aconsegueixen besar la pedra reben el do de l'eloqüència i la persuasió. Tot i això, una llegenda descriu una dona gran que va ser rescatada de l'ofegament pel rei de Munster, i segons la qual ella el va recompensar llançant un encanteri sobre una pedra que li donaria habilitats màgiques per parlar quan la besés.
Dermot McCarthy va ser un governant del castell conegut per no entregar mai el seu castell a la reina Elisabet I; s'esperava que li lliurés el castell a la reina com a senyal de la seva lleialtat, però, sempre semblava tenir una excusa per ajornar-ho. Es deia que tenia raons convincents i eloqüents per posposar el seu regal, per la qual cosa la reina va començar a anomenar-lo "xerrada de Blarney". Arran d'això, la paraula blarney va incorporar-se al diccionari anglès amb el significat de "capacitat d'influir i persuadir amb paraules justes i un discurs suau sense ofendre". Això va portar a la creença que qualsevol que besés la pedra rebria l'habilitat de McCarthy o el "do de la conversa", com l'anomenen els locals. Molts han viatjat per esdevenir més eloqüents, atrets per aquesta promesa: beseu la pedra de Blarney i "mai més us quedareu sense paraules".

#### Petó de cap d'any

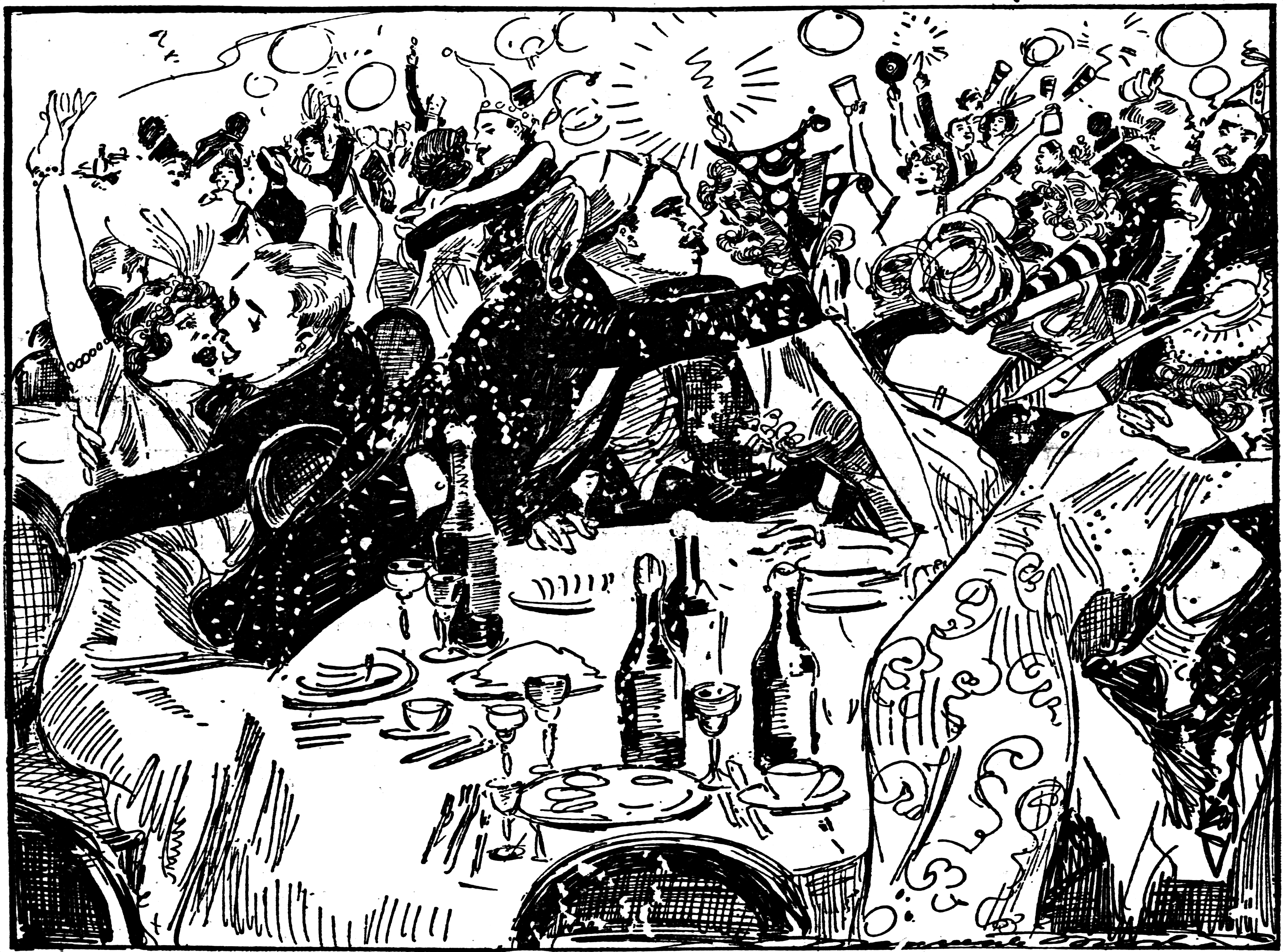
Dibuix de la periodista Marguerite Marty d'una celebració de cap d'any.

En algunes cultures occidentals, és costum que la gent es besi a la mitjanit de la nit de cap d'any, i algunes tenen la superstició que no fer un petó a algú assegura un any de solitud. Segons algunes supersticions, aquesta idea de que «amb qui estàs la nit de cap d'any predirà com anirà l'any nou» es va popularitzar gràcies al folklore alemany i anglès.
Una de les primeres mencions literàries d'un petó d'any nou es remunta a l'edat mitjana, segons la professora de literatura anglesa a la Universitat de Toledo Christina Fitzgerald. Tot i que els orígens precisos de compartir un petó tan bon punt comença l'any nou són desconeguts, el costum sovint es remunta a dos festivals d'hivern, segons els experts: les Saturnals de l'antiga Roma, que se celebraven anualment durant el solstici d'hivern, i Hogmanay, una tradició viking que encara se celebra el cap d'any a Escòcia. En aquesta, es reparteixen petons per saludar tant amics com desconeguts, juntament amb els desitjos d'un "Guid New Year". Quan se celebra una festa de Hogmanay (la paraula escocesa per a l'últim dia de l'any vell i sinònim de la celebració de l'Any Nou a la manera escocesa), és costum intentar fer un petó a tothom a la sala després del toc de "les campanes" de mitjanit.

#### Petó sota el vesc

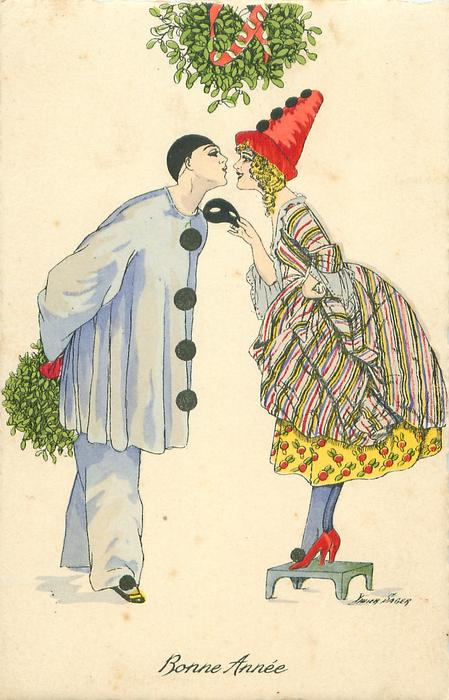
Postal de 1917 desitjant bon any que mostra dues persones sota el vesc.

És un costum nadalenc que una parella que es troba sota una branca de vesc es faci un petó. No es van fer gaires al·lusions a aquest del ús vesc, que habitualment s'utilitza com a decoració nadalenca, fins al segle xviii. Aquesta tradició, que s'ha estès per tot el món de parla anglesa, va ser descrita l'any 1820 per l'autor estatunidenc Washington Irving al seu The Sketch Book of Geoffrey Crayon, Gent.
Alguns afirmen que l'origen de la tradició de besar sota el vesc es remunta a la mitologia nòrdica antiga. Segons el mite, un déu va intentar matar Baldr, fill de la deessa Frigg amb una llança feta de vesc, que era l'única planta que no podia fer-li cap mal. Quan els déus van retornar-li la vida, Frigg va declarar que el vesc portaria al món l'amor i no la mort, i la gent es va besar sota el vesc per obeir la deessa, així com per recordar la resurrecció de Baldr.
Una altra teoria és que la tradició es va originar a l'antic Imperi babilònic-assiri on, aparentment, les dones solteres es trobaven sota el vesc penjat fora del temple per a la deessa de la bellesa i l'amor i s'unien al primer home que se'ls acostava, però sense fer-se un petó. Històricament, es creia que afavoria la fertilitat, i es deia que les seves fulles eren un afrodisíac. El vesc era una part de les cerimònies de matrimoni per aquest motiu, i es col·locava sota els llits de les parelles perquè tinguessin bona sort. La tradició es troba més tard a Anglaterra, on els homes joves besaven les dones dempeus sota el vesc i arrencaven una baia de l'arbust després de cada petó; quan totes les baies havien desaparegut, duia mala sort continuar besant-se sota aquell arbust. És important recordar que durant aquest període un petó es prenia molt seriosament; normalment es considerava una promesa de matrimoni.

#### Petó de casament

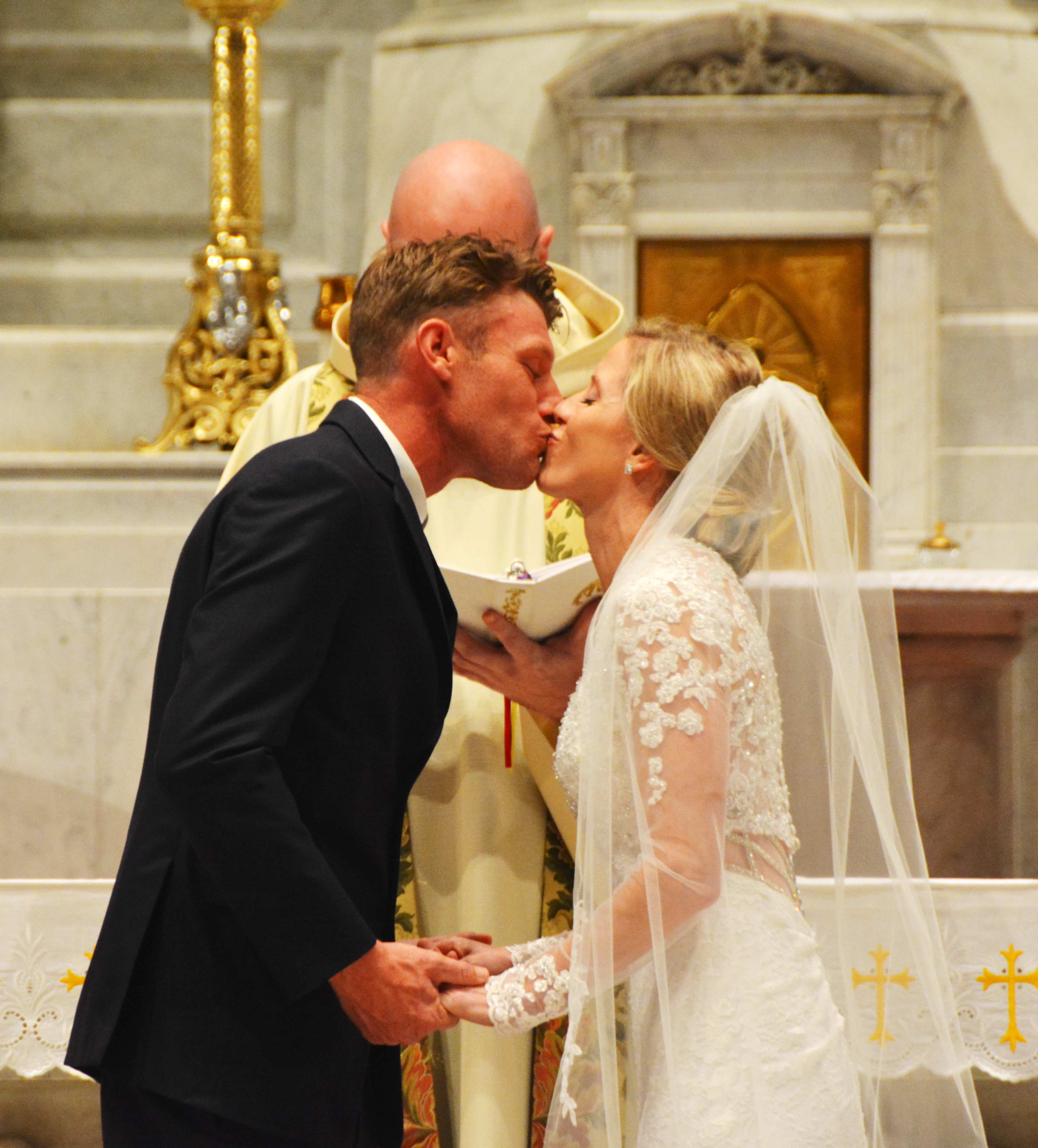
Petó de casament en una cerimònia cristiana.

És un costum occidental que una parella acabada de casar intercanvii un petó al final de la cerimònia del seu casament. Aquest acte es remunta a una antiga tradició romana, segons la qual l'intercanvi d'un petó significava la finalització d'un contracte. Per tant, un petó després de la cerimònia del casament segella el tracte. No obstant, tot i que no és un requisit formal de la cerimònia, la majoria considera el gest com un inici alegre del matrimoni.
Part de la literatura indica que els compromisos en l'Imperi Romà se segellaven amb una abraçada i un petó a la boca (osculum). La historiadora Karen K. Hersch va especificar el 2010 que aquest costum pot trobar-se com molt aviat sota l'emperador Constantí i es practicava paral·lelament al costum de donar-se la mà. Els cristians van adoptar el costum. S'ha transmès des de l'edat mitjana alemanya que les esposalles es duien a terme mitjançant el lliurament d'una banda de compromís i un anell i després se segellaven amb un petó i una abraçada com a signes addicionals de possessió de l'home. L'historiador Georg Ludwig Kriegk informa d'una cerimònia medieval d'esposalles en un entorn familiar, on es preguntava a la núvia i al nuvi si volien casar-se, acte que anava seguit també d'una abraçada i un petó nupcial. En l'alta edat mitjana, el petó de compromís formal també es pot trobar a la Frància Occidental. A Nàpols, el petó de compromís fet davant de testimonis encara era comú en el segle XVI.
Aquest petó segellador també va trobar el seu camí en el ritu del matrimoni. El manuscrit C del Cant dels Nibelungs (segle XIII) descriu el casament de Siegfried amb Kriemhild: Kriemhild és abraçada per Siegfried i "besada segons el costum".
En el cristianisme oriental, el sacerdot demana als nuvis al final de la cerimònia del casament que inaugurin ells mateixos el vincle amb un petó. En les altres confessions cristianes, el petó segellador davant de l'altar no forma part del ritu del matrimoni, sinó que es pot interpretar com un simbolisme del coit en el sentit de l'administració del sagrament del matrimoni. Molts sacerdots permeten el petó matrimonial si la parella ho desitja; altres els donen l'oportunitat de besar-se per si mateixes. La frase "Ara pots besar la núvia" s'utilitza amb més regularitat a les cerimònies de matrimoni civil.
En els casaments jueus, tradicionalment no es proporciona un petó i fins i tot es considera una violació del codi de conducta (tzniut). En el judaisme reformista, però, basat en els costums occidentals, ha prevalgut el costum que la parella es besi després del trencament ritual de la copa.

## Consentiment

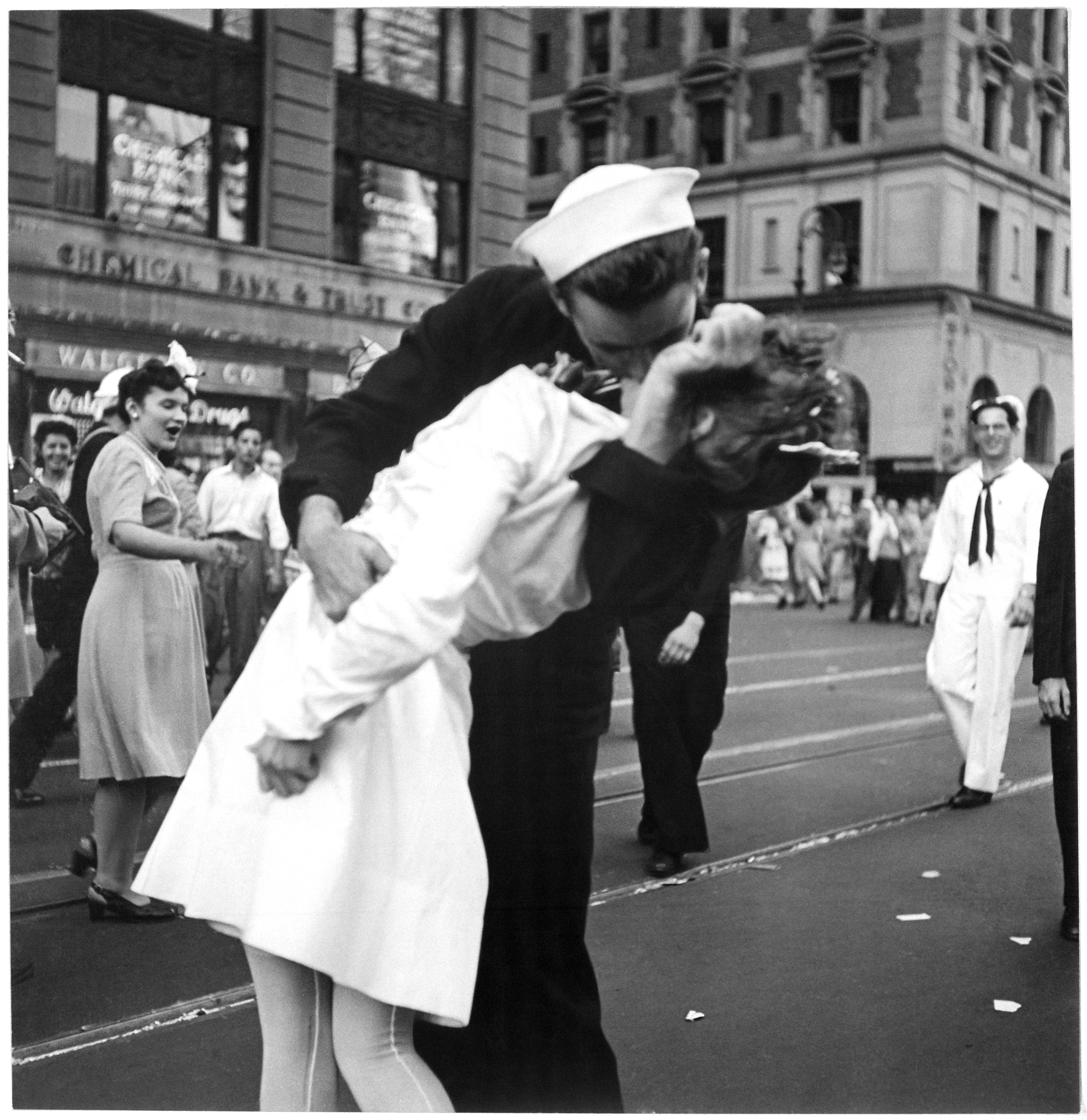
Un mariner celebrant a Nova York la rendició del Japó durant la Segona Guerra Mundial. Fotografia de Victor Jorgensen, des d'un angle diferent al de la icònica imatge presa per Alfred Eisenstaedt, V-J Day in Times Square.

A Alemanya, segons alguns crítics del canvi de 2016 en la llei penal sexual, un petó sorpresa compleix el delicte penal d'agressió sexual introduït en aquell moment, ja que explotar un moment de sorpresa és ara un delicte punible. D'acord amb la redacció de l'article 177, paràgraf 1, núm. 3, del Codi Penal, se sanciona "tota persona que realitzi actes sexuals amb una altra persona si (...) l'autor s'aprofita de l'element sorpresa". Si no hi ha acte sexual per manca de rellevància, des de l'any 2016 es contempla la responsabilitat penal per assetjament sexual si la persona besada se sent assetjada.
- [179]
- [180]
- [181]
- [182]
- [183]
- [184]
- [185]
- [186]
- [187]
- [18]
- [188]
- [189]

## Legalitat dels petons en públic
Hi ha tabús sobre a qui es pot besar en algunes societats de majoria musulmana regides per la llei religiosa. La majoria de països de l'Orient Mitjà no permeten cap tipus de manifestació d'afecte en públic, acte que comporta penes que poden ser greus. A la República Islàmica de l'Iran, un home que besa o toca una dona que no és la seva esposa o parent pot ser castigat essent assotat fins a 100 vegades o fins i tot anar a la presó.
A Dubai (Emirats Àrabs Units) el petó de salutació entre un home i una dona comporta pena de presó. El 2007, un gerent d'un hotel australià i una recepcionista filipina van ser multats i empresonats durant un mes després de besar-se i abraçar-se en públic. En una situació similar, una parella índia van haver de passar un any a la presó. L'any 2009, una parella britànica va ser condemnada a tres mesos de presó i posteriorment deportada per besar-se públicament, i una parella índia que no estava casada va ser condemnada a un any de presó per abraçar-se i fer-se petons en un taxi; el propi taxista els va dur a la comissaria quan ho va veure. El 2010, una turista britànica i un executiu d'una consultora internacional van rebre també una pena d'un mes per saludar-se amb un petó a la galta, acusats d'haver «comès un acte sexual en públic».
Al Marroc, l'any 2013 tres adolescents van ser detinguts per haver penjat fotografies a Facebook on dos d'ells es besaven; es tractava d'un noi i una noia de 15 i 14 anys, i de l'amic que va fer les fotos a l'exterior de la seva escola, també de 15 anys. Com a mostra de suport envers als joves i de defensa de l'amor, unes dotzenes de marroquins van fer una besada pública a Rabat i van ser confrontats pels vianants per la seva acció. Finalment, els adolescents del petó van ser processats, acusats de «vulnerar la decència pública».
A Indonèsia es practiquen les tradicions islàmiques de manera estricta. Els petons en llocs públics o altra mena de manifestació pública d'afecte és un tabú i qualsevol acte d'aquest tipus pot suposar una multa de 250 milions de rupies o una pena màxima de cinc anys de presó.
A Malàisia, els petons i les abraçades en públic són considerats actes d'indecència pública. La majoria de les lleis requereixen, però, que els actes s'hagin comès amb la intenció que una altra persona ho presenciï, segons s'indica a la Llei d'infraccions lleus de 1955. Tot i així, fins i tot quan es cerca la intimitat, es pot trobar alguna altra llei per acusar algú, l'article 294(a) del Codi Penal que diu: «Qui, per a molèstia d'altres: (...) (a) cometi qualsevol acte obscè en qualsevol lloc públic (...) serà castigat amb presó per un termini que pot estendre's fins a tres mesos o amb multa o amb tots dos.» El 2006, una parella local va ser trobada besant-se i abraçant-se sota un arbre en un parc, comportament que va ser titllat de «desordenat», i van ser acusats d'acord amb un article dels Estatuts de Parcs del Territori Federal de Putrajaya de 2002, que estableix: «cap persona es pot comportar de manera indecent en cap parc». Aquest cas va generar molt debat sobre moralitat pública i decència, especialment sobre la línia entre allò que és decent i allò que és indecent i com s'aplica. Malgrat la parella va ser condemnada, van recórrer la sentència.
A l'Índia, la mostra pública d'afecte és un delicte segons la secció 294 del Codi Penal de l'Índia de 1860 («causar molèsties als altres mitjançant actes obscens») amb una pena de presó de fins a tres mesos, una multa o ambdues coses. Aquesta llei va ser utilitzada per la policia i els tribunals inferiors per assetjar i processar les parelles que participaven en actes íntims, com ara besar-se en públic. No obstant això, en una sèrie de casos històrics, els tribunals superiors van rebutjar les afirmacions que els petons en públic són obscens.
L'any 2007, durant un acte de conscienciació sobre la sida a Nova Delhi (Índia), l'actor Richard Gere va fer un petó a la galta a l'actriu de Bollywood Shilpa Shetty, fet que va comportar que ell fos detingut a l'aeroport de Bombai per ser interrogat i que ella fos detinguda i acusada d'actes d'«obscenitat i indecència». El gest dels actors va escandalitzar els grups hindús radicals i va provocar manifestacions i cremades públiques d'imatges dels artistes per haver «perjudicat els valors i la cultura de l'Índia». Tot i que els càrrecs contra l'estatunidenc van ser retirats ràpidament, els atacs contra l'estrella índia per durar 15 anys en el sistema jurídic, fins que finalment es van abandonar i les denúncies es van declarar «infundades».

## Biologia i evolució
El petó entre humans és considerat el llenguatge universal i trobem una equivalència d'això en el regne animal.
El sexòleg i antropòleg Ernest Crawley assenyala que entre animals hi ha nombroses analogies amb els petons, com ara els ocells o el joc d'antenes d'alguns insectes; fins i tot entre mamífers com el gos, el gat i l'ós, s'observa un comportament similar. El comportament d'alguns d'aquests animals implica llepar-se, acariciar-se i empolainar-se mútuament o envers els humans o altres espècies, fet que de vegades els observadors han interpretat com un tipus de petó.
En algunes espècies animals (ximpanzés, agapornis i el gourami besador), la conjunció de llavis s'usa com a mitjà de comunicació i identificació, i com a signe de l'ordre social en un grup d'individus. S'ha observat alguns bonobos duent a terme aquesta pràctica durant 12 minuts seguits, amb preferència pel mètode de xuclar la llengua.
La similitud en els mètodes entre l'alimentació directa boca a boca (regurgitació) d'algunes espècies animals i els petons humans profunds (per exemple, el petó francès amb llengua) és força pronunciada; en el primer, la llengua s'utilitza per empènyer el menjar de la boca de la mare a la cria, que rep tant el menjar com la llengua de la mare en moviments de succió, i en el segon és el mateix però sense el menjar premastegat.

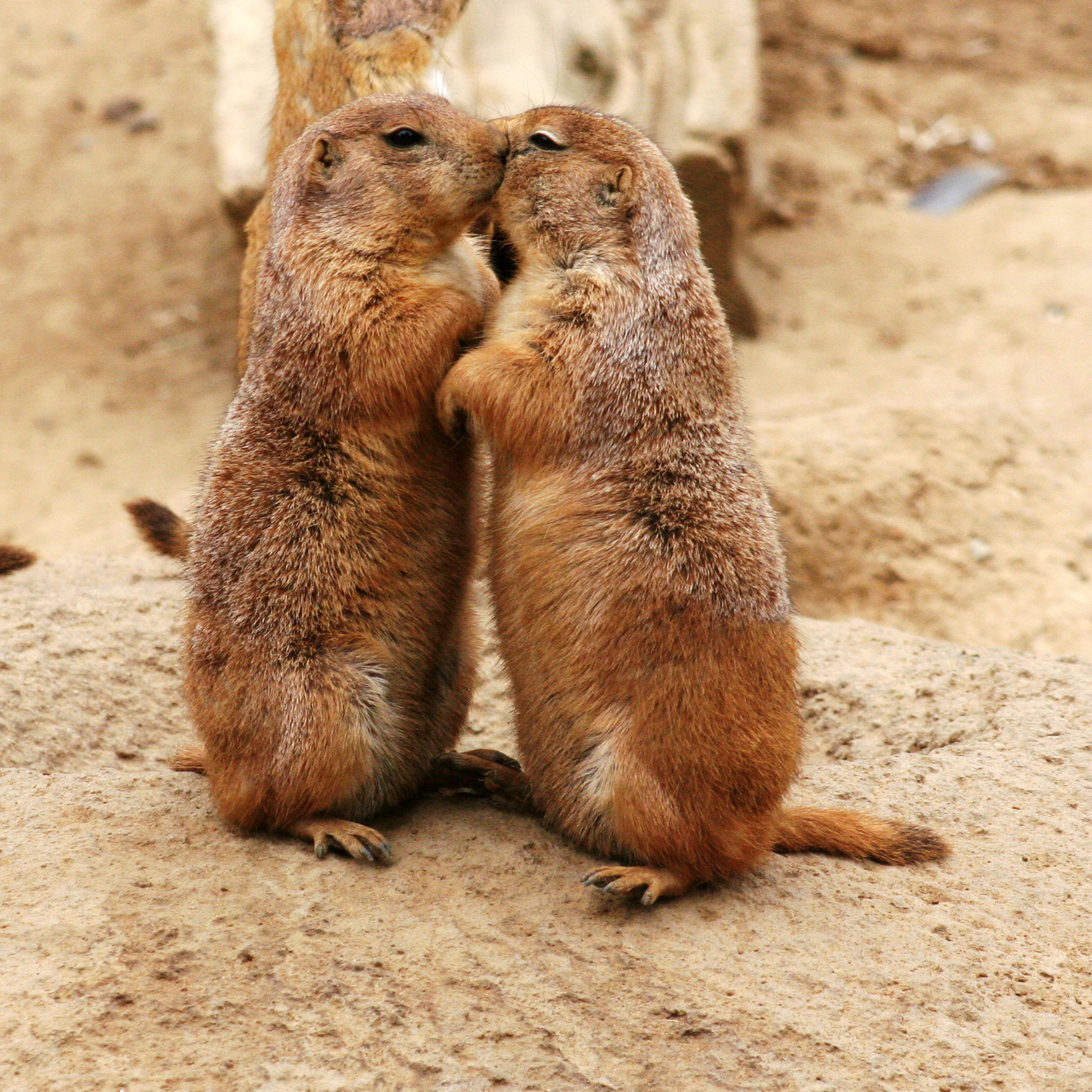
Gossets de les praderies cuanegres «besant-se», acte que fan per saludar els seus parents.
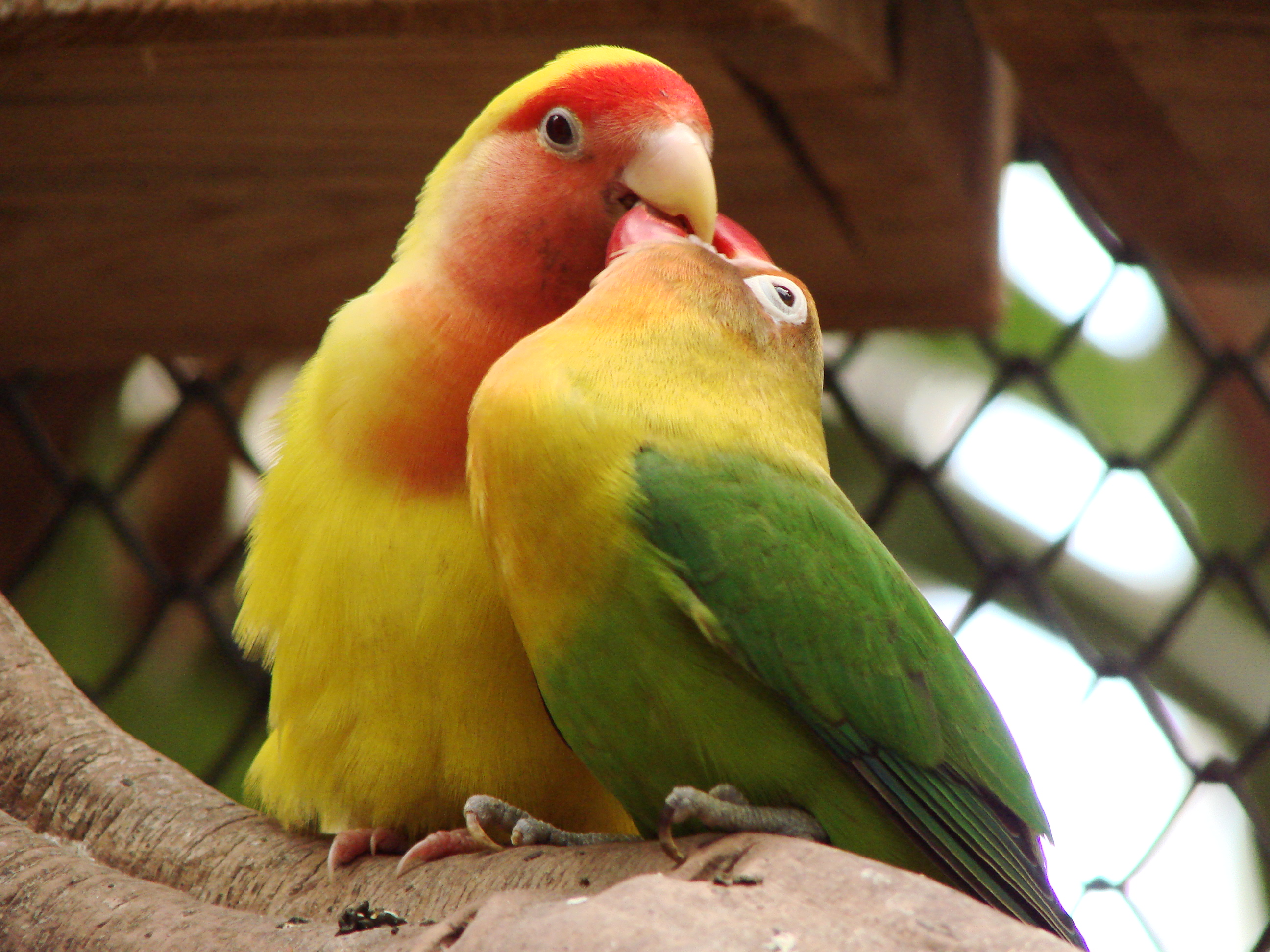
«Petó» entre exemplars d'agapornis roseicollis i agapornis fischeri.
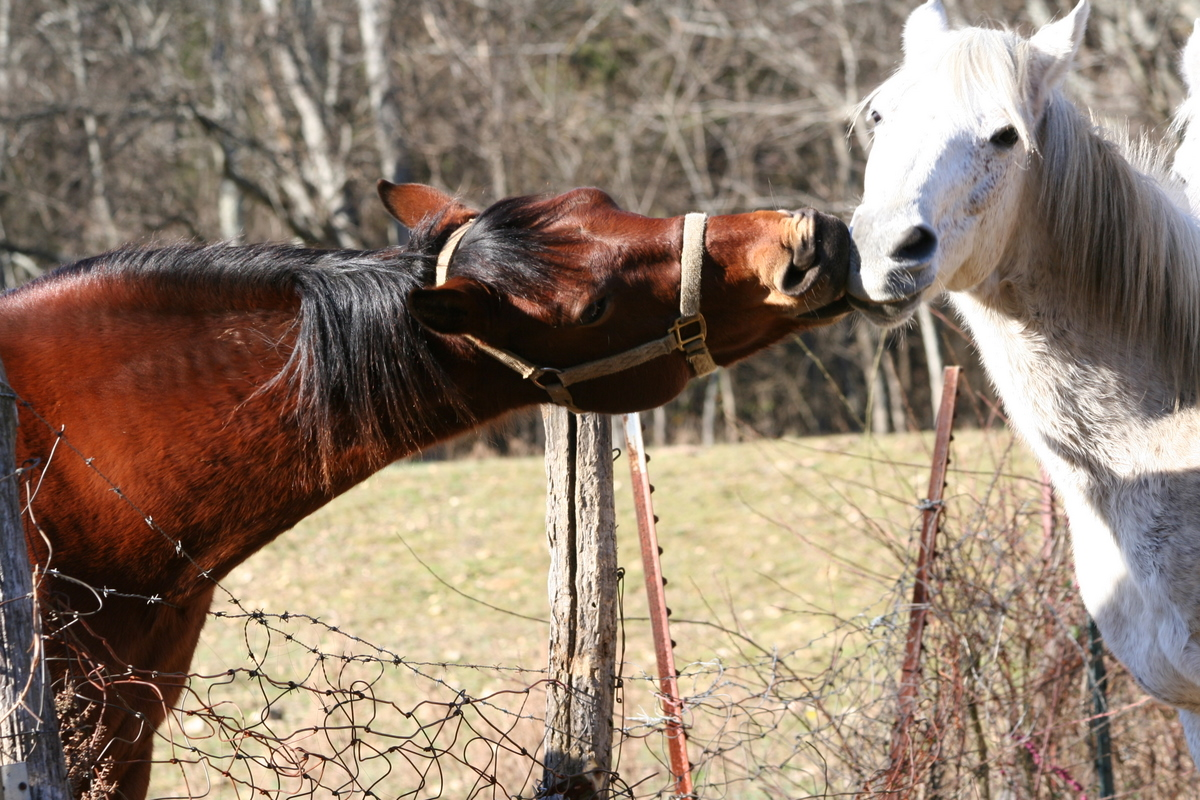
Dos exemplars de cavall intercanviant un «petó».
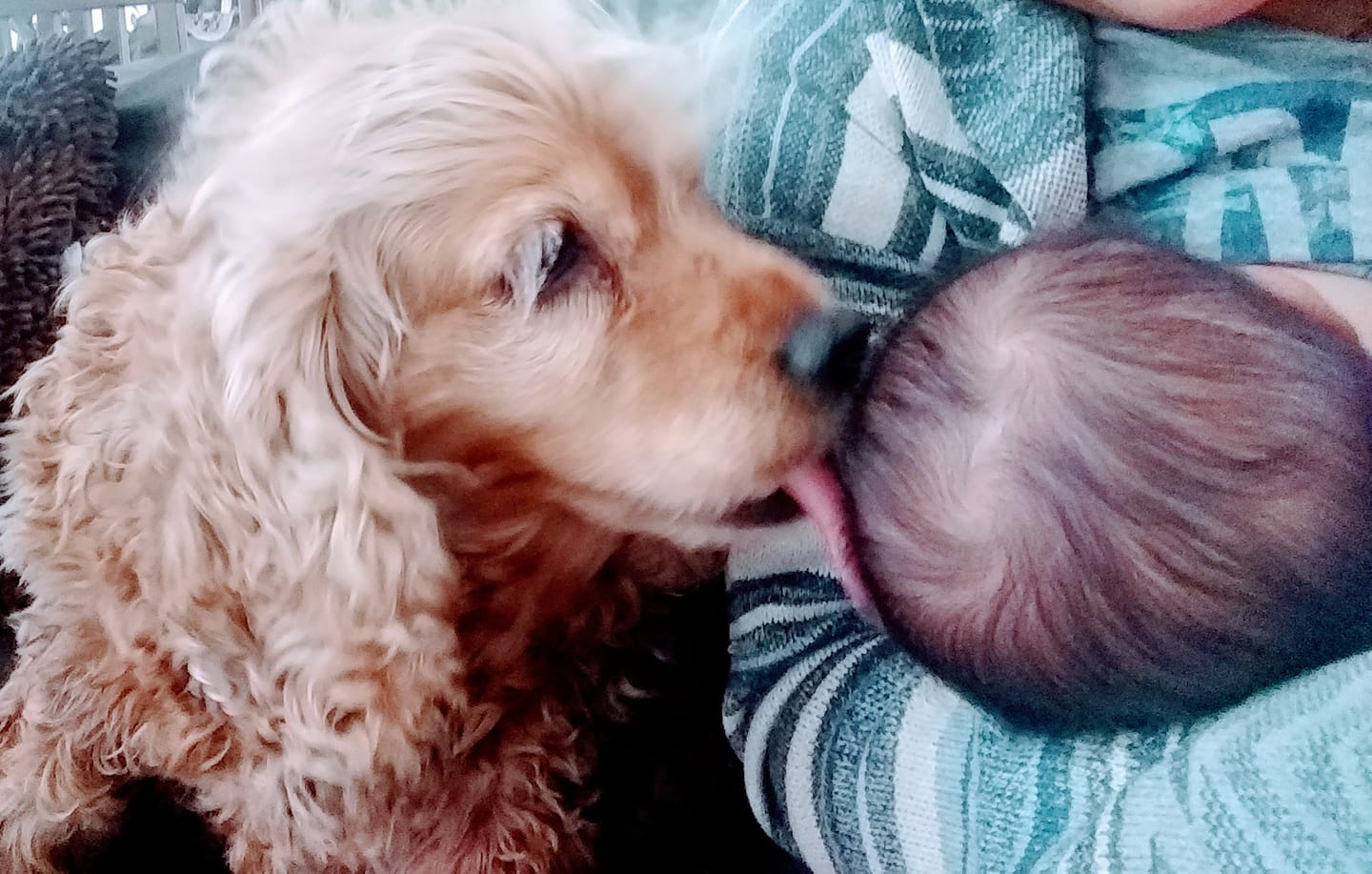
Una gossa cocker spaniel llepant el cap d'una nounada, gest que s'interpreta com a «petó».

El pensament modern considera que el petó està relacionat alhora amb el món natural i el nodriment, i que ha evolucionat al llarg de la història de la humanitat.
Investigacions recents, però, contradiuen la tesi de l'alimentació boca a boca com a origen. Un estudi global va trobar que, en 168 cultures, besar-se era comú en tan sols el 46%, i algunes fins i tot ho consideraven "fastigós". Més aviat, alguns investigadors ara assumeixen que els petons es van establir primer en alguns estrats socials més alts i es van estendre cap avall des d'allí com a un comportament d'estatus.
Els etòlegs, liderats per Konrad Lorenz, han demostrat que els patrons de comportament també estan subjectes a la selecció natural que dona lloc a l'evolució, de manera que moltes de les activitats dels animals superiors són instints oberts, és a dir, tenen elements innats i apresos. El petó és un d'ells.
Els antropòlegs no han arribat a una conclusió sobre si el petó en els humans s'aprèn o si és un comportament instintiu. Pot estar relacionat amb una conducta d'empolainament que també s'observa entre altres animals, o que sorgeix com a conseqüència de la mastegada prèvia dels aliments que elaboraven les mares per a les seves cries. Els primats no humans també presenten uns gestos que es podrien considerar petons.
Alguns antropòlegs creuen que la primera salutació d'aquest tipus seria un intercanvi nas amb nas per ensumar l'olor de l'altre per tal de reconèixer-lo o comprovar el seu estat de salut. Podem trobar un vestigi d'aquesta pràctica en el petó olfactiu dels samis. En canvi, l'antropòloga Helen Fisher, de la Universitat Rutgers, considera que els petons van evolucionar per facilitar tres necessitats essencials: el desig sexual, la necessitat romàntica i l'afecte, tots tres components relacionats amb la reproducció humana i els quals es veuen reforçats pels petons. Segons aquesta teoria, besar facilita trobar una parella, comprometre-s'hi i romandre-hi prou temps com per procrear. El filòsof Alexandre Lacroix creu que l'origen és més cultural que no pas animal perquè no totes les cultures han adoptat el petó, sobretot a l'Àfrica on les tribus creuen que l'ànima de l'individu pot escapar a causa de la respiració. Així, certs etnòlegs consideren que la pràctica del petó deriva de la inspiració mútua de l'alè i que simbolitzaria la unió o fusió de les ànimes.
Segons Rafael Wlodarski, d'un equip d'investigadors de la Universitat d'Oxford, els petons ajuden a triar una parella potencial per a l'aparellament i també a conservar-la. Afirma que la part més important d'un petó és l'olor, tant la de l'altra persona com l'aroma involucrat en el petó, ja que la transmissió de feromones entre dues persones implica informació sobre compatibilitat genètica. Els éssers humans troben l'olor d'una persona compatible genèticament més atractiva que no pas la d'una altra que no ho sigui, i suggereix que «utilitzem els petons com una excusa per apropar-nos prou a una parella potencial per a l'aparellament per tal de provar aquesta olor». Tot i que considera que aquest apropament íntim és un imperatiu biològic, l'expressió d'aquest imperatiu és cultural.
El neurocientífic V. S. Ramachandran de la Universitat de Califòrnia a San Diego considera que les persones es fan petons als llavis perquè aquests ens recorden la fruita madura. Assenyala que aquesta reminiscència prové de la necessitat dels nostres avantpassats de trobar fruites madures, fet que els hauria fet sentir atrets pel color vermell, el qual va convertir-se en un indicador de la recompensa alimentària.
A la llum de la psicoanàlisi, el petó és percebut com una herència de l'estadi oral que té lloc durant la infància. La boca és un òrgan sexual. L'infant succiona per alimentar-se, i la succió lligada a la satisfacció d'aquesta necessitat vital induirà aleshores plaer, apuntalant-lo. El petó és, doncs, un mitjà per reviure en la fantasia en l'edat adulta el plaer de succionar el pit de la mare. Per a Sigmund Freud, durant aquesta fase oral del desenvolupament psíquic és característica l'activitat sexual que es manifesta en l'ús dels llavis, i la seva resolució marca tota la vida sexual posterior. En les seves Lliçons introductòries a la psicoanàlisi, Freud va assenyalar que "el petó es pot qualificar d'acte pervers, perquè consisteix en la unió de dues zones orals erògenes i no dels òrgans sexuals oposats". Segons el psicoanalista Adam Phillips, el petó, en reviure seqüències molt antigues del propi passat emocional, defineix cada persona, que té la seva pròpia manera de besar.
El petó amb intercanvi de saliva és practicat per moltes espècies animals i troba el seu significat evolutiu en l'exploració del sistema immunitari de la parella sexual, a través del sistema veronasal, afavorint, segons el biòleg Thierry Lodé, la recerca exògama de parella i evitar la consanguinitat.

### Fisiologia
L'any 2003, el psicòleg Onur Güntürkün va publicar a la revista Nature un estudi basat en l'observació de parelles que es besen en públic en llocs com aeroports i parcs segons els quals la inclinació del cap cap a la dreta és més freqüent que cap a l'esquerra amb un proporció de 2:1. Güntürkün atribueix aquesta asimetria a les preferències que mostren els nounats pel costat dret.
Parlant del primer petó als llavis que fem, Sheril Kirshenbaum afirma que el recordem més clarament que la primera experiència sexual "probablement perquè besar és un procés molt actiu. El nostre cervell està totalment compromès durant el petó. La quantitat de propietat neurològica associada als nostres llavis és desproporcionadament enorme i quan fem aquests petons realment importants, probablement els estem codificant perquè puguem recordar l'experiència més tard".
Els petons són un comportament complex que requereix una coordinació muscular important que implica un total de 34 músculs facials i 112 músculs posturals. El múscul més important implicat és el múscul orbicular dels llavis, que ajuda a donar-los forma en el moment de besar i el qual és informalment conegut com el «múscul del petó». En el cas del petó francès, la llengua també és un component important. Els llavis tenen moltes terminacions nervioses que els fan sensibles al tacte i a la mossegada.
Durant un petó la pressió arterial augmenta, el cor s'accelera al doble de la seva freqüència normal, la sang flueix a la pell en major quantitat i la temperatura superficial del cos també incrementa.
El contacte labial involucra l'acció nerviosa relacionada amb l'estimulació erògena en què intervenen cinc nervis cranials, utilitzats per a la identificació i els reconeixements dels elements ambientals. Els impulsos elèctrics produïts per l'acció neuronal deriven en sensacions originades als focus tàctils de la pell labial, la zona supralabial i la llengua, senyals descodificats al cervell. El contacte labial propicia l'estimulació nerviosa i la resposta cerebral a l'alliberament d'oxitocina, dopamina i adrenalina al torrent sanguini, cosa que genera una gran quantitat d'efectes físics. L'alliberament d'oxitocina (hormona relacionada amb l'amor matern, les contraccions uterines, el part i l'atracció sexual) al torrent sanguini origina diferents respostes físiques, com la sudoració nerviosa i les respostes sexuals a l'erecció del penis i l'erecció del clítoris; la dopamina produeix la sensació de benestar. L'adrenalina produeix una sèrie de canvis físics: canvis en la pressió arterial, el nivell de glucosa i el ritme cardíac, a més de la sensació d'alerta i el to vermellós a la zona zigomàtica.

### Salut
El petó estimula la producció d'hormones responsables del bon humor: l'oxitocina, que allibera el sentiment d'amor i enforteix el vincle amb la parella, les endorfines –hormones responsables de la sensació de felicitat– i la dopamina, que estimula el centre del plaer del cervell. Els petons regulars protegeixen de la depressió. L'afecte en general té efectes reductors de l'estrès. Els petons en particular s'han estudiat en un experiment controlat i es va trobar que augmentar la freqüència dels petons en les relacions matrimonials i de convivència provoca una reducció de l'estrès percebut, un augment de la satisfacció de la relació i una disminució dels nivells de colesterol. Altres beneficis del petó inclouen l'augment dels nivells d'autoestima, la tonificació dels músculs facials, l'alliberament de l'anestèsic contingut a la saliva, menors nivells de colesterol al sistema cardiovascular i el millorament de les funcions metabòliques.
La producció de saliva estimulada pel petó romàntic o sexual, a més, evita la formació de càries i l'acumulació de placa dental, alhora que prevé la gingivitis a través del calci present a la saliva. Estimulen més de 30 músculs facials, els quals ajuden a suavitzar la pell i augmenten el reg sanguini facial. Aquest tipus de petons consumeixen 12 calories cada cinc segons.
En un bes íntim de 10 segons es transmeten vora 80 milions de bacteris. Al-Shamahi afirma que alguns científics han fet una analogia entre l'acte de dues persones besant-se i una situació en la qual s'escupíssin a la mà i immediatament l'oferíssin a l'altra persones.

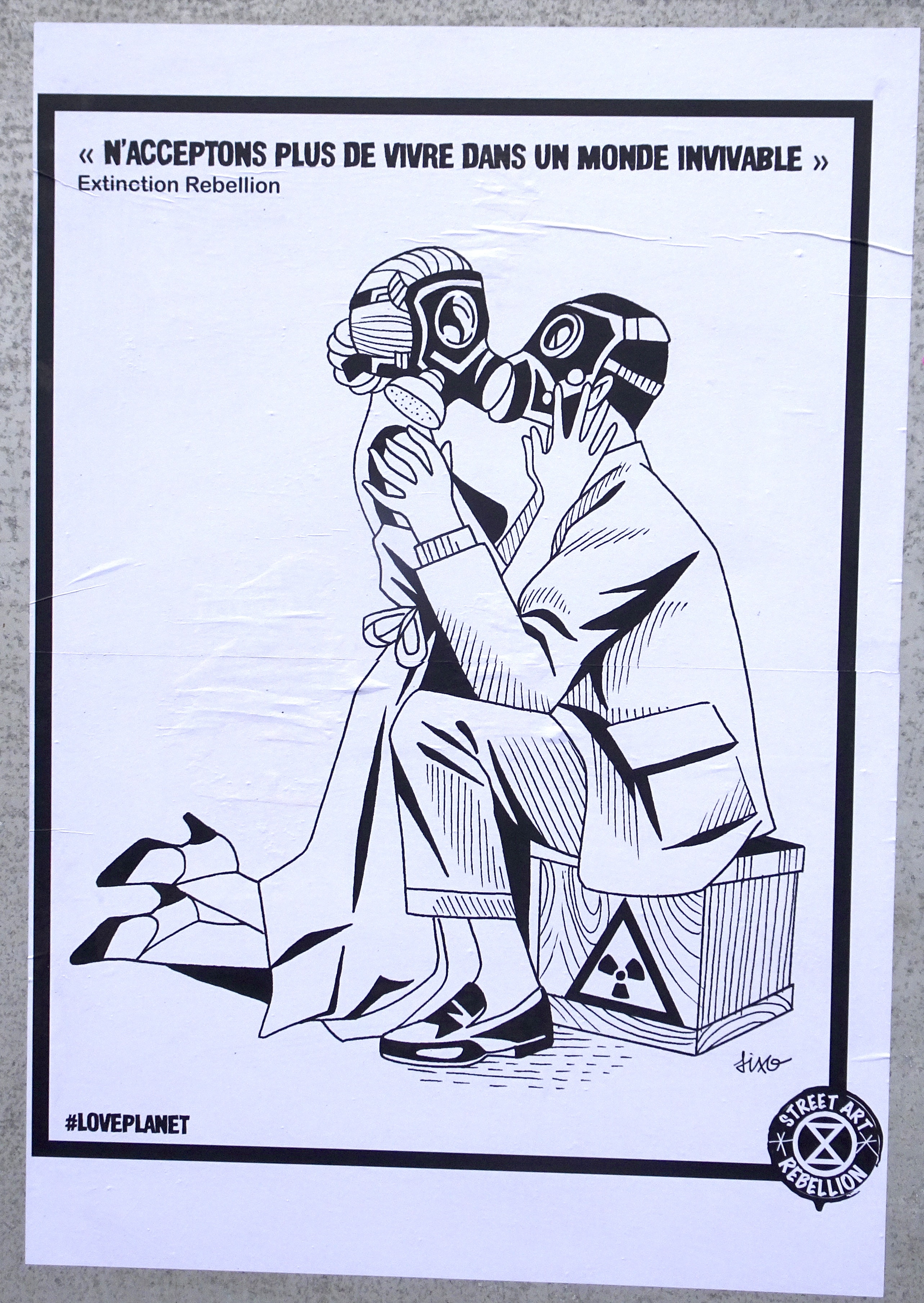
Cartell crític amb les mesures sanitàries durant la pandèmia de COVID-19, a Onex (Ginebra).

Els petons als llavis poden provocar la transmissió d'algunes malalties, com ara la mononucleosi infecciosa (coneguda com la "malaltia del petó") i l'herpes simple quan els virus infecciosos estan presents a la saliva. Les investigacions indiquen que la contracció del VIH mitjançant petons és extremadament improbable, tot i que hi va haver un cas documentat l'any 1997 d'una infecció pel VIH per petons, en el qual tant la dona com l'home infectat tenien gingivitis, de manera que la transmissió es va fer a través de la sang de l'home, no de la saliva.
Els petons són un factor de transmissió de certes malalties. Durant les epidèmies, els petons són desaconsellats i de vegades prohibits pels poders públics com a mesura d'higiene per evitar el contagi. Aquest va ser el cas a França sota Enric IV durant una epidèmia de pesta, el de Londres el 1665 durant la gran plaga i també el cas durant la pandèmia de COVID-19. Amb l'inici d'aquesta pandèmia a Europa el 2020 i les mesures de seguretat consistents en mantenir la distància es va deixar de banda el costum de saludar-se o de mostrar afecte amb petons. Divuit mesos després, i malgrat el manteniment de les recomanacions d'algunes autoritats sanitàries per evitar aquesta pràctica i les d'altres per tornar a socialitzar amb naturalitat, el petó tornava a ser habitual entre familiars, al setembre de 2021, per a dos terços dels francesos, la meitat dels espanyols, una quarta part dels britànics i una cinquena part dels alemanys.

## Galeria d'imatges

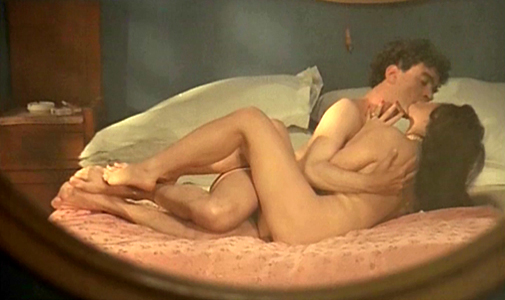
Franco Branciaroli i Stefania Sandrelli en un fotograma de la pel·lícula La chiave.
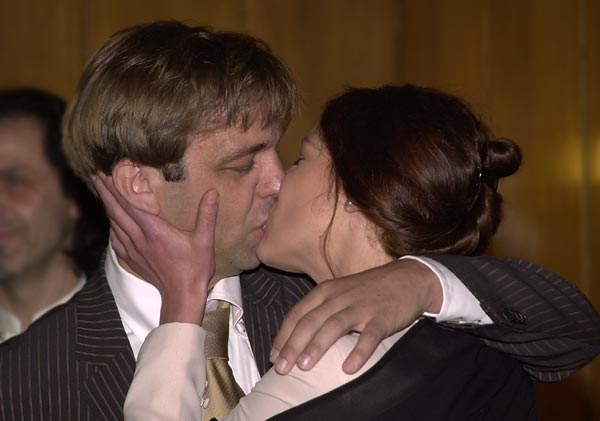
Petó als llavis entre un nuvi i una núvia en el seu casament.
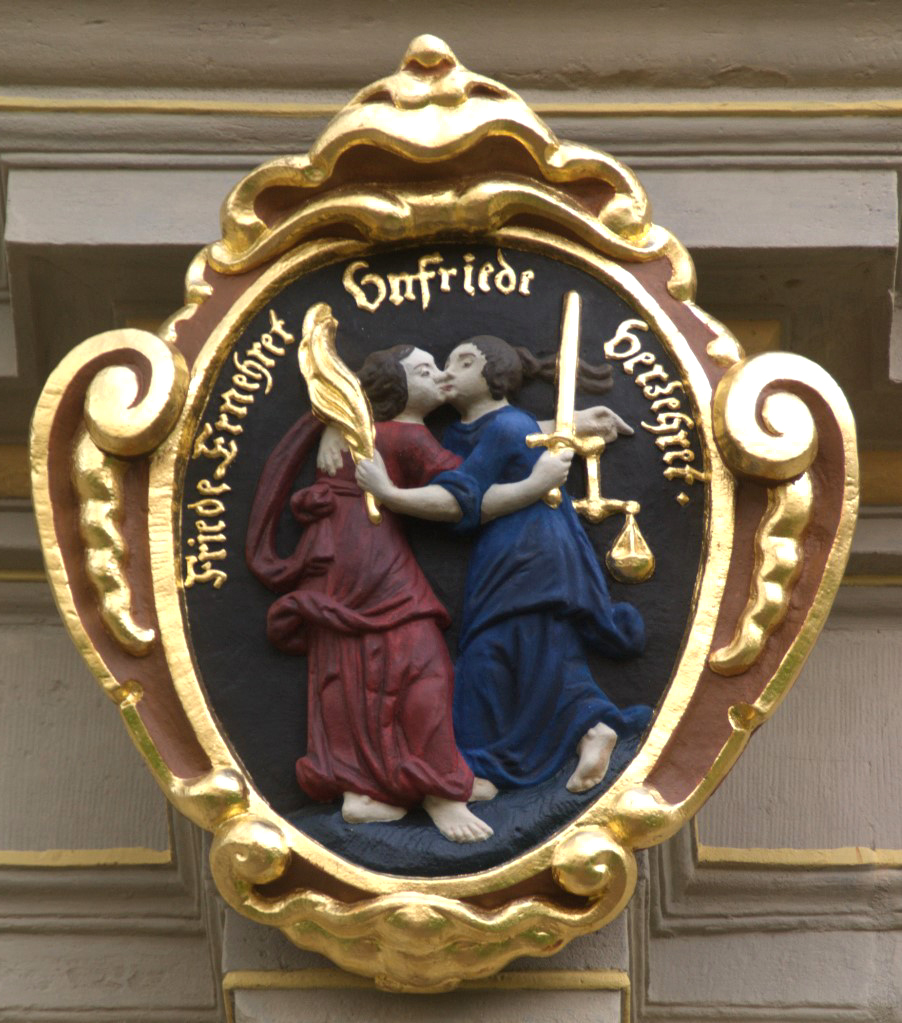
Representació d'un petó de pau al portal nord del palau de Friedenstein a Gotha (Alemanya).
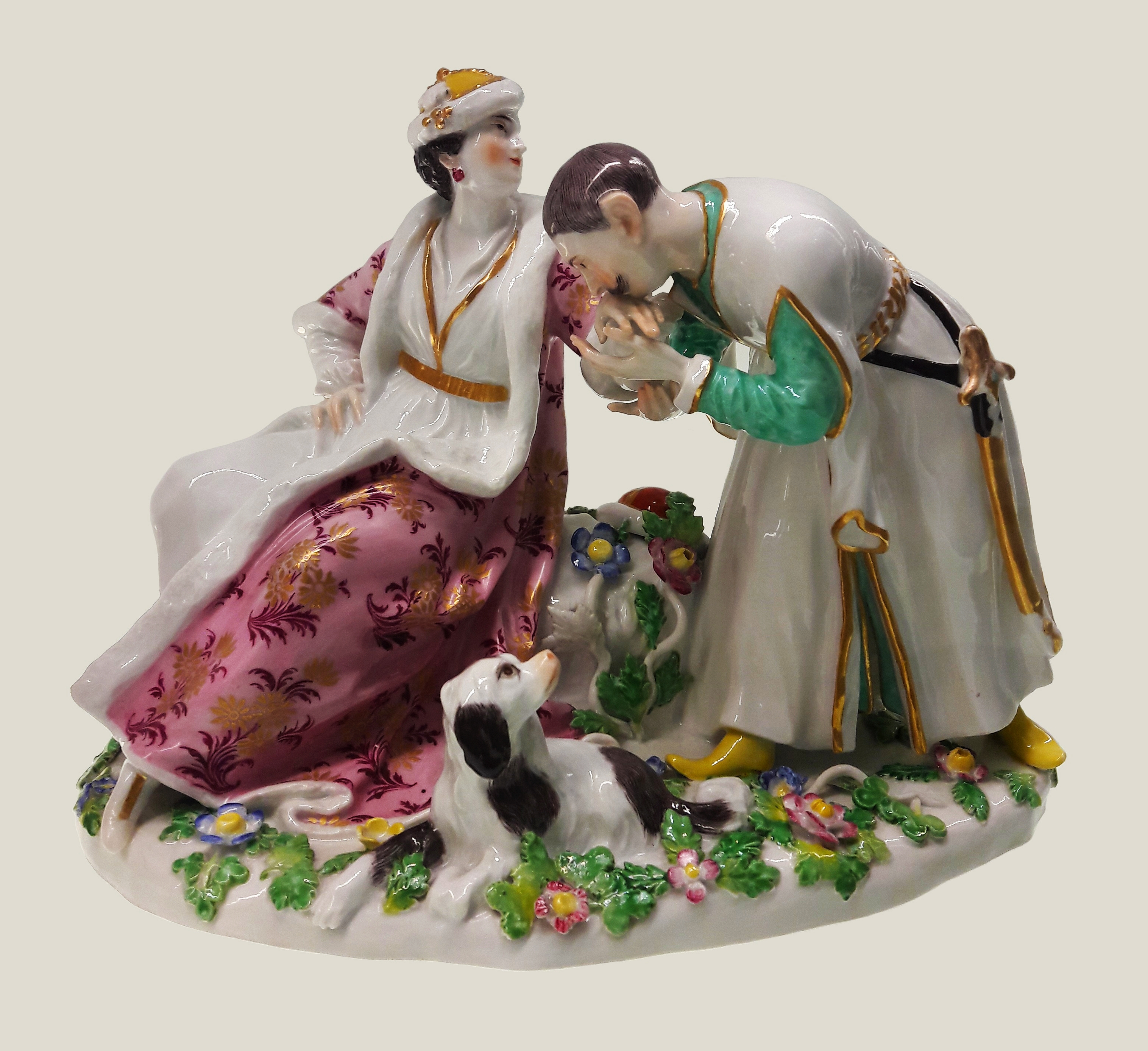
Figureta de porcellana representant un besamans polonès, obra de l'escultor Johann Joachim Kändler.
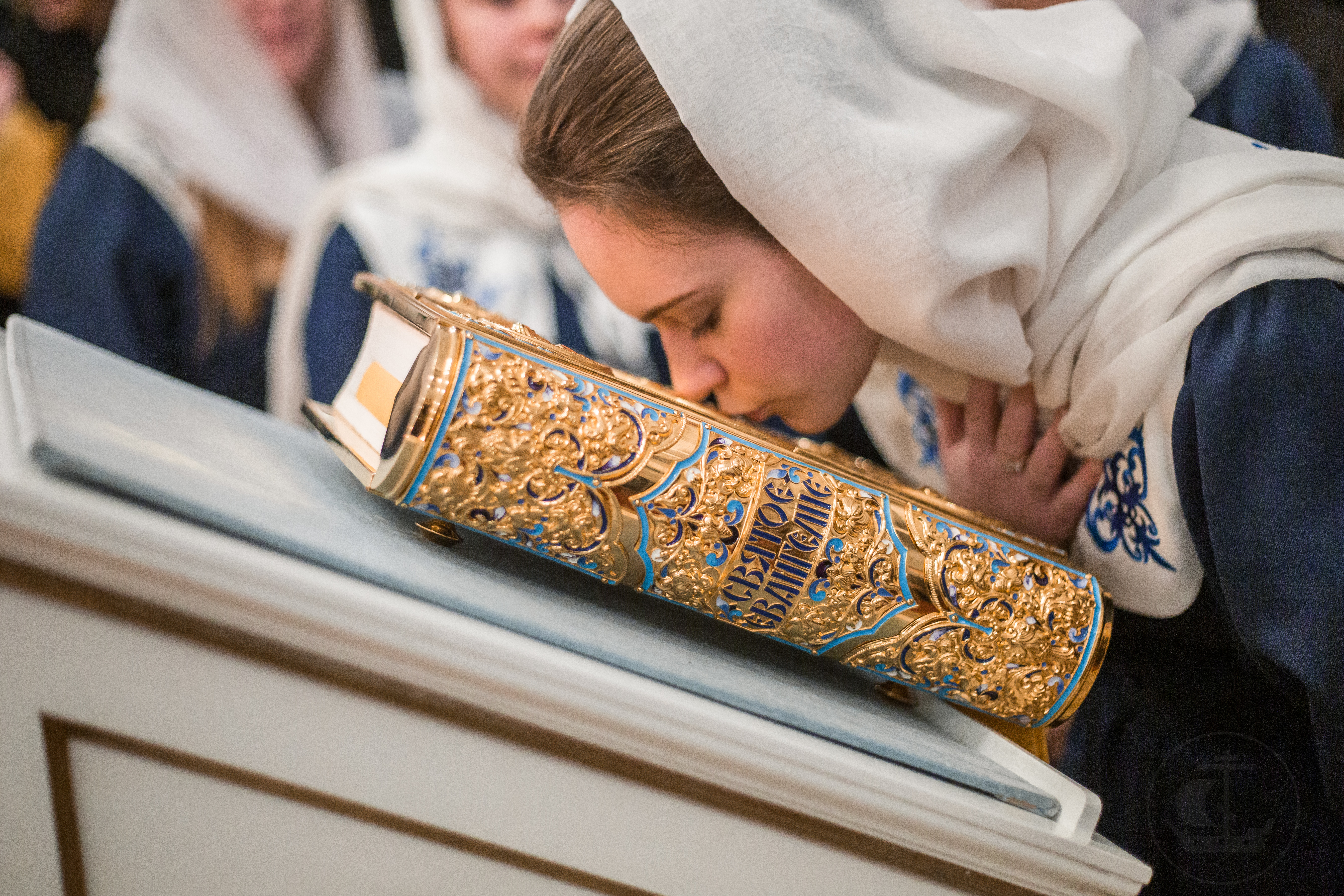
Noia besant l'evangeli de l'altar a Sant Petersburg (Rússia).
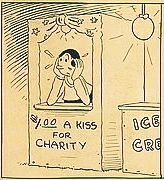
Cabina de petons en una tira còmica d'E. C. Segar (1921).